# Targhe d'immatricolazione del Regno Unito
Le targhe d'immatricolazione del Regno Unito identificano tutti i veicoli stradali azionati da un motore e immatricolati in Gran Bretagna o Irlanda del Nord. Il sistema di targatura britannico e, da luglio 2014, anche quello nordirlandese sono amministrati dalla Driver & Vehicle Licensing Agency (DVLA), l'agenzia esecutiva del Dipartimento per i trasporti (Department for Transport), con sede a Swansea.

## Storia

### 1903–1932

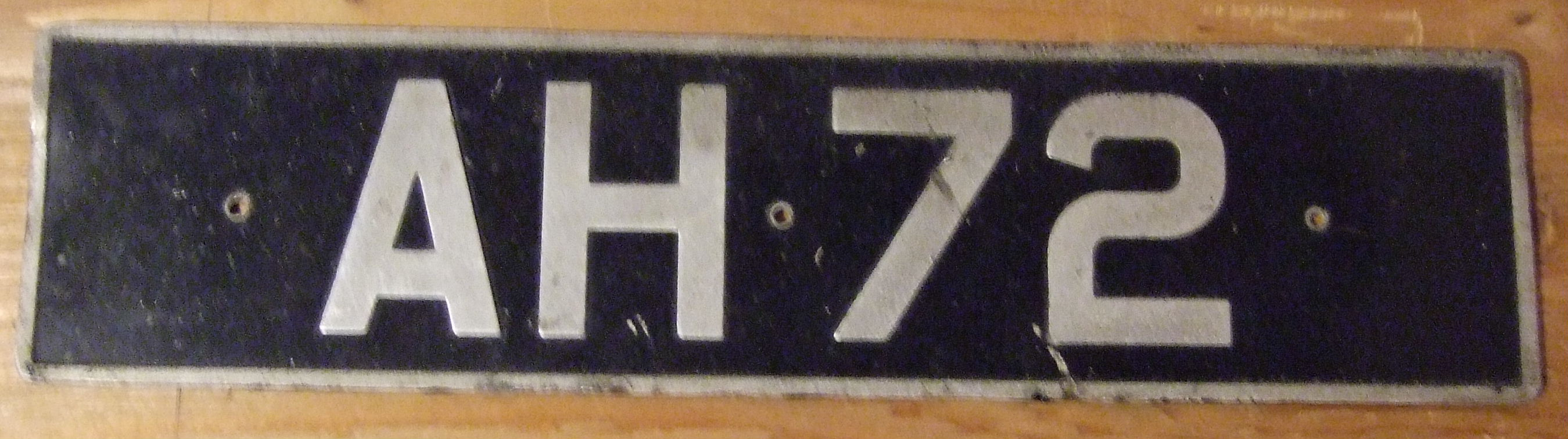
Targa di un veicolo immatricolato nella contea di Norfolk con il sistema in uso tra il 1903 e il 1932

Le prime targhe prodotte risalgono al 1903, anno in cui venne emanato il Motor Car Act del 1903; entrato in vigore il 1º gennaio 1904, questo provvedimento richiede che tutti i veicoli siano registrati presso le autorità preposte e muniti di una targa numerata di identificazione per permettere che i veicoli possano essere facilmente identificati in caso di incidenti o di infrazioni alle leggi. Vengono anche specificate le dimensioni delle targhe e dei caratteri utilizzati, ma la stampa è delegata a ditte private che, su richiesta del cliente, possono emettere targhe con formato differente da quello standard, sempre nel rispetto dei regolamenti.
Il sistema istituito restò in vigore fino al 1932 utilizzando le serie A1–YY9999. In Inghilterra e Galles le combinazioni di lettere furono inizialmente assegnate in proporzione alla popolazione (i dati demografici vennero rilevati dal censimento del 1901), mentre Scozia e Irlanda avevano combinazioni speciali che comprendevano le lettere "S" e "I" rispettivamente, con le assegnazioni che seguivano l'ordine alfabetico: IA = Antrim, IB = Armagh ecc. Quando una combinazione giungeva a 9999, erano assegnate altre due lettere con tale sistema.
La lettera o le due lettere indicavano la contea storica in cui il veicolo era stato immatricolato. Le targhe avevano caratteri bianchi o di colore grigio argento in rilievo su uno sfondo nero.
| D 533 |

| ST 824 |

### 1932–1963

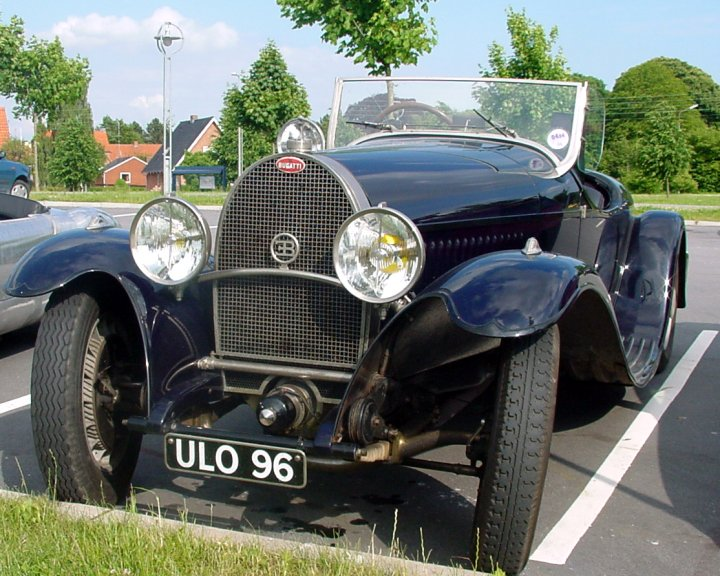
Targa anteriore di una Bugatti Type 49 d'epoca registrata a Londra (sigla LO) con formato emesso dal 1932 al 1963

Nel 1932 le combinazioni disponibili stavano per finire, quindi fu introdotto un sistema più esteso. Lo schema consisteva in tre lettere e un numero di cifre variabile da una a tre, da AAA1 fino a YYY999. Certe lettere come "I", "Q" e "Z" non venivano usate, perché considerate troppo confondibili con altre lettere o numeri, oppure erano riservate ad altri scopi, come la "I" e la "Z" per le targhe irlandesi. Dopo l'indipendenza, la repubblica irlandese continuò a usare questo sistema fino al 1986; in Irlanda del Nord è in vigore. Le combinazioni delle tre lettere che alludevano a parole offensive o blasfeme come GOD, JEW ("ebreo" in inglese) o DUW ("Dio" in gallese) furono vietate. Anche la combinazione "GPO" non era utilizzabile perché le lettere sono le iniziali di General Post Office, il servizio postale del Regno Unito fino al 1969.
Il sistema a tre lettere conservò la combinazione riferita a un'area di immatricolazione nel secondo paio di lettere tra le tre, mentre la lettera singola riferita a un luogo fu eliminata, dato che, facendo precedere la lettera a un'altra lettera, avrebbe creato un codice di provenienza a due lettere. In alcune località le combinazioni disponibili con questo sistema iniziarono a essere emesse negli anni Cinquanta; in tali zone d'immatricolazione fu introdotta una sequenza invertita, da 1AAA a 999YYY. La popolarità dell'automobile, che vide un notevole incremento in quegli anni, fece terminare le combinazioni dopo un decennio. All'inizio degli anni Sessanta si registrò un ulteriore incremento nelle regioni più densamente abitate, perciò si introdusse una sequenza a quattro cifre con una o due lettere identificative della provenienza, ma posposte alla numerazione (cioè da 0001A a 9999YY).
| BCR 907 |

| 208 HKH |

| 3982 XJ |

### 1963–1983

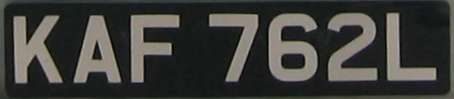
Targa di un veicolo immatricolato a Truro (sigla AF) con formato utilizzato dal 1963 al 31/12/1972

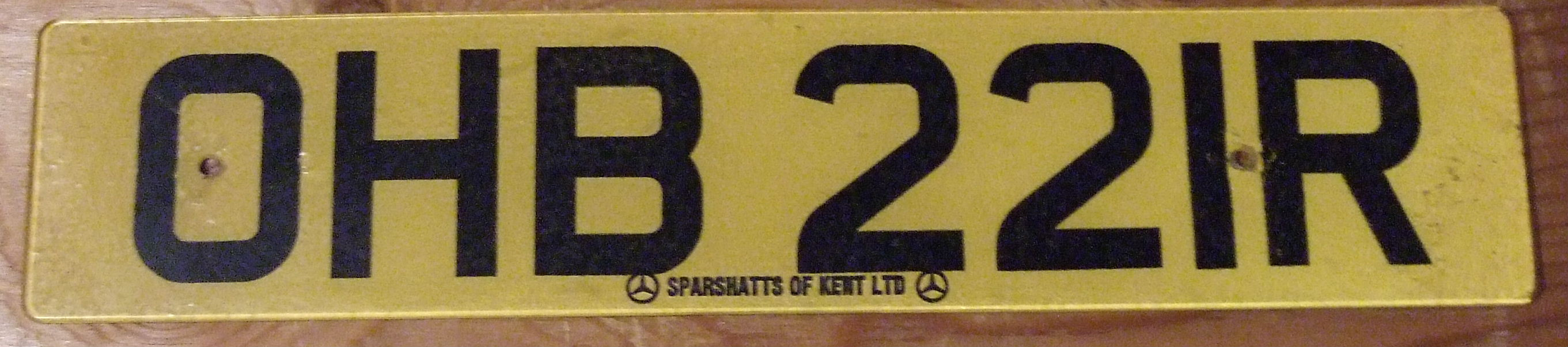
Targa posteriore di un veicolo registrato a Cardiff (sigla HB) del formato in uso dal 1973 al 31/12/1982

Nel 1963 i numeri disponibili si stavano di nuovo esaurendo, ci fu quindi un tentativo di creare un sistema nazionale per aggirare il problema. Sia le tre lettere sia i tre numeri furono mantenuti, ma fu aggiunta una lettera-suffisso indicante l'anno di immatricolazione. Con questo sistema le combinazioni potevano variare da AAA1A–YYY999A per il primo anno, poi AAA1B–YYY999B per il secondo e così via. Le lettere SCY erano riservate alle isole Scilly, es.: SCY 1(23)A. In alcune località non venne adottata la lettera-suffisso per i primi due anni, ma dal 1965 fu resa obbligatoria.
Oltre che per aumentare la gamma delle combinazioni, era un modo efficiente per consentire agli acquirenti di sapere l'età del veicolo immediatamente. Dapprima la lettera dell'anno cambiava il 1º gennaio di ogni anno, ma poi i venditori di auto notarono che i compratori avrebbero aspettato fino alla fine dell'anno per l'acquisto, in modo da attendere l'emissione di una nuova lettera e possedere un'auto più "nuova". Tale tendenza condusse a picchi maggiori di vendite verso la fine dell'anno. Quindi, per cercare di ovviare al problema, il mese di registrazione ed emissione di una nuova lettera fu spostato da gennaio ad agosto. Questo accadde nel 1967, anno in cui vennero emesse due lettere: "E" a gennaio e "F" ad agosto. I mesi di emissione rimasero gennaio ed agosto fino al 1999.
Il colore delle targhe, che continuò a essere bianco o grigio argento su sfondo nero fino a tutto il 1972, venne modificato nel 1973, quando furono differenziate le targhe posteriori, con caratteri neri su fondo giallo riflettente, da quelle anteriori, con caratteri neri su fondo bianco riflettente.
Le targhe nere con caratteri bianchi o argentati dal 2015 sono consentite anche su auto e moto immatricolate dal 1º gennaio 1973 al 1º gennaio 1975 se registrate come veicoli storici.
| EHJ 329H |

| DUM 466T |

| DUM 466T |

### 1983–2001

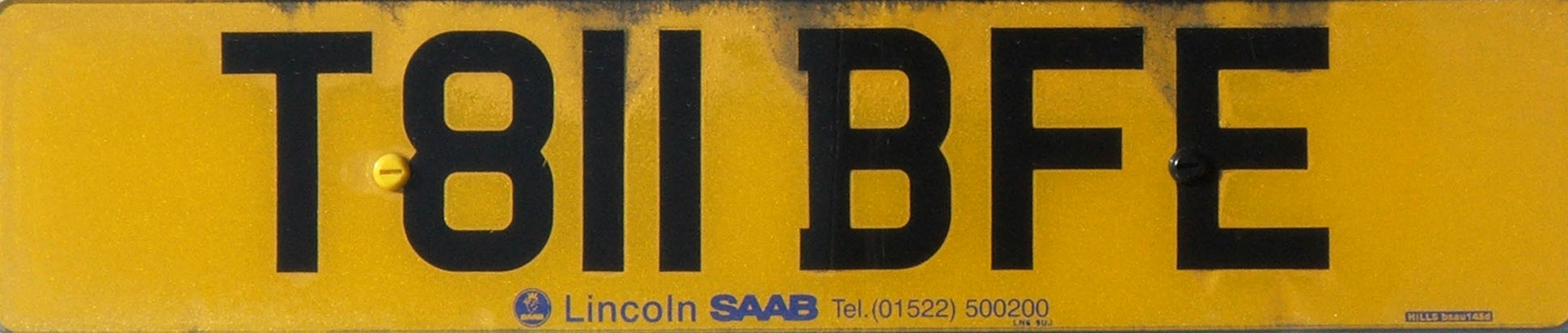
Targa posteriore di un veicolo immatricolato a Lincoln (sigla FE) del tipo emesso dal 1983 al 31/08/2001

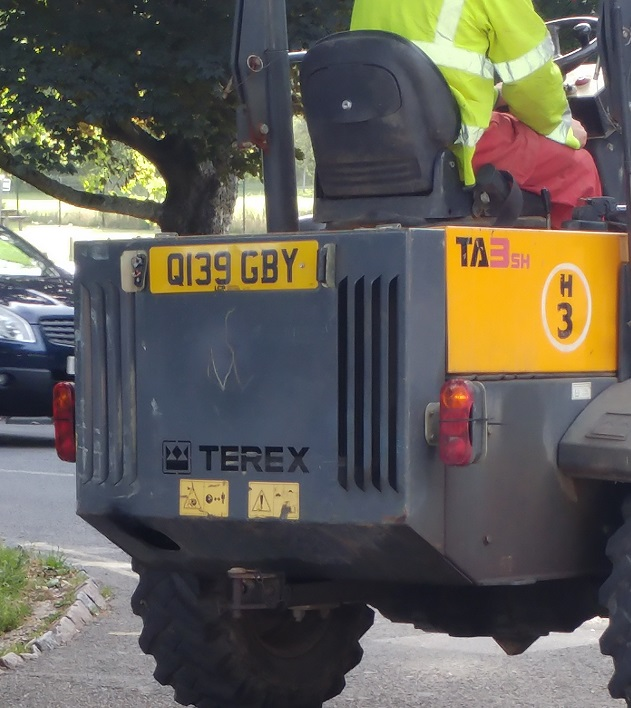
Targa posteriore della serie "Q" con formato 1983—2001 apposta su una macchina assemblata da cantiere

Nel 1982 le lettere indicanti gli anni raggiunsero la "Y", perciò dal 1983 in poi la sequenza fu cambiata, cosicché la lettera dell'anno — che iniziava ancora per "A" — precedeva le cifre, a loro volta seguite dalle lettere dell'immatricolazione. La gamma di possibilità era allora A1AAA–Y999YYY. Le isole Scilly continuavano ad avere la serie con le lettere fisse SCY, però posposte alle cifre, del tipo: A1(23) SCY.
Verso la metà degli anni Novanta ci fu una discussione riguardo all'introduzione di un sistema unificato in Europa, che avrebbe anche incorporato il codice dello Stato di origine del veicolo, ma dopo molti dibattiti tale sistema non fu adottato a causa della mancanza di accordi tra i Paesi.
L'innovazione del 1983, accolta come incentivo per i consumatori, introdusse anche la lettera Q nelle targhe (vd. infra, Targhe provvisorie): viene tuttora usata per veicoli di età indeterminata, come quelli ricostruiti o assemblati, oppure per auto importate la cui documentazione è insufficiente per determinarne l'età.
Con la fine degli anni Novanta la gamma di combinazioni possibili stava terminando nuovamente, a causa dei cambiamenti di lettera che avvenivano due volte all'anno (marzo e settembre); così nel 1999, invece di variare ancora la conformazione delle targhe, si decise di adottare un nuovo sistema che potesse essere più facile per coloro che assistevano a incidenti o a crimini commessi da automobilisti. In tal modo i testimoni potevano leggere e ricordare la targa più facilmente. Inoltre i commercianti di veicoli, dato che le immatricolazioni si concentravano soprattutto nel mese di agosto, proposero di emettere due cambiamenti di lettera ogni anno. Questa modifica fu apportata quasi subito, utilizzando il sistema esistente, introdotto il 1º settembre 2001.
Le targhe assegnate ai veicoli da esportare si contraddistinguevano per le lettere XP (Export) in coda alla serie alfanumerica, es.: K123 GXP.
| G7 REM |

| G7 REM |

| J80 STN |

| J80 STN |

| R121 KLM |

| R121 KLM |

### Identificatori della località (pre-2001)
| Prima lettera | Sigla | Contea o città                                                                              | Sigla | Contea o città | Sigla | Contea o città |
| ------------- | ----- | ------------------------------------------------------------------------------------------- | ----- | --- | ----- | --- |
| A             | A     | London / Londra (1903-64)                                                                   | AA    | Hampshire (1903-74) Salisbury (1974-80) Bournemouth (dal 1980)                                                             | AB    | Worcestershire (1903-74) Worcester (dal 1974)                                                                                          |
| A             | AC    | Warwickshire (1903-74) Coventry (1974-96)                                                   | AD    | Gloucestershire (1903-74) Gloucester (1974-97)                                                                             | AE    | Bristol |
| A             | AF    | Cornwall / Cornovaglia (1903-74) Truro (dal 1974)                                           | AG    | Ayrshire (1925-74) Kingston upon Hull (dal 1974)                                                                           | AH    | Norfolk (1903-74) Norwich (dal 1974)                                                                                                   |
| A             | AJ    | Yorkshire (North Riding) (1903-74) Middlesbrough (dal 1974)                                 | AK    | Bradford (1903-74) Sheffield (dal 1974)                                                                                    | AL    | Nottinghamshire (1903-74) Nottingham (dal 1974)                                                                                        |
| A             | AM    | Wiltshire (1903-74) Swindon (1974-97) Bristol (dal 1997)                                    | AN    | West Ham (1903-65) London / Londra (1965-74) Reading (dal 1974) ("MAN" riservata all'Isle of Man / Isola di Man)           | AO    | Cumberland (1903-74) Carlisle (dal 1974)                                                                                               |
| A             | AP    | East Sussex (1903-74) Brighton (dal 1974)                                                   | AR    | Hertfordshire (1903-74) Chelmsford (dal 1974)                                                                              | AS    | Nairnshire (1903-74) Inverness (dal 1974)                                                                                              |
| A             | AT    | Kingston upon Hull                                                                          | AU    | Nottingham | AV    | Aberdeenshire (1926-74) Peterborough (dal 1974)                                                                                        |
| A             | AW    | Shropshire (1903-74) Shrewsbury (dal 1974)                                                  | AX    | Monmouthshire (1903-74) Cardiff (dal 1974)                                                                                 | AY    | Leicestershire (1903-74) Leicester (1974-96) Nottingham (dal 1996)                                                                     |
| B             | B     | Lancashire (1903-63)                                                                        | BA    | Salford (1903-74) Manchester (dal 1974)                                                                                    | BB    | Newcastle upon Tyne |
| B             | BC    | Leicester (1903-96) Nottingham (dal 1996)                                                   | BD    | Northamptonshire (1903-74) Northampton (dal 1974)                                                                          | BE    | Lincolnshire (Lindsey) (1903-74) Grimsby (1974-81) Lincoln (dal 1981)                                                                  |
| B             | BF    | Dorset (1903-05) Staffordshire (1960-74) Stoke-on-Trent (1974-97) Nottingham (dal 1997)     | BG    | Birkenhead (1931-74) Liverpool (1974-96)                                                                                   | BH    | Buckinghamshire (1903-74) Luton (dal 1974)                                                                                             |
| B             | BJ    | East Suffolk (1903-74) Ipswich (dal 1974)                                                   | BK    | Portsmouth | BL    | Berkshire (1903-74) Reading (dal 1974)                                                                                                 |
| B             | BM    | Bedfordshire (1903-74) Luton (dal 1974)                                                     | BN    | Bolton (1903-81) Manchester (dal 1981)                                                                                     | BO    | Cardiff |
| B             | BP    | West Sussex (1903-74) Portsmouth (dal 1974)                                                 | BR    | Sunderland (1903-74) Durham (1974-81) Newcastle upon Tyne (dal 1981)                                                       | BS    | Orkney / Orcadi (1903-74) Kirkwall (1974-80) Inverness (dal 1980)                                                                      |
| B             | BT    | Yorkshire (East Riding) (1903-74) York (1974-81) Leeds (dal 1981)                           | BU    | Oldham (1903-74) Manchester (dal 1974)                                                                                     | BV    | Blackburn (1930-74) Preston (dal 1974)                                                                                                 |
| B             | BW    | Oxfordshire (1903-74) Oxford (dal 1974)                                                     | BX    | Carmarthenshire (1903-74) Haverfordwest (1974-96) Swansea (dal 1996)                                                       | BY    | Croydon (1903-65) London / Londra (1965-74) North West London / Londra Nord-Ovest (dal 1974)                                           |
| C             | C     | Yorkshire (West Riding) (1903-64)                                                           | CA    | Denbighshire (1903-74) Chester (dal 1974)                                                                                  | CB    | Blackburn (1903-74) Bolton (1974-81) Manchester (dal 1981)                                                                             |
| C             | CC    | Caernarfonshire (1903-74) Bangor-on-Dee (dal 1974)                                          | CD    | Brighton | CE    | Cambridgeshire (1903-65) Cambridgeshire e Isle of Ely / Isola di Ely (1965-74) Cambridge (1974-80) Peterborough (dal 1980)             |
| C             | CF    | West Suffolk (1903-74) Reading (dal 1974)                                                   | CG    | Hampshire (1931-74) Salisbury (1974-80) Bournemouth (dal 1980)                                                             | CH    | Derby (1903-74) Nottingham (dal 1974)                                                                                                  |
| C             | CJ    | Herefordshire (1903-74) Hereford (1974-81) Gloucester (1981-97)                             | CK    | Preston | CL    | Norwich |
| C             | CM    | Birkenhead (1903-74) Liverpool (1974-96)                                                    | CN    | Gateshead (1903-74) Newcastle upon Tyne (dal 1974)                                                                         | CO    | Plymouth (1903-80) |
| C             | CP    | Halifax (1903-74) Huddersfield (1974-95)                                                    | CR    | Southampton (1903-74) Portsmouth (dal 1974)                                                                                | CS    | Ayrshire (1934-74) Ayr (1974-81) Glasgow (dal 1981)                                                                                    |
| C             | CT    | Lincolnshire (Kesteven) (1903-74) Boston (1974-81) Lincoln (dal 1981)                       | CU    | South Shields (1903-74) Newcastle upon Tyne (dal 1974)                                                                     | CV    | Cornwall / Cornovaglia (1929-74) Truro (dal 1974)                                                                                      |
| C             | CW    | Burnley (1903-74) Preston (dal 1974)                                                        | CX    | Huddersfield | CY    | Swansea ("SCY" riservata alle Scilly Islands / Isole Scilly)                                                                           |
| D             | D     | Kent (1903-64)                                                                              | DA    | Wolverhampton (1903-74) Birmingham (dal 1974)                                                                              | DB    | Stockport (1903-74) Manchester (dal 1974)                                                                                              |
| D             | DC    | Middlesbrough                                                                               | DD    | Gloucestershire (1921-74) Gloucester (1974-97)                                                                             | DE    | Pembrokeshire (1903-74) Haverfordwest (1974-96) Swansea (dal 1996)                                                                     |
| D             | DF    | Northampton (1903-05) Gloucestershire (1926-74) Gloucester (1974-97)                        | DG    | Gloucestershire (1930-74) Gloucester (1974-97)                                                                             | DH    | Walsall (1903-74) Dudley (1974-96) |
| D             | DJ    | St Helens (1903-74) Warrington (1974-81) Liverpool (1981-96)                                | DK    | Rochdale (1903-74) Bolton (1974-81) Manchester (dal 1981)                                                                  | DL    | Isle of Wight / Isola di Wight (1903-74) Newport (Isle of Wight / Isola di Wight) (1974-81) Portsmouth (dal 1981)                      |
| D             | DM    | Flintshire (1903-74) Chester (dal 1974)                                                     | DN    | York (1903-81) Leeds (dal 1981)                                                                                            | DO    | Lincolnshire (South Holland) (1903-74) Boston (1974-81) Lincoln (dal 1981)                                                             |
| D             | DP    | Reading                                                                                     | DR    | Devonport (1903-14) Plymouth (1926-80)                                                                                     | DS    | Peeblesshire (1903-74) Glasgow (dal 1974)                                                                                              |
| D             | DT    | Doncaster (1927-74) Sheffield (dal 1974)                                                    | DU    | Coventry | DV    | Devon (1929-74) Exeter (dal 1974) |
| D             | DW    | Newport (Isle of Wight / Isola di Wight) 1903-74) Cardiff (dal 1974)                        | DX    | Ipswich | DY    | Hastings (1903-80) Brighton (dal 1980)                                                                                                 |
| E             | E     | Staffordshire (1903-63)                                                                     | EA    | West Bromwich (1903-74) Dudley (1974-96)                                                                                   | EB    | Isle of Ely / Isola di Ely (1903-65) Cambridgeshire e Isle of Ely / Isola di Ely (1965-74) Cambridge (1974-80) Peterborough (dal 1980) |
| E             | EC    | Westmorland (1903-74) Kendal (1974-81) Preston (dal 1981)                                   | ED    | Warrington (1903-81) Liverpool (dal 1981)                                                                                  | EE    | Grimsby (1903-81) Lincoln (dal 1981)                                                                                                   |
| E             | EF    | West Hartlepool (1903-74) Middlesbrough (dal 1974)                                          | EG    | Soke of Peterborough (1931-65) Huntingdon e Peterborough (1965-74) Peterborough (dal 1974)                                 | EH    | Stoke-on-Trent (1903-97) Nottingham (dal 1997)                                                                                         |
| E             | EJ    | Cardiganshire (1903-74) Haverfordwest (1974-81) Aberystwyth (dal 1981)                      | EK    | Wigan (1903-74) Warrington (1974-81) Liverpool (1981-96)                                                                   | EL    | Bournemouth |
| E             | EM    | Bootle (1903-74) Liverpool (1974-96)                                                        | EN    | Bury (1903-74) Bolton (1974-81) Manchester (dal 1981)                                                                      | EO    | Barrow-in-Furness (1903-81) Preston (dal 1981)                                                                                         |
| E             | EP    | Montgomeryshire (1903-74) Swansea (dal 1974)                                                | ER    | Cambridgeshire (1922-65) Cambridgeshire e Isle of Ely / Isola di Ely (1965-74) Cambridge (1974-80) Peterborough (dal 1980) | ES    | Perthshire (1903-74) Dundee (dal 1974)                                                                                                 |
| E             | ET    | Rotherham (1903-74) Sheffield (dal 1974)                                                    | EU    | Brecknockshire (1903-74) Bristol (dal 1974)                                                                                | EV    | Essex (1931-74) Chelmsford (dal 1974)                                                                                                  |
| E             | EW    | Huntingdonshire (1903-65) Huntingdon e Peterborough (1965-74) Peterborough (dal 1974)       | EX    | Great Yarmouth (1903-74) Norwich (dal 1974)                                                                                | EY    | Anglesey (1903-74) Bangor-on-Dee (dal 1974)                                                                                            |
| F             | F     | Essex (1903-63)                                                                             | FA    | Burton upon Trent (1903-74) Stoke-on-Trent (1974-97) Nottingham (dal 1997)                                                 | FB    | Bath (1903-74) Bristol (dal 1974) |
| F             | FC    | Oxford                                                                                      | FD    | Dudley | FE    | Lincoln |
| F             | FF    | Merionethshire (1903-74) Aberystwyth (1974-81) Bangor (dal 1981)                            | FG    | Fife (1925-74) Brighton (dal 1974)                                                                                         | FH    | Gloucester |
| F             | FJ    | Exeter                                                                                      | FK    | Worcester (1903-74) Dudley (1974-96)                                                                                       | FL    | Soke of Peterborough (1903-65) Huntingdon e Peterborough (1965-74) Peterborough (dal 1974)                                             |
| F             | FM    | Chester                                                                                     | FN    | Canterbury (1903-81) | FO    | Radnorshire (fino al 1974) Hereford (1974-81) Gloucester (dal 1981)                                                                    |
| F             | FP    | Rutland (1903-74) Leicester (1974-96) Nottingham (dal 1996)                                 | FR    | Blackpool (1904-74) Preston (dal 1974)                                                                                     | FS    | Edinburgh / Edimburgo (dal 1931) |
| F             | FT    | Tynemouth (1904-74) Newcastle upon Tyne (dal 1974)                                          | FU    | Lincolnshire (Lindsey) (1922-74) Grimsby (1974-81) Lincoln (dal 1981)                                                      | FV    | Blackpool (1929-74) Preston (dal 1974)                                                                                                 |
| F             | FW    | Lincolnshire (Lindsey) (1929-74) Lincoln (dal 1974)                                         | FX    | Dorset (1905-74) Bournemouth (dal 1974)                                                                                    | FY    | Southport (1905-74) Liverpool (1974-96)                                                                                                |
| G             | G     | Glasgow (1903-63)                                                                           | GA    | Glasgow | GB    | Glasgow |
| G             | GC    | London / Londra (1929-74) South West London / Londra sud-ovest (dal 1974)                   | GD    | Glasgow | GE    | Glasgow |
| G             | GF    | London / Londra (1930-74) South West London / Londra sud-ovest (dal 1974)                   | GG    | Glasgow | GH    | London / Londra (1930-74) South West London / Londra sud-ovest (dal 1974)                                                              |
| G             | GJ    | London / Londra (1930-74) South West London / Londra sud-ovest (dal 1974)                   | GK    | London / Londra (1930-74) South West London / Londra sud-ovest (dal 1974)                                                  | GL    | Bath (1932-74) Truro (dal 1974) |
| G             | GM    | Motherwell e Wishaw (1920-74) Reading (dal 1974)                                            | GN    | London / Londra (1931-74) South West London / Londra sud-ovest (dal 1974)                                                  | GO    | London / Londra (1931-74) South West London / Londra sud-ovest (dal 1974)                                                              |
| G             | GP    | London / Londra (1931-74) South West London / Londra sud-ovest (dal 1974)                   | GR    | Sunderland (1933-74) Durham (1974-81) Newcastle upon Tyne (dal 1981)                                                       | GS    | Perthshire (1928-74) Luton (dal 1974)                                                                                                  |
| G             | GT    | London / Londra (1931-74) South West London / Londra sud-ovest (dal 1974)                   | GU    | London / Londra (1929-74) South East London / Londra sud-est (dal 1974)                                                    | GV    | West Suffolk (1930-74) Ipswich (dal 1974)                                                                                              |
| G             | GW    | London / Londra (1931-74) South East London / Londra sud-est (dal 1974)                     | GX    | London / Londra (1932-74) South East London / Londra sud-est (dal 1974)                                                    | GY    | London / Londra (1932-74) South East London / Londra sud-est (dal 1974)                                                                |
| H             | H     | Middlesex (1903-63)                                                                         | HA    | Smethwick (1907-74) Dudley (1974-96)                                                                                       | HB    | Merthyr Tydfil (1908-74) Cardiff (dal 1974)                                                                                            |
| H             | HC    | Eastbourne (1911-74) Hastings (1974-80) Brighton (dal 1980)                                 | HD    | Dewsbury (1913-74) Huddersfield (1974-95)                                                                                  | HE    | Barnsley (1913-74) Sheffield (dal 1974)                                                                                                |
| H             | HF    | Wallasey (1913-74) Liverpool (1974-96)                                                      | HG    | Burnley (1930-74) Preston (dal 1974)                                                                                       | HH    | Carlisle |
| H             | HJ    | Southend-on-Sea (1914-74) Chelmsford (dal 1974)                                             | HK    | Essex (1915-74) Chelmsford (dal 1974)                                                                                      | HL    | Wakefield (1915-74) Sheffield (dal 1974)                                                                                               |
| H             | HM    | East Ham (1916-65) London / Londra (1965-74) Central London / Londra centro (1974-97)       | HN    | Darlington (1921-74) Middlesbrough (dal 1974)                                                                              | HO    | Hampshire (1917-74) Salisbury (1974-80) Bournemouth (dal 1980)                                                                         |
| H             | HP    | Coventry (dal 1919)                                                                         | HR    | Wiltshire (1919-74) Swindon (1974-97) Bristol (dal 1997)                                                                   | HS    | Renfrewshire (1903-74) Glasgow (dal 1974)                                                                                              |
| H             | HT    | Bristol (dal 1920)                                                                          | HU    | Bristol (dal 1924) | HV    | East Ham (1930-65) London / Londra (1965-74) Central London / Londra centro (1974-97)                                                  |
| H             | HW    | Bristol (dal 1927)                                                                          | HX    | Middlesex (1930-65) London / Londra (1965-74) Central London / Londra centro (1974-97)                                     | HY    | Bristol (dal 1930) |
| J             | J     | Durham (1903-64)                                                                            | JA    | Stockport (1929-74) Manchester (dal 1974)                                                                                  | JB    | Berkshire (1932-74) Reading (dal 1974)                                                                                                 |
| J             | JC    | Caernarfonshire (1931-74) Bangor-on-Dee (dal 1974)                                          | JD    | West Ham (1929-65) London / Londra (1965-74) Central London / Londra centro (1974-97)                                      | JE    | Isle of Ely / Isola di Ely (1933-65) Cambridgeshire e Isle of Ely / Isola di Ely (1965-74) Cambridge (1974-80) Peterborough (dal 1980) |
| J             | JF    | Leicester (1930-96) Nottingham (dal 1996)                                                   | JG    | Canterbury (1929-81) | JH    | Hertfordshire (1931-74) Reading (dal 1974)                                                                                             |
| J             | JJ    | London / Londra (1932-74) Canterbury (1974-81)                                              | JK    | Eastbourne (1928-74) Hastings (1974-80) Brighton (dal 1980)                                                                | JL    | Lincolnshire (Holland) (1932-74) Boston (1974-81) Lincoln (dal 1981)                                                                   |
| J             | JM    | Westmorland (1931-74) Reading (dal 1974)                                                    | JN    | Southend-on-Sea (1930-74) Chelmsford (dal 1974)                                                                            | JO    | Oxford (dal 1930) |
| J             | JP    | Wigan (1934-74) Warrington (1974-81) Liverpool (1981-96)                                    | JR    | Northumberland (1932-74) Newcastle upon Tyne (dal 1974)                                                                    | JS    | Ross and Cromartry / Ross e Cromartry (1903-74) Stornoway (1974-80) Inverness (dal 1980)                                               |
| J             | JT    | Dorset (1933-74) Bournemouth (dal 1974)                                                     | JU    | Leicestershire (1931-74) Leicester (1974-96) Nottingham (dal 1996)                                                         | JV    | Grimsby (1930-81) Lincoln (dal 1981)                                                                                                   |
| J             | JW    | Wolverhampton (1931-74) Birmingham (dal 1974)                                               | JX    | Halifax (1932-74) Huddersfield (1974-95)                                                                                   | JY    | Plymouth (1932-80) |
| K             | K     | Liverpool (1903-64)                                                                         | KA    | Liverpool (dal 1925) | KB    | Liverpool (dal 1914) |
| K             | KC    | Liverpool (dal 1920)                                                                        | KD    | Liverpool (dal 1927) | KE    | Kent (1920-74) Maidstone (dal 1974) |
| K             | KF    | Liverpool (dal 1930)                                                                        | KG    | Cardiff (dal 1931) | KH    | Kingston upon Hull (dal 1925) |
| K             | KJ    | Kent (1931-74) Maidstone (dal 1974)                                                         | KK    | Kent (1922-74) Maidstone (dal 1974)                                                                                        | KL    | Kent (1924-74) Maidstone (dal 1974) |
| K             | KM    | Kent (1925-74) Maidstone (dal 1974)                                                         | KN    | Kent (1917-74) Maidstone (dal 1974)                                                                                        | KO    | Kent (1927-74) Maidstone (dal 1974) |
| K             | KP    | Kent (1928-74) Maidstone (dal 1974)                                                         | KR    | Kent (1929-74) Maidstone (dal 1974)                                                                                        | KS    | Roxburghshire (1903-74) Selkirk (1974-80) Edinburgh / Edimburgo (dal 1980)                                                             |
| K             | KT    | Kent (1913-74) Canterbury (1974-81)                                                         | KU    | Bradford (1922-74) Sheffield (dal 1974)                                                                                    | KV    | Coventry (dal 1931) |
| K             | KW    | Bradford (1926-74) Sheffield (dal 1974)                                                     | KX    | Buckinghamshire (1928-74) Luton (dal 1974)                                                                                 | KY    | Bradford (1931-74) Sheffield (dal 1974)                                                                                                |
| L             | L     | Glamorgan (1903-64)                                                                         | LA    | London / Londra (1910-74) North West London / Londra nord-ovest (dal 1974)                                                 | LB    | London / Londra (1908-74) North West London / Londra nord-ovest (dal 1974)                                                             |
| L             | LC    | London / Londra (1905-74) North West London / Londra nord-ovest (dal 1974)                  | LD    | London / Londra (1909-74) North West London / Londra nord-ovest (dal 1974)                                                 | LE    | London / Londra (1911-74) North West London / Londra nord-ovest (dal 1974)                                                             |
| L             | LF    | London / Londra (1912-74) North West London / Londra nord-ovest (dal 1974)                  | LG    | Cheshire (1928-74) Chester (dal 1974)                                                                                      | LH    | London / Londra (1913-74) North West London / Londra nord-ovest (dal 1974)                                                             |
| L             | LJ    | Bournemouth (dal 1929)                                                                      | LK    | London / Londra (1913-74) North West London / Londra nord-ovest (dal 1974)                                                 | LL    | London / Londra (1914-74) North West London / Londra nord-ovest (dal 1974)                                                             |
| L             | LM    | London / Londra (1914-74) North West London / Londra nord-ovest (dal 1974)                  | LN    | London / Londra (1906-74) North West London / Londra nord-ovest (dal 1974)                                                 | LO    | London / Londra (1915-74) North West London / Londra nord-ovest (dal 1974)                                                             |
| L             | LP    | London / Londra (1915-74) North West London / Londra nord-ovest (dal 1974)                  | LR    | London / Londra (1916-74) North West London / Londra nord-ovest (dal 1974)                                                 | LS    | Selkirkshire (1903-74) Stirling (1974-81) Edinburgh / Edimburgo (dal 1981)                                                             |
| L             | LT    | London / Londra (1918-74) North West London / Londra nord-ovest (dal 1974)                  | LU    | London / Londra (1919-74) North West London / Londra nord-ovest (dal 1974)                                                 | LV    | Liverpool (dal 1932) |
| L             | LW    | London / Londra (1919-74) North West London / Londra nord-ovest (dal 1974)                  | LX    | London / Londra (1919-74) North West London / Londra nord-ovest (dal 1974)                                                 | LY    | London / Londra (1919-74) North West London / Londra nord-ovest (dal 1974)                                                             |
| M             | M     | Cheshire (1903-63)                                                                          | MA    | Cheshire (1920-74) Chester (dal 1974)                                                                                      | MB    | Cheshire (1922-74) Chester (dal 1974)                                                                                                  |
| M             | MC    | Middlesex (1917-65) London / Londra (1965-74) North East London / Londra nord-est (1974-97) | MD    | Middlesex (1920-65) London / Londra (1965-74) North East London / Londra nord-est (1974-97)                                | ME    | Middlesex (1921-65) London / Londra (1965-74) North East London / Londra nord-est (1974-97)                                            |
| M             | MF    | Middlesex (1923-65) London / Londra (1965-74) North East London / Londra nord-est (1974-97) | MG    | Middlesex (1930-65) London / Londra (1965-74) North East London / Londra nord-est (1974-97)                                | MH    | Middlesex (1924-65) London / Londra (1965-74) North East London / Londra nord-est (1974-97)                                            |
| M             | MJ    | Bedfordshire (1932-74) Luton (dal 1974)                                                     | MK    | Middlesex (1925-65) London / Londra (1965-74) North East London / Londra nord-est (1974-97)                                | ML    | Middlesex (1926-65) London / Londra (1965-74) North East London / Londra nord-est (1974-97)                                            |
| M             | MM    | Middlesex (1926-65) London / Londra (1965-74) North East London / Londra nord-est (1974-97) | MN    | Isle of Man / Isola di Man                                                                                                 | MO    | Berkshire (1922-74) Reading (dal 1974)                                                                                                 |
| M             | MP    | Middlesex (1927-65) London / Londra (1965-74) North East London / Londra nord-est (1974-97) | MR    | Wiltshire (1924-74) Swindon (1974-97) Bristol (dal 1997)                                                                   | MS    | Stirlingshire (1903-74) Stirling (1974-81) Edimburgo (dal 1981)                                                                        |
| M             | MT    | Middlesex (1928-65) London / Londra (1965-74) North East London / Londra nord-est (1974-97) | MU    | Middlesex (1929-65) London / Londra (1965-74) North East London / Londra nord-est (1974-97)                                | MV    | Middlesex (1931-65) London / Londra (1965-74) South East London / Londra sud-est (dal 1974)                                            |
| M             | MW    | Wiltshire (1927-74) Swindon (1974-97) Bristol (dal 1997)                                    | MX    | Middlesex (1912-65) London / Londra (1965-74) South East London / Londra sud-est (dal 1974)                                | MY    | Middlesex (1929-65) London / Londra (1965-74) South East London / Londra sud-est (dal 1974)                                            |
| N             | N     | Manchester (1903-64)                                                                        | NA    | Manchester (dal 1913) | NB    | Manchester (dal 1919) |
| N             | NC    | Manchester (dal 1920)                                                                       | ND    | Manchester (dal 1923) | NE    | Manchester (dal 1925) |
| N             | NF    | Manchester (dal 1926)                                                                       | NG    | Norfolk (1930-74) Norwich (dal 1974)                                                                                       | NH    | Northampton (dal 1905) |
| N             | NJ    | East Sussex (1932-74) Brighton (dal 1974)                                                   | NK    | Hertfordshire (1921-74) Luton (dal 1974)                                                                                   | NL    | Northumberland (1921-74) Newcastle upon Tyne (dal 1974)                                                                                |
| N             | NM    | Bedfordshire (1920-74) Luton (dal 1974)                                                     | NN    | Nottinghamshire (1921-74) Nottingham (dal 1974)                                                                            | NO    | Essex (1921-74) Chelmsford (dal 1974)                                                                                                  |
| N             | NP    | Worcestershire (1921-74) Worcester (dal 1974)                                               | NR    | Leicestershire (1921-74) Leicester (1974-96) Nottingham (dal 1996)                                                         | NS    | Sutherland (1903-74) Glasgow (dal 1974)                                                                                                |
| N             | NT    | Shropshire (1921-74) Shrewsbury (dal 1974)                                                  | NU    | Derbyshire (1923-74) Nottingham (dal 1974)                                                                                 | NV    | Northamptonshire (1931-74) Northampton (dal 1974)                                                                                      |
| N             | NW    | Leeds (dal 1921)                                                                            | NX    | Warwickshire (1921-74) Dudley (1974-96)                                                                                    | NY    | Glamorgan (1921-74) Cardiff (dal 1974)                                                                                                 |
| O             | O     | Birmingham (1903-64)                                                                        | OA    | Birmingham (dal 1913) | OB    | Birmingham (dal 1915) |
| O             | OC    | Birmingham (dal 1933)                                                                       | OD    | Devon (1931-74) Exeter (dal 1974)                                                                                          | OE    | Birmingham (dal 1919) |
| O             | OF    | Birmingham (dal 1929)                                                                       | OG    | Birmingham (dal 1930) | OH    | Birmingham (dal 1920) |
| O             | OJ    | Birmingham (dal 1932)                                                                       | OK    | Birmingham (dal 1922) | OL    | Birmingham (dal 1923) |
| O             | OM    | Birmingham (dal 1924)                                                                       | ON    | Birmingham (dal 1925) | OO    | Essex (1961-74) Chelmsford (dal 1974)                                                                                                  |
| O             | OP    | Birmingham (dal 1926)                                                                       | OR    | Hampshire (1922-74) Portsmouth (dal 1974)                                                                                  | OS    | Wigtownshire (1903-74) Stranraer (1974-81) Glasgow (dal 1981)                                                                          |
| O             | OT    | Hampshire (1926-74) Portsmouth (dal 1974)                                                   | OU    | Hampshire (1928-74) Bristol (dal 1974)                                                                                     | OV    | Birmingham (dal 1931) |
| O             | OW    | Southampton (1931-74) Portsmouth (dal 1974)                                                 | OX    | Birmingham (dal 1927) | OY    | Croydon (1930-65) London / Londra (1965-74) North West London / Londra nord-ovest (dal 1974)                                           |
| P             | P     | Surrey (1903-63)                                                                            | PA    | Surrey (1913-74) Guildford (1974-97) Reading (dal 1997)                                                                    | PB    | Surrey (1919-74) Guildford (1974-97) Reading (dal 1997)                                                                                |
| P             | PC    | Surrey (1921-74) Guildford (1974-97) Reading (dal 1997)                                     | PD    | Surrey (1923-74) Guildford (1974-97) Reading (dal 1997)                                                                    | PE    | Surrey (1924-74) Guildford (1974-97) Reading (dal 1997)                                                                                |
| P             | PF    | Surrey (1926-74) Guildford (1974-97) Reading (dal 1997)                                     | PG    | Surrey (1929-74) Guildford (1974-97) Reading (dal 1997)                                                                    | PH    | Surrey (1927-74) Guildford (1974-97) Reading (dal 1997)                                                                                |
| P             | PJ    | Surrey (1931-74) Guildford (1974-97) Reading (dal 1997)                                     | PK    | Surrey (1928-74) Guildford (1974-97) Reading (dal 1997)                                                                    | PL    | Surrey (1930-74) Guildford (1974-97) Reading (dal 1997)                                                                                |
| P             | PM    | East Sussex (1922-74) Guildford (1974-97) Reading (dal 1997)                                | PN    | East Sussex (1927-74) Brighton (dal 1974)                                                                                  | PO    | West Sussex (1929-74) Portsmouth (dal 1974) ("GPO" riservata fino al 1969 ai veicoli del General Post Office)                          |
| P             | PP    | Buckinghamshire (1923-74) Luton (dal 1974)                                                  | PR    | Dorset (1923-74) Bournemouth (dal 1974)                                                                                    | PS    | Shetland (1903-74) Lerwick (1974-80) Aberdeen (dal 1980)                                                                               |
| P             | PT    | Durham (1922-81) Newcastle upon Tyne (dal 1981)                                             | PU    | Essex (1923-74) Chelmsford (dal 1974)                                                                                      | PV    | Ipswich (dal 1932) |
| P             | PW    | Norfolk (1923-74) Norwich (dal 1974)                                                        | PX    | West Sussex (1923-74) Portsmouth (dal 1974)                                                                                | PY    | Yorkshire (North Riding) (1923-74) Middlesbrough (dal 1974)                                                                            |
| R             | R     | Derbyshire (1903-64)                                                                        | RA    | Derbyshire (1926-74) Nottingham (dal 1974)                                                                                 | RB    | Derbyshire (1929-74) Nottingham (dal 1974)                                                                                             |
| R             | RC    | Derby (1931-74) Nottingham (dal 1974)                                                       | RD    | Reading (dal 1928) | RE    | Staffordshire (1921-74) Stoke-on-Trent (1974-97) Nottingham (dal 1997)                                                                 |
| R             | RF    | Staffordshire (1924-74) Stoke-on-Trent (1974-97) Nottingham (dal 1997)                      | RG    | Aberdeen (1928-74) Newcastle upon Tyne (dal 1974)                                                                          | RH    | Kingston upon Hull (dal 1930) |
| R             | RJ    | Salford (1931-74) Manchester (dal 1974)                                                     | RK    | Croydon (1922-65) London / Londra (1965-74) North West London / Londra nord-ovest (dal 1974)                               | RL    | Cornwall / Cornovaglia (1924-74) Truro (dal 1974)                                                                                      |
| R             | RM    | Cumberland (1924-74) Carlisle (dal 1974)                                                    | RN    | Preston (dal 1928) | RO    | Hertfordshire (1925-74) Luton (dal 1974)                                                                                               |
| R             | RP    | Northamptonshire (1924-74) Northampton (dal 1974)                                           | RR    | Nottinghamshire (1925-74) Nottingham (dal 1974)                                                                            | RS    | Aberdeen |
| R             | RT    | East Suffolk (1925-74) Ipswich (dal 1974)                                                   | RU    | Bournemouth (dal 1924) | RV    | Portsmouth (dal 1931) |
| R             | RW    | Coventry (dal 1924)                                                                         | RX    | Berkshire (1927-74) Reading (dal 1974)                                                                                     | RY    | Leicester (1925-96) Nottingham (dal 1996)                                                                                              |
| S             | S     | Edinburgh / Edimburgo (1903-64)                                                             | SA    | Aberdeenshire (1903-74) Aberdeen (dal 1974)                                                                                | SB    | Argyll (1903-74) Oban (1974-80) Glasgow (dal 1981)                                                                                     |
| S             | SC    | Edinburgh / Edimburgo (dal 1927)                                                            | SD    | Ayrshire (1903-74) Ayr (1974-81) Glasgow (dal 1981)                                                                        | SE    | Banffshire (1903-74) Keith (1974-81) Aberdeen (dal 1981)                                                                               |
| S             | SF    | Edinburgh / Edimburgo (dal 1924)                                                            | SG    | Edinburgh / Edimburgo (dal 1920)                                                                                           | SH    | Berwickshire (1903-74) Selkirk (1974-80) Edinburgh / Edimburgo (dal 1980)                                                              |
| S             | SJ    | Bute (1903-74) Ayr (1974-81) Glasgow (dal 1981)                                             | SK    | Caithness (1903-74) Wick (1974-81) Inverness (dal 1981)                                                                    | SL    | Clackmannanshire (1903-74) Dundee (dal 1974)                                                                                           |
| S             | SM    | Dumfriesshire (1903-74) Dumfries (1974-81) Carlisle (dal 1981)                              | SN    | Dunbartonshire (1903-74) Dundee (dal 1974)                                                                                 | SO    | Moray (1903-74) Aberdeen (dal 1974) |
| S             | SP    | Fife (1903-74) Dundee (dal 1974)                                                            | SR    | Angus (1903-74) Dundee (dal 1974)                                                                                          | SS    | East Lothian (1903-74) Aberdeen (dal 1974)                                                                                             |
| S             | ST    | Inverness-shire (1903-74) Inverness (dal 1974)                                              | SU    | Kincardineshire (1903-74) Glasgow (dal 1974)                                                                               | SV    | Kinross-shire (1903-74) |
| S             | SW    | Kirkcudbrightshire (1903-74) Dumfries (1974-81) Carlisle (dal 1981)                         | SX    | West Lothian (1903-74) Edimburgo (dal 1974)                                                                                | SY    | Midlothian (1903-74) |
| T             | T     | Devon (1903-64)                                                                             | TA    | Devon (1920-74) Exeter (dal 1974)                                                                                          | TB    | Lancashire (1919-74) Warrington (1974-81) Liverpool (1981-96)                                                                          |
| T             | TC    | Lancashire (1922-74) Bristol (dal 1974)                                                     | TD    | Lancashire (1924-74) Bolton (1974-81) Manchester (dal 1981)                                                                | TE    | Lancashire (1927-74) Bolton (1974-81) Manchester (dal 1981)                                                                            |
| T             | TF    | Lancashire (1929-74) Reading (dal 1974)                                                     | TG    | Glamorgan (1930-74) Cardiff (dal 1974)                                                                                     | TH    | Carmarthenshire (1929-74) Swansea (dal 1974)                                                                                           |
| T             | TJ    | Lancashire (1932-74) Liverpool (1974-96)                                                    | TK    | Dorset (1927-74) Plymouth (1974-80)                                                                                        | TL    | Lincolnshire (Kesteven) (1928-74) Lincoln (dal 1974)                                                                                   |
| T             | TM    | Bedfordshire (1927-74) Luton (dal 1974)                                                     | TN    | Newcastle upon Tyne (dal 1925)                                                                                             | TO    | Nottingham (dal 1924) |
| T             | TP    | Portsmouth (dal 1924)                                                                       | TR    | Southampton (1925-74) Portsmouth (dal 1974)                                                                                | TS    | Dundee |
| T             | TT    | Devon (1924-74) Exeter (dal 1974)                                                           | TU    | Cheshire (1926-74) Chester (dal 1974)                                                                                      | TV    | Nottingham (dal 1929) |
| T             | TW    | Essex (1925-74) Chelmsford (dal 1974)                                                       | TX    | Glamorgan (1926-74) Cardiff (dal 1974)                                                                                     | TY    | Northumberland (1925-74) Newcastle upon Tyne (dal 1974)                                                                                |
| U             | U     | Leeds (1903-64)                                                                             | UA    | Leeds (dal 1927) | UB    | Leeds (dal 1929) |
| U             | UC    | London / Londra (1928-74) Central London / Londra centro (1974-97)                          | UD    | Oxfordshire (1926-74) Oxford (dal 1974)                                                                                    | UE    | Warwickshire (1925-74) Dudley (1974-96)                                                                                                |
| U             | UF    | Brighton (dal 1925)                                                                         | UG    | Leeds (dal 1932) | UH    | Cardiff (dal 1925) |
| U             | UJ    | Shropshire (1932-74) Shrewsbury (dal 1974)                                                  | UK    | Wolverhampton (1925-74) Birmingham (dal 1974)                                                                              | UL    | London / Londra (1929-74) Central London / Londra centro (1974-97)                                                                     |
| U             | UM    | Leeds (dal 1925)                                                                            | UN    | Denbighshire (1927-74) Barnstaple (1974-81) Exeter (dal 1981)                                                              | UO    | Devon (1926-74) Barnstaple (1974-81) Exeter (dal 1981)                                                                                 |
| U             | UP    | Durham (1927-81) Newcastle upon Tyne (dal 1981)                                             | UR    | Hertfordshire (1928-74) Luton (dal 1974)                                                                                   | US    | Govan (1903-12) Glasgow (dal 1933) |
| U             | UT    | Leicestershire (1927-74) Leicester (1974-96) Nottingham (dal 1996)                          | UU    | London / Londra (1929-74) Central London / Londra centro (1974-97)                                                         | UV    | London / Londra (1929-74) Central London / Londra centro (1974-97)                                                                     |
| U             | UW    | London / Londra (1929-74) Central London / Londra centro (1974-97)                          | UX    | Shropshire (1927-74) Shrewsbury (dal 1974)                                                                                 | UY    | Worcestershire (1927-74) Worcester (dal 1974)                                                                                          |
| V             | V     | Lanarkshire (1903-64)                                                                       | VA    | Lanarkshire (1922-74) Cambridge (1974-80) Peterborough (dal 1980)                                                          | VB    | Croydon (1927-65) Londra (1965-74) Canterbury (1974-81)                                                                                |
| V             | VC    | Coventry (dal 1929)                                                                         | VD    | Lanarkshire (1930-74) Luton (1974-77)                                                                                      | VE    | Cambridgeshire (1928-65) Cambridgeshire e Isle of Ely / Isola di Ely (1965-74) Cambridge (1974-80) Peterborough (dal 1980)             |
| V             | VF    | Norfolk (1927-74) Norwich (dal 1974)                                                        | VG    | Norwich (dal 1927) | VH    | Huddersfield (1927-95) |
| V             | VJ    | Herefordshire (1927-74) Hereford (1974-81) Gloucester (1981-97)                             | VK    | Newcastle upon Tyne (dal 1929)                                                                                             | VL    | Lincoln (dal 1928) |
| V             | VM    | Manchester (dal 1928)                                                                       | VN    | Yorkshire (North Riding) (1929-74) Middlesbrough (dal 1974)                                                                | VO    | Nottinghamshire (1928-74) Nottingham (dal 1974)                                                                                        |
| V             | VP    | Birmingham (dal 1928)                                                                       | VR    | Manchester (dal 1929) | VS    | Greenock (1903-74) Luton (dal 1974) |
| V             | VT    | Stoke-on-Trent (1927-97) Nottingham (dal 1997)                                              | VU    | Manchester (dal 1930) | VV    | Northampton (dal 1930) |
| V             | VW    | Essex (1927-74) Chelmsford (dal 1974)                                                       | VX    | Essex (1929-74) Chelmsford (dal 1974)                                                                                      | VY    | York (1928-81) Leeds (dal 1981) |
| W             | W     | Sheffield (1903-64)                                                                         | WA    | Sheffield (dal 1919) | WB    | Sheffield (dal 1924) |
| W             | WC    | Essex (1962-74) Chelmsford (dal 1974)                                                       | WD    | Warwickshire (1930-74) Dudley (1974-96)                                                                                    | WE    | Sheffield (dal 1927) |
| W             | WF    | Yorkshire (East Riding) (1926-74) Sheffield (dal 1974)                                      | WG    | Stirlingshire (1930-74) Sheffield (dal 1974)                                                                               | WH    | Bolton (1927-81) Manchester (dal 1981)                                                                                                 |
| W             | WJ    | Sheffield (dal 1930)                                                                        | WK    | Coventry (dal 1926) | WL    | Oxford (dal 1925) |
| W             | WM    | Southport (1927-74) Liverpool (1974-96)                                                     | WN    | Swansea (dal 1927) | WO    | Monmouthshire (1927-74) Cardiff (dal 1974)                                                                                             |
| W             | WP    | Worcestershire (1931-74) Worcester (dal 1974)                                               | WR    | Yorkshire (West Riding) (1912-74) Leeds (dal 1974)                                                                         | WS    | Leith (1903-20) Edinburgh / Edimburgo (1934-74) Bristol (dal 1974)                                                                     |
| W             | WT    | Yorkshire (West Riding) (1923-74) Leeds (dal 1974)                                          | WU    | Yorkshire (West Riding) (1925-74) Leeds (dal 1974)                                                                         | WV    | Wiltshire (1931-74) Brighton (dal 1974)                                                                                                |
| W             | WW    | Yorkshire (West Riding) (1927-74) Leeds (dal 1974)                                          | WX    | Yorkshire (West Riding) (1929-74) Leeds (dal 1974)                                                                         | WY    | Yorkshire (West Riding) (1921-74) Leeds (dal 1974)                                                                                     |
| X             | X     | Northumberland (1903-63)                                                                    | XA    | London / Londra (1920-64) Kirkcaldy (1963-74)                                                                              | XB    | London / Londra (1920-64) Coatbridge (1964-74)                                                                                         |
| X             | XC    | London / Londra (1920-64) Solihull (1964-74)                                                | XD    | London / Londra (1920-64) Luton (1964-74)                                                                                  | XE    | London / Londra (1920-64) Luton (1964-74)                                                                                              |
| X             | XF    | London / Londra (1921-64) Torbay (1968-74)                                                  | XG    | Middlesbrough (1929-74) | XH    | London / Londra (1921-64) |
| X             | XJ    | Manchester (1932-74)                                                                        | XK    | London / Londra (1922-64)                                                                                                  | XL    | London / Londra (1922-64) |
| X             | XM    | London / Londra (1922-64)                                                                   | XN    | London / Londra (1923-64)                                                                                                  | XO    | London / Londra (1923-64) |
| X             | XP    | London / Londra (1923-64) successivamente assegnata a veicoli da esportazione               | XR    | London / Londra (1924-64)                                                                                                  | XS    | Paisley (1903-74) |
| X             | XT    | London / Londra (1924-64)                                                                   | XU    | London / Londra (1924-64)                                                                                                  | XV    | London / Londra (1928-64) |
| X             | XW    | London / Londra (1924-64)                                                                   | XX    | London / Londra (1925-64)                                                                                                  | XY    | London / Londra (1925-64) |
| Y             | Y     | Somerset (1903-64)                                                                          | YA    | Somerset (1921-74) Taunton (1974-97) Exeter (dal 1997)                                                                     | YB    | Somerset (1924-74) Taunton (1974-97) Exeter (dal 1997)                                                                                 |
| Y             | YC    | Somerset (1927-74) Taunton (1974-97) Exeter (dal 1997)                                      | YD    | Somerset (1930-74) Taunton (1974-97) Exeter (dal 1997)                                                                     | YE    | London / Londra (1927-74) Central London / Londra centro (1974-97)                                                                     |
| Y             | YF    | London / Londra (1927-74) Central London / Londra centro (1974-97)                          | YG    | Yorkshire (West Riding) (1932-74) Leeds (dal 1974)                                                                         | YH    | London / Londra (1927-74) Central London / Londra centro (1974-97)                                                                     |
| Y             | YJ    | Dundee (1932-74) Brighton (dal 1974)                                                        | YK    | London / Londra (1925-74) Central London / Londra centro (1974-97)                                                         | YL    | London / Londra (1925-74) Central London / Londra centro (1974-97)                                                                     |
| Y             | YM    | London / Londra (1925-74) Central London / Londra centro (1974-97)                          | YN    | London / Londra (1926-74) Central London / Londra centro (1974-97)                                                         | YO    | London / Londra (1926-74) Central London / Londra centro (1974-97)                                                                     |
| Y             | YP    | London / Londra (1926-74) Central London / Londra centro (1974-97)                          | YR    | London / Londra (1926-74) Central London / Londra centro (1974-97)                                                         | YS    | Partick (1903-12) Glasgow (dal 1935)                                                                                                   |
| Y             | YT    | London / Londra (1927-74) Central London / Londra centro (1974-97)                          | YU    | London / Londra (1927-74) Central London / Londra centro (1974-97)                                                         | YV    | London / Londra (1928-74) Central London / Londra centro (1974-97)                                                                     |
| Y             | YW    | London / Londra (1928-74) Central London / Londra centro (1974-97)                          | YX    | London / Londra (1928-74) Central London / Londra centro (1974-97)                                                         | YY    | London / Londra (1932-74) Central London / Londra centro (1974-97)                                                                     |

### Identificatori degli anni (pre-2001)
| Lettera | Data di emissione                  |
| ------- | ---------------------------------- |
| A       | febbraio 1963 – dicembre 1963      |
| B       | 1º gennaio 1964 – 31 dicembre 1964 |
| C       | 1º gennaio 1965 – 31 dicembre 1965 |
| D       | 1º gennaio 1966 – 31 dicembre 1966 |
| E       | 1º gennaio 1967 – 31 luglio 1967   |
| F       | 1º agosto 1967 – 31 luglio 1968    |
| G       | 1º agosto 1968 – 31 luglio 1969    |
| H       | 1º agosto 1969 – 31 luglio 1970    |
| J       | 1º agosto 1970 – 31 luglio 1971    |
| K       | 1º agosto 1971 – 31 luglio 1972    |
| L       | 1º agosto 1972 – 31 luglio 1973    |
| M       | 1º agosto 1973 – 31 luglio 1974    |
| N       | 1º agosto 1974 – 31 luglio 1975    |
| P       | 1º agosto 1975 – 31 luglio 1976    |
| R       | 1º agosto 1976 – 31 luglio 1977    |
| S       | 1º agosto 1977 – 31 luglio 1978    |
| T       | 1º agosto 1978 – 31 luglio 1979    |
| V       | 1º agosto 1979 – 31 luglio 1980    |
| W       | 1º agosto 1980 – 31 luglio 1981    |
| X       | 1º agosto 1981 – 31 luglio 1982    |
| Y       | 1º agosto 1982 – 31 luglio 1983    |

| Lettera | Data di emissione                    |
| ------- | ------------------------------------ |
| A       | 1º agosto 1983 – 31 luglio 1984      |
| B       | 1º agosto 1984 – 31 luglio 1985      |
| C       | 1º agosto 1985 – 31 luglio 1986      |
| D       | 1º agosto 1986 – 31 luglio 1987      |
| E       | 1º agosto 1987 – 31 luglio 1988      |
| F       | 1º agosto 1988 – 31 luglio 1989      |
| G       | 1º agosto 1989 – 31 luglio 1990      |
| H       | 1º agosto 1990 – 31 luglio 1991      |
| J       | 1º agosto 1991 – 31 luglio 1992      |
| K       | 1º agosto 1992 – 31 luglio 1993      |
| L       | 1º agosto 1993 – 31 luglio 1994      |
| M       | 1º agosto 1994 – 31 luglio 1995      |
| N       | 1º agosto 1995 – 31 luglio 1996      |
| P       | 1º agosto 1996 – 31 luglio 1997      |
| R       | 1º agosto 1997 – 31 luglio 1998      |
| S       | 1º agosto 1998 – 28 febbraio 1999    |
| T       | 1º marzo 1999 – 31 agosto 1999       |
| V       | 1º settembre 1999 – 29 febbraio 2000 |
| W       | 1º marzo 2000 – 31 agosto 2000       |
| X       | 1º settembre 2000 – 28 febbraio 2001 |
| Y       | 1º marzo 2001 – 31 agosto 2001       |

## Sistema introdotto nel 2001

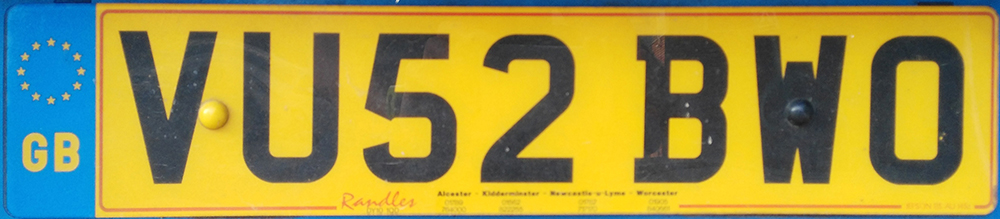
Targa posteriore pre-Brexit di un veicolo immatricolato a Worcester con banda blu UE e vecchia sigla GB

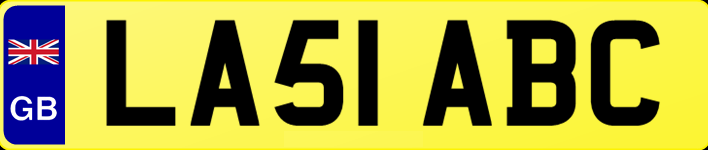
Targa posteriore post-Brexit con la Union Jack al posto delle dodici stelle UE e vecchia sigla GB

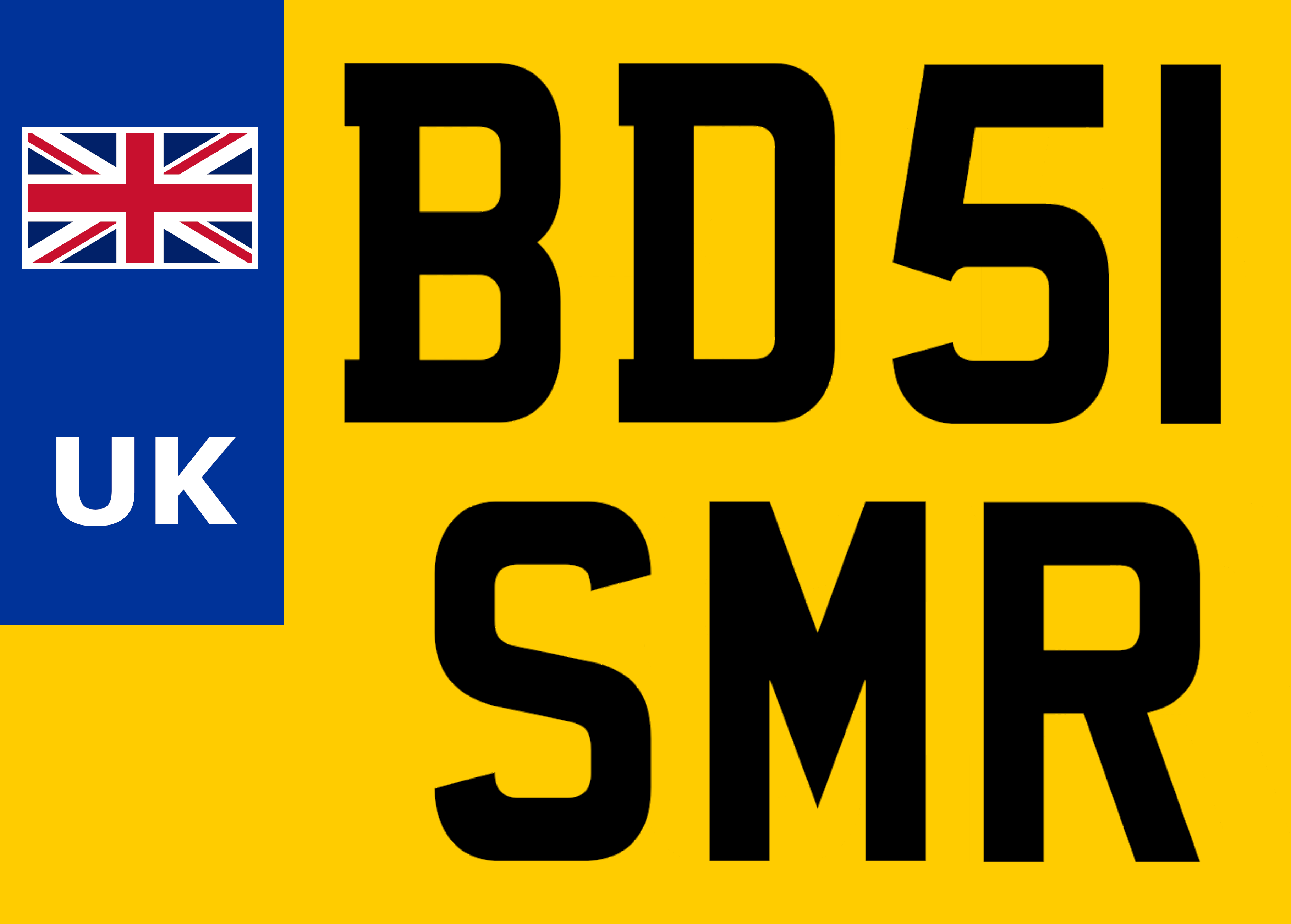
Esempio di formato su due righe per motocicli

Il sistema in uso in Gran Bretagna è stato introdotto il 1º settembre 2001.
Le targhe standard misurano 520 mm × 111 mm. Le targhe posteriori hanno le stesse dimensioni o 285 mm × 203 mm o 533 mm × 152 mm. Non esiste una dimensione legale specifica, in ogni caso l'altezza minima è di 101 mm (targhe su una linea) e 199 mm (targhe su due linee) per gli autoveicoli, 86 mm per gli autoveicoli di importazione e 164 mm per i veicoli a due ruote inclusi quelli di importazione; le dimensioni minime sono di 460 × 101 mm per le targhe d'immatricolazione su un'unica riga e 255 × 199 mm per quelle su due righe per autovetture, 231 × 164 mm per i veicoli importati e i motocicli.
Ogni targa è composta da sette caratteri. Da sinistra a destra si trovano:
- (opzionalmente[4]) la sigla internazionale UK ("GB" fino al 28 settembre 2021) sormontata dalla bandiera del Regno Unito o, fino al 31 dicembre 2020, la banda blu con le dodici stelle gialle dell'UE;
- due lettere: la prima identifica l'area di immatricolazione, la seconda corrisponde alla località dove ha sede l'ufficio di registrazione all'interno della zona di immatricolazione (vd. infra);
- due cifre che sono un identificativo dell'"età" del veicolo e che cambiano due volte all'anno, a marzo e a settembre (vd. infra). Per i veicoli immatricolati tra marzo e agosto si indicano le ultime due cifre dell'anno di registrazione (ad esempio "05" indica il 2005), mentre per quelli immatricolati tra settembre e febbraio dell'anno successivo si somma 50 alle ultime due cifre dell'anno (ad esempio, "55" indica le vetture immatricolate dal settembre 2005 al febbraio 2006).
- Dopo uno spazio, una sequenza arbitraria di tre lettere. Queste non hanno un particolare significato se non quello di creare una combinazione univoca e differente da tutte le altre che hanno gli stessi quattro caratteri iniziali. Le lettere I, Q e Z sono escluse, così come qualsiasi combinazione che potrebbe essere ritenuta offensiva, anche in lingue diverse dall'inglese. Tre esempi di combinazioni di due lettere che non sono mai usati all'inizio d'un numero di targa sono FO, FU e NF: i primi due possono essere usati con le cifre per formare parole inglesi offensive, il terzo è composto dalle iniziali di National Front (Fronte Nazionale), un partito politico britannico di estrema destra.

Grazie a questo schema una persona che intenda acquistare un'automobile può conoscere l'anno di immatricolazione senza dover consultare la documentazione. La parte iniziale che indica la località viene di solito riconosciuta a prima vista e facilmente ricordata. In tal modo è abbastanza facile ridurre il numero di veicoli sospetti a un piccolo numero consultando i registri delle autorità, senza dover conoscere l'intero numero di targa. Questo schema ha un numero sufficiente di targhe per poter essere adottato fino al 2050.
Le targhe che hanno una combinazione particolarmente attraente (come per esempio quelle che ricordano un nome) vengono vendute all'asta ogni anno.
I veicoli che sono stati registrati con uno dei sistemi di numerazione precedenti continuano a mantenere la targa e il numero originali. In alcuni casi il proprietario di un veicolo può trasferire la targa a un altro veicolo. Alcuni di questi trasferimenti coinvolgono pagamenti di decine di migliaia di sterline, a seconda della desiderabilità di uno specifico numero di targa.
| LB71 CWW |

| LB71 CWW |

|  | LB71 CWW |

|  | LB71 CWW |

### Modifiche intervenute dopo laBrexit

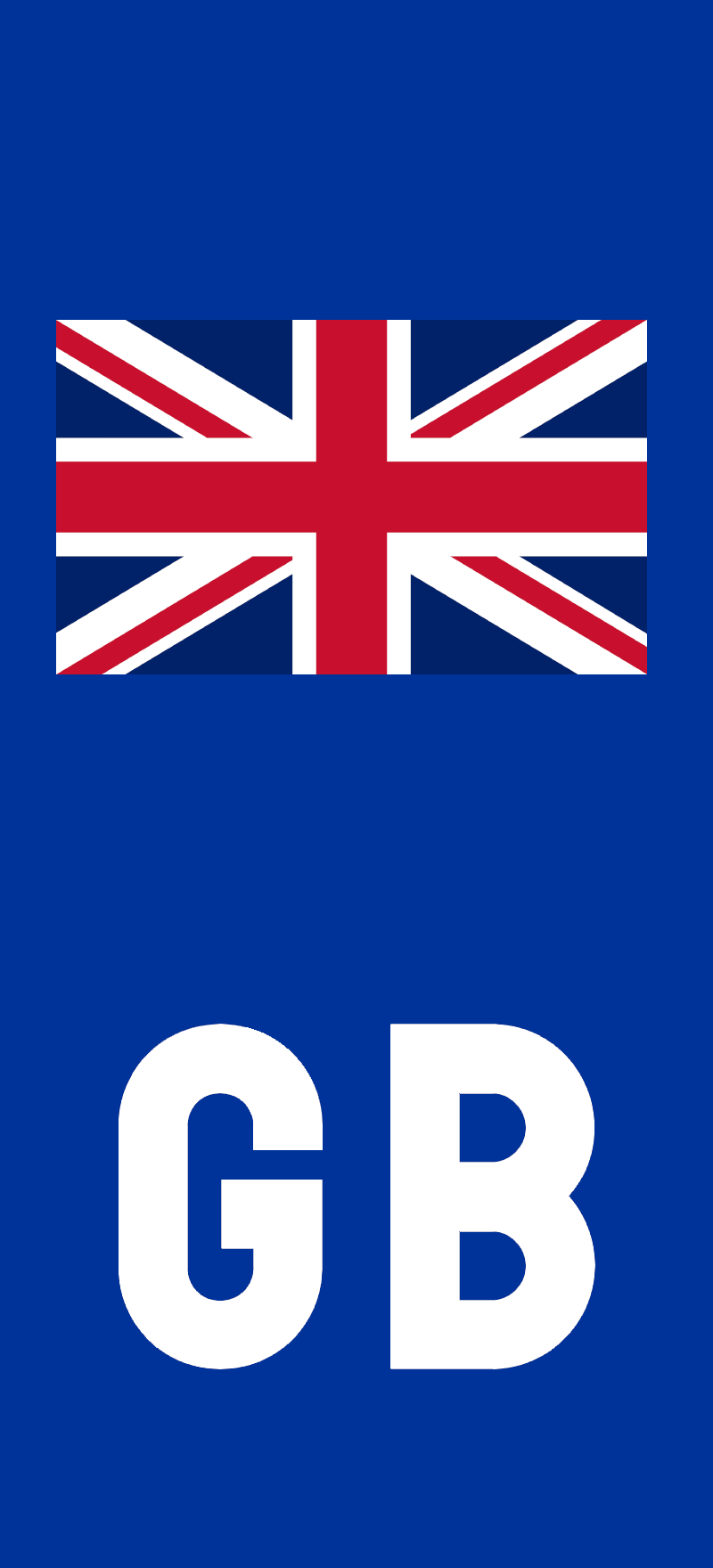
Banda blu ufficiale dal 31 gennaio 2020 al 28 settembre 2021, con bandiera e sigla "GB"

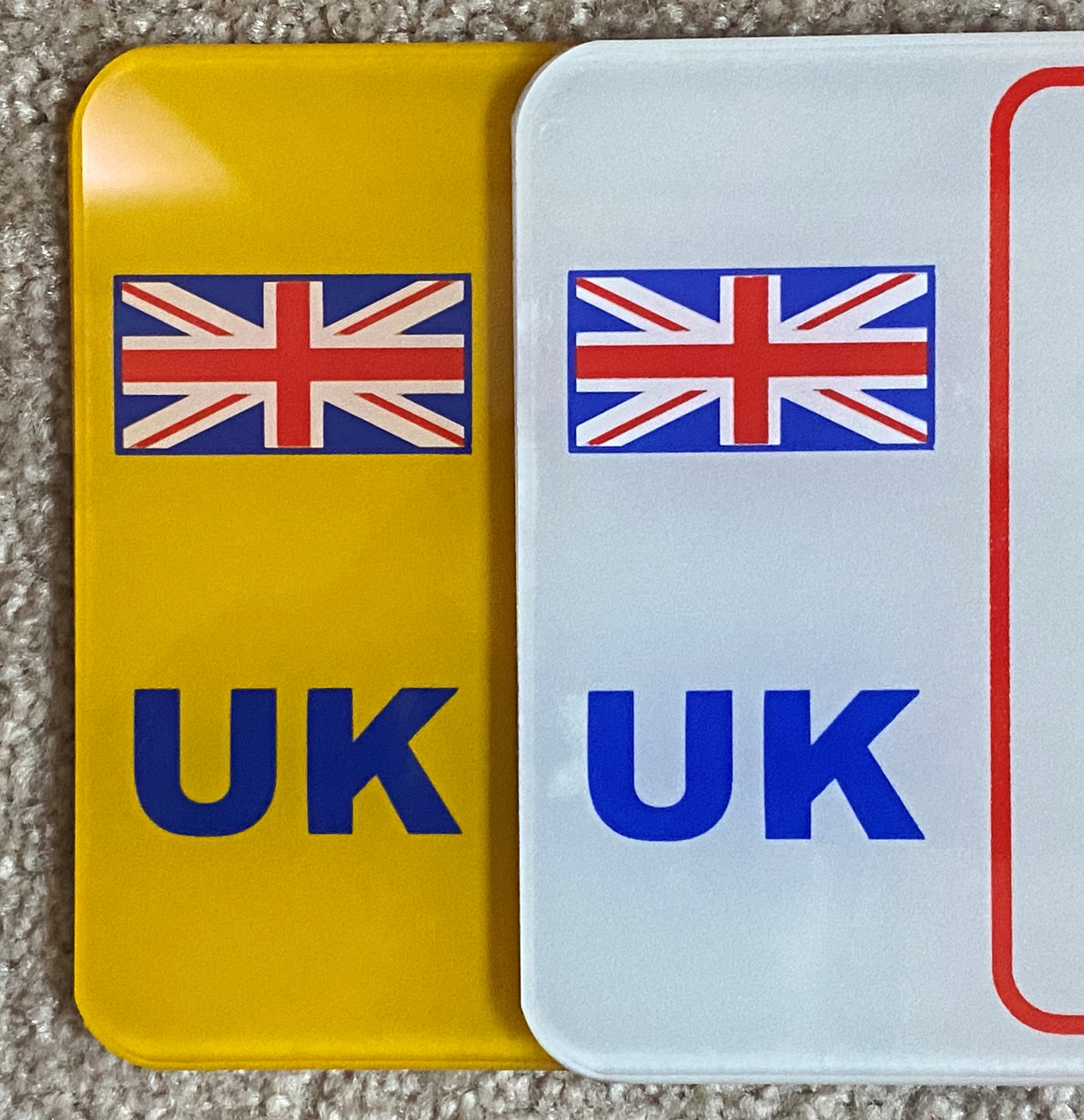
Banda anteriore e posteriore con le lettere blu "UK", sigla ufficiale dal 28 settembre 2021

Durante il periodo di transizione successivo alla Brexit, dal 31 gennaio al 31 dicembre 2020, solo le targhe con la Union Jack e le lettere GB (iniziali di Great Britain) nella banda blu a sinistra erano conformi alla Convenzione di Vienna sulla circolazione stradale, dal momento che in tali targhe il codice internazionale è incorporato nella targa e posizionato sotto la bandiera del Paese, soddisfacendo pertanto i requisiti richiesti.
Tuttavia, fino alla fine del periodo di transizione, anche il formato UE era valido nei Paesi aderenti alla Convenzione di Vienna, in quanto la sigla associata allo Stato era integrata dal simbolo dell'organizzazione internazionale di integrazione economica (le dodici stelle in cerchio dell'UE) di cui il Regno Unito ha fatto parte dal 1973. Dal 28 settembre 2021 la sigla automobilistica internazionale "GB" è cambiata in UK con lettere di colore blu.

### Targhe con sigle ENG, SCO, CYM
Sebbene l'unica banda ufficiale sia quella con la sigla UK e la Union Jack, la DVLA permette di apporre anche le sigle GB, ENG, SCO e CYM, oppure le diciture great britain, united kingdom, england, scotland, wales, cymru (endonimo di "Galles") scritte per esteso in maiuscoletto, sormontate dalle rispettive bandiere. Queste targhe non hanno limitazioni nell'intero Regno Unito, ma non sono riconosciute negli altri Stati, per cui il proprietario che dovesse recarsi all'estero con una di queste sigle o bandiere non ufficiali impressa sulla banda a sinistra (non sempre di colore blu), deve incollare sul retro del veicolo un adesivo ovale con le lettere "UK". In particolare, secondo la Convenzione di Vienna sulla circolazione stradale, l'ovale si rende necessario qualora la targa presenti: 
- la vecchia sigla "GB" sormontata dalla Union Jack
- le dodici stelle dell'UE
- la croce di San Giorgio (bandiera dell'Inghilterra), la croce di Sant'Andrea (bandiera della Scozia) o il dragone rosso (bandiera del Galles)
- solo numeri e lettere, senza banda identificativa

L'adesivo sul retro del veicolo è invece richiesto a prescindere se l'autoveicolo o il motoveicolo viene guidato in uno Stato non appartenente alla Convenzione; all'interno dell'UE non ne fanno parte Irlanda, Spagna, Cipro e Malta. Tuttavia, non è richiesto alcun adesivo per le auto britanniche in Irlanda.
| Regno Unito                                                         | Inghilterra                   | Scozia                          | Galles                                  |
| ------------------------------------------------------------------- | ----------------------------- | ------------------------------- | --------------------------------------- |
| UK - UNITED KINGDOM United Kingdom GB - GREAT BRITAIN Great Britain | ENG - Eng - ENGLAND - England | SCO - Sco - SCOTLAND - Scotland | CYM - Cym - CYMRU - Cymru WALES - Wales |
|                                                                     |                               |                                 |                                         |

### Identificatori della località
| Prima lettera | Area di immatricolazione                           | Sede dell'ufficio di immatricolazione                                                                                           | Seconda lettera |
| ------------- | -------------------------------------------------- | --- | --- |
| A             | East Anglia (Anglia orientale)                     | Peterborough | A B C D E F G J K M N                                                                                                 |
| A             | East Anglia (Anglia orientale)                     | Norwich | O P R S T U |
| A             | East Anglia (Anglia orientale)                     | Ipswich | V W X Y |
| B             | Birmingham                                         | Birmingham | A–P R–X |
| C             | Cymru (Galles)                                     | Cardiff | A B C D E F G H J K L M N O                                                                                           |
| C             | Cymru (Galles)                                     | Swansea | P R S T U V |
| C             | Cymru (Galles)                                     | Bangor | W X Y |
| D             | Deeside                                            | Chester | A B C D E F G H J K                                                                                                   |
| D             | Deeside                                            | Shrewsbury | L M N O P S T U V W X Y                                                                                               |
| E             | Essex                                              | Chelmsford | A–P R–X |
| F             | Forest & Fens (East Midlands / Midlands Orientali) | Nottingham | A B C D E F G H J K L M N P                                                                                           |
| F             | Forest & Fens (East Midlands / Midlands Orientali) | Lincoln | R S T U V W X Y |
| G             | Garden of England (Kent, Surrey e Sussex)          | Maidstone | A B C D E F G H J K L M N                                                                                             |
| G             | Garden of England (Kent, Surrey e Sussex)          | Brighton | P R S T U V W X Y |
| H             | Hampshire & Dorset                                 | Bournemouth | A B C D E F G H J |
| H             | Hampshire & Dorset                                 | Portsmouth | K L M N O P R S T U V X Y                                                                                             |
| H             | Hampshire & Dorset                                 | Isola di Wight | W |
| K             | Luton & Northampton                                | Borehamwood (formalmente Luton)                                                                                                 | A B C D E F G H J K L                                                                                                 |
| K             | Luton & Northampton                                | Northampton | M N O P R S T U V W X Y                                                                                               |
| L             | London (Londra)                                    | Wimbledon | A B C D E F G H J |
| L             | London (Londra)                                    | Borehamwood (formalmente Stanmore)                                                                                              | K L M N O P R S T |
| L             | London (Londra)                                    | Sidcup | U V W X Y |
| M             | Manchester & Merseyside                            | Manchester | A–M P T–X |
| N             | North (Inghilterra settentrionale)                 | Newcastle upon Tyne | A B C D E F G H J K L M N O                                                                                           |
| N             | North (Inghilterra settentrionale)                 | Stockton | P R S T U V W X Y |
| O             | Oxford                                             | Oxford | A–P, T–Y |
| P             | Preston                                            | Preston | A–P R–T |
| P             | Preston                                            | Carlisle | U V W X Y |
| R             | Reading                                            | Reading | A–P R–Y |
| S             | Scotland (Scozia)                                  | Glasgow | A B C D E F G H J |
| S             | Scotland (Scozia)                                  | Edinburgh (Edimburgo) | K L M N O |
| S             | Scotland (Scozia)                                  | Dundee | P R S T |
| S             | Scotland (Scozia)                                  | Aberdeen | V W |
| S             | Scotland (Scozia)                                  | Inverness | X Y |
| V             | Valley of River Severn                             | Worcester | A–P R–V X–Y |
| W             | West of England                                    | Exeter | A B D E F G H J |
| W             | West of England                                    | Truro | K L |
| W             | West of England                                    | Bristol | M N O P R S T U V W X Y                                                                                               |
| X             | Personal export                                    | Beverley Birmingham Bristol Chelmsford Glasgow Leeds Lincoln Maidstone Manchester Northampton Norwich Oxford Stockton Wimbledon | A = marzo/settembre B = aprile/ottobre C = maggio/novembre D = giugno/dicembre E = luglio/gennaio F = agosto/febbraio |
| Y             | Yorkshire                                          | Leeds | A B C D E F G H J K L                                                                                                 |
| Y             | Yorkshire                                          | Sheffield | M N O P R S T U V |
| Y             | Yorkshire                                          | Beverley | W X Y |

### Identificatori dell'età
| Anno    | 1º marzo - 31 agosto | 1º settembre - 28/29 febbraio |
| ------- | -------------------- | ----------------------------- |
| 2001/02 | Y                    | 51                            |
| 2002/03 | 02                   | 52                            |
| 2003/04 | 03                   | 53                            |
| 2004/05 | 04                   | 54                            |
| 2005/06 | 05                   | 55                            |
| 2006/07 | 06                   | 56                            |
| 2007/08 | 07                   | 57                            |
| 2008/09 | 08                   | 58                            |
| 2009/10 | 09                   | 59                            |
| 2010/11 | 10                   | 60                            |
| 2011/12 | 11                   | 61                            |
| 2012/13 | 12                   | 62                            |
| 2013/14 | 13                   | 63                            |
| 2014/15 | 14                   | 64                            |
| 2015/16 | 15                   | 65                            |
| 2016/17 | 16                   | 66                            |
| 2017/18 | 17                   | 67                            |
| 2018/19 | 18                   | 68                            |
| 2019/20 | 19                   | 69                            |
| 2020/21 | 20                   | 70                            |
| 2021/22 | 21                   | 71                            |
| 2022/23 | 22                   | 72                            |
| 2023/24 | 23                   | 73                            |
| 2024/25 | 24                   | 74                            |
| 2025/26 | 25                   | 75                            |

| Anno    | 1º marzo - 31 agosto | 1º settembre - 28/29 febbraio |
| ------- | -------------------- | ----------------------------- |
| 2026/27 | 26                   | 76                            |
| 2027/28 | 27                   | 77                            |
| 2028/29 | 28                   | 78                            |
| 2029/30 | 29                   | 79                            |
| 2030/31 | 30                   | 80                            |
| 2031/32 | 31                   | 81                            |
| 2032/33 | 32                   | 82                            |
| 2033/34 | 33                   | 83                            |
| 2034/35 | 34                   | 84                            |
| 2035/36 | 35                   | 85                            |
| 2036/37 | 36                   | 86                            |
| 2037/38 | 37                   | 87                            |
| 2038/39 | 38                   | 88                            |
| 2039/40 | 39                   | 89                            |
| 2040/41 | 40                   | 90                            |
| 2041/42 | 41                   | 91                            |
| 2042/43 | 42                   | 92                            |
| 2043/44 | 43                   | 93                            |
| 2044/45 | 44                   | 94                            |
| 2045/46 | 45                   | 95                            |
| 2046/47 | 46                   | 96                            |
| 2047/48 | 47                   | 97                            |
| 2048/49 | 48                   | 98                            |
| 2049/50 | 49                   | 99                            |
| 2050/51 | 50                   | 00                            |

### Rimorchi trainati all'estero

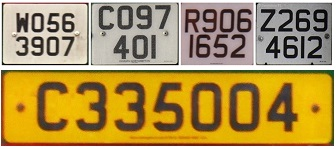
Targhe aggiuntive (non ufficiali) di rimorchi da trainare all'estero

A partire dal 28 marzo 2019 tutti i rimorchi immatricolati nel Regno Unito, oltre alla targa ripetitrice del trattore stradale, devono averne una aggiuntiva, da fissare prima di essere trainati all'estero. I caratteri sono neri su fondo bianco riflettente nel formato su doppia linea, che misura 228 × 178 mm; quello su un'unica riga, più raro, ha lo sfondo di colore giallo riflettente e le stesse dimensioni delle targhe ordinarie. I proprietari sono anche tenuti a esibire all'autorità estera che lo ritenesse necessario il certificato di immatricolazione.
Il blocco alfanumerico è composto da una lettera seriale che precede la numerazione a sei o sette cifre. Questa targa, non ufficiale e quindi senza banda blu, deve essere montata sul retro del rimorchio, il più lontano possibile dalla targa ripetitrice del veicolo trainante. Qualora per ragioni di spazio non fosse applicabile alla parte posteriore del rimorchio, dovranno essere richieste due targhe, da apporre su ambo i lati.

### Veicoli a emissioni zero

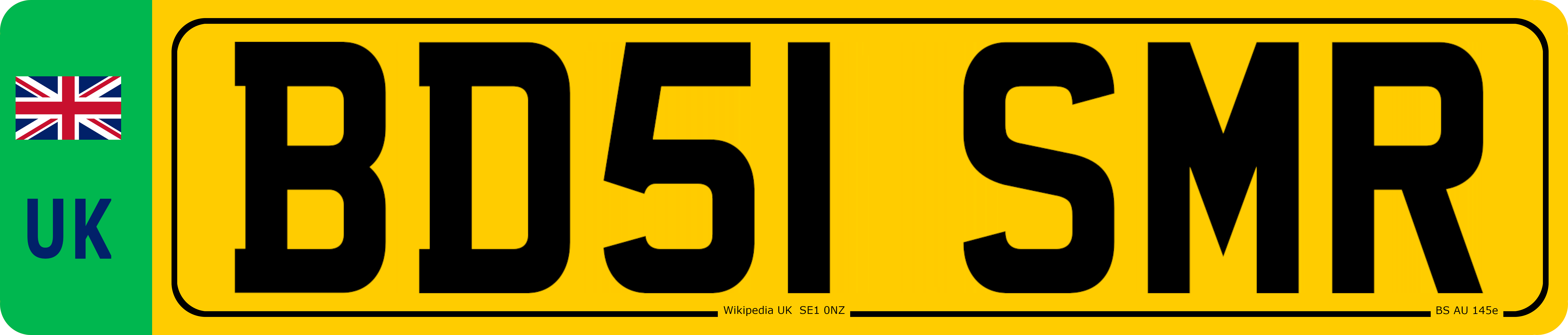
Targa posteriore di un veicolo a emissioni zero con banda verde UK

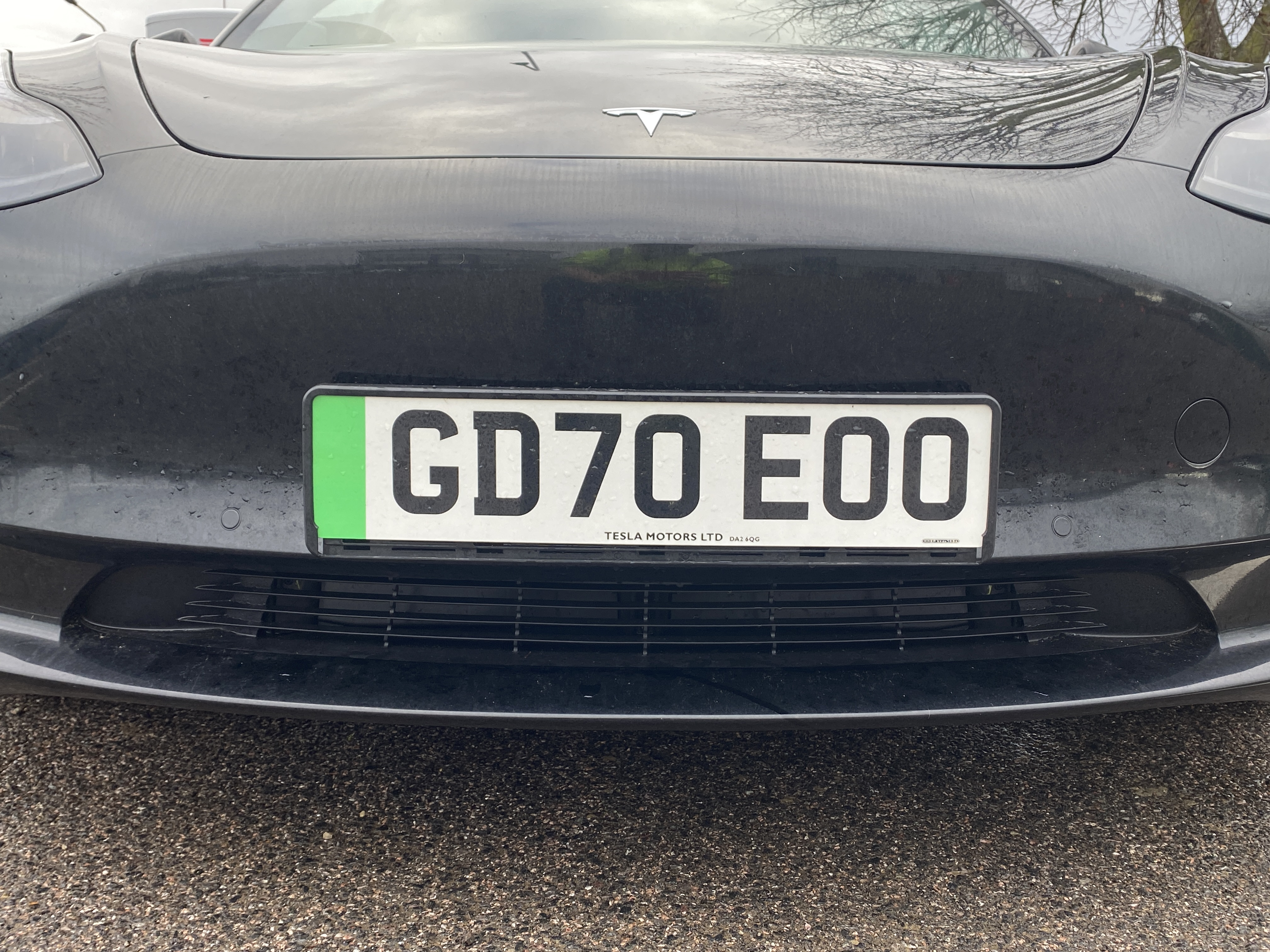
Targa anteriore con banda verde vuota immatricolata a Maidstone

Dall'8 dicembre 2020 sulle targhe dei veicoli a emissioni zero può essere impressa (la disposizione è quindi facoltativa) una banda verde sul lato sinistro della targa anteriore e posteriore, dove di norma è posizionata la banda blu. Essa può essere vuota o avere all'interno la bandiera nazionale e la sigla UK identificativa del Paese.
|  | LB71 CWW |

|  | LB71 CWW |

|  | LB71 CWW |

|  | LB71 CWW |

### Immatricolazioni provvisorie

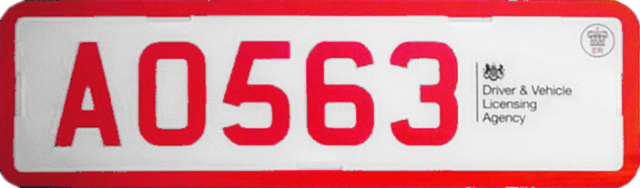
Targa di un veicolo in prova esentasse con serie alfanumerica attualmente in uso

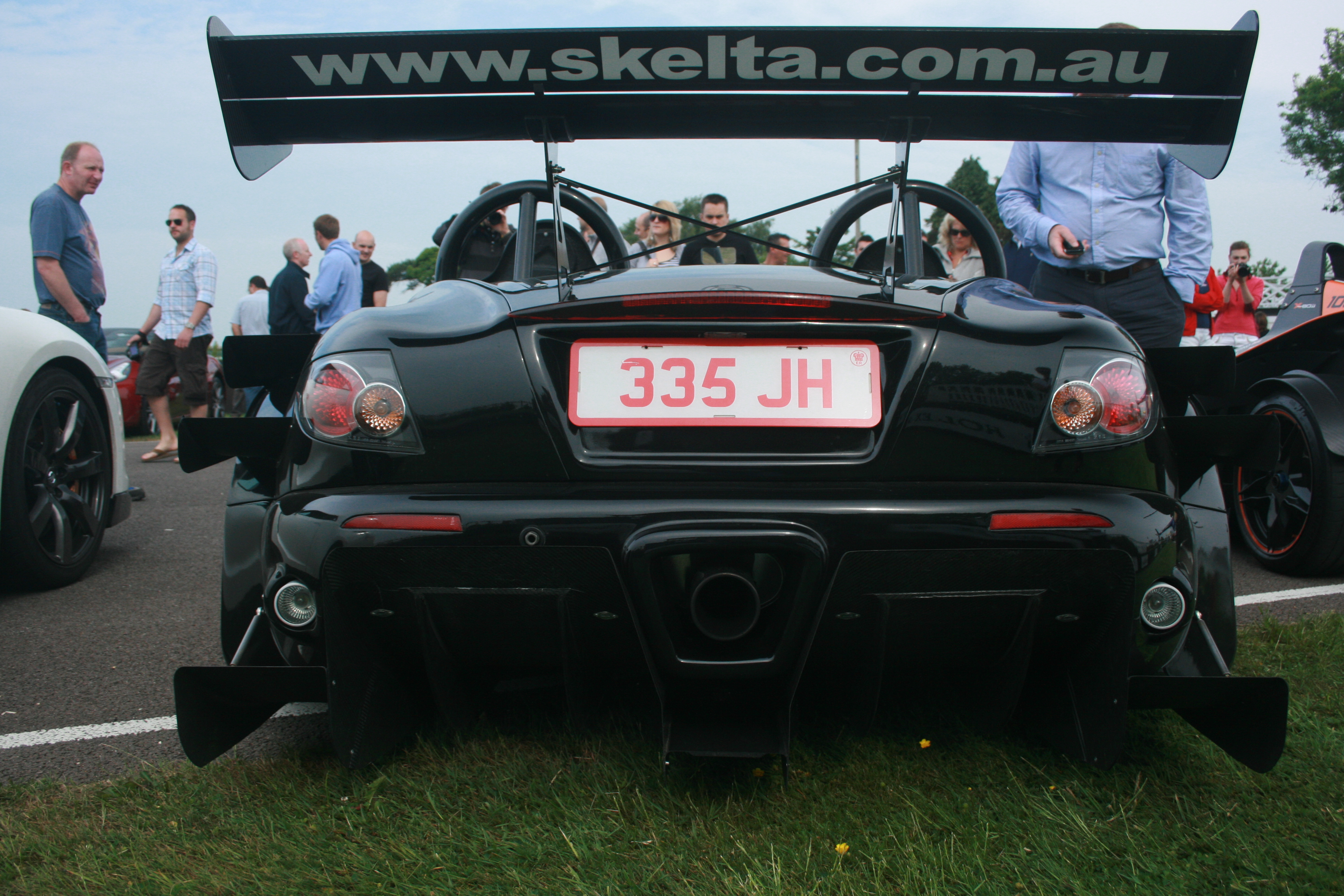
Targa prova per concessionari con formato per autoveicoli terminato il 1º maggio 2013

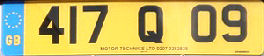
Targa provvisoria di un veicolo assemblato o ricostruito o importato

- Il 1º maggio 2013 è stato introdotto un sistema con formato esclusivamente numerico per le targhe da applicare provvisoriamente a veicoli in prova esentasse. Esso è composto da cinque cifre (sono usati gli zeri nei numeri inferiori a 10000) rosse su fondo bianco, con l'autenticazione e la scritta Driver & Vehicle Licensing Agency sul margine destro sormontata dal logo dell'agenzia. Anche il bordo è di colore rosso. Dal 2013 al 2015 sulle sole targhe anteriori veniva fissato un triangolo a destra del numero. L'emissione è centralizzata, pertanto non è più possibile risalire all'area e all'ufficio di immatricolazione, a differenza del sistema precedente[11]. Successivamente (non si conosce l'anno del cambiamento), a causa dell'elevato numero di targhe commerciali emesse nel Regno Unito, alla serie numerica a cinque cifre è subentrata, prima che si raggiungesse il limite massimo di 99999, una serie alfanumerica che è partita da A0000, nella quale una lettera iniziale sostituisce la prima cifra. Questa serie è ancora in uso.
Dal 1970 fino alla data sopra specificata, le targhe utilizzate da concessionari, garagisti e rivenditori di veicoli per i collaudi su strada avevano come quelle attuali bordo e caratteri rossi su fondo bianco, ma la combinazione era costituita da un numero a tre cifre (che partiva da "001") e da una o due lettere indicanti la località di immatricolazione in base al sistema precedente al 1º settembre 2001. Il formato per motocicli era su doppia linea, con le tre cifre in alto e la/le lettera/e in basso.
- Dal 1º settembre 2001 le targhe provvisorie di veicoli assemblati o ricostruiti o importati hanno i medesimi colori delle targhe normali; sono composte da tre cifre, dalla lettera Q e da un numero di due cifre identificativo di mese e anno in base al sistema vigente. Quando il proprietario di un veicolo è sprovvisto della documentazione sufficiente a determinarne la data della prima immatricolazione, al veicolo viene assegnata una targa con stile 1983−2001; il formato è quello ordinario, ma con la lettera "Q" come prefisso al posto della lettera indicatrice dell'età.
- Le targhe che hanno come prima lettera X non indicano la zona d'immatricolazione; la "X" sta per Personal Export. Il numero identificativo dell'anno di registrazione del veicolo (seguito dalle tre lettere sequenziali sulla destra) e il colore delle targhe da esportazione non differiscono da quelli delle targhe standard. Dalla seconda lettera si può risalire al mese di immatricolazione, secondo lo schema della tabella nel paragrafo Identificatori della località.

## Irlanda del Nord

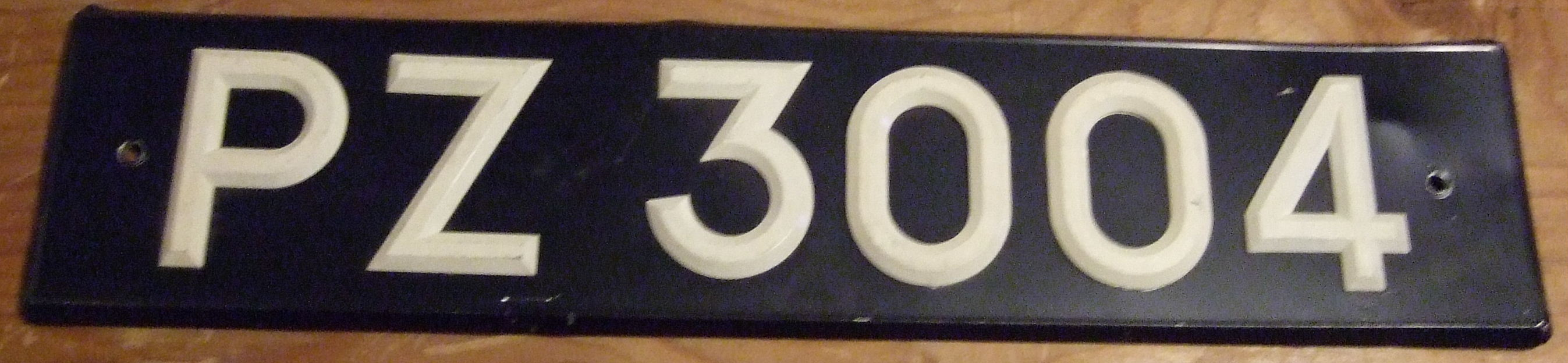
Formato emesso dal 1958 al 1966

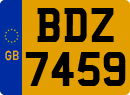
Targa posteriore pre-Brexit su due linee, con banda blu UE e vecchia sigla "GB", di un veicolo immatricolato nella contea di Antrim

Nell'Irlanda del Nord (Ulster) è in uso un sistema diverso, che fino a luglio 2014 era amministrato dalla Driver & Vehicle Agency (DVA) con sede a Coleraine. Le targhe sono del tipo ABC 1000, in cui "BC" rappresenta la città, mentre "A" corrisponde alla posizione nella serie. La numerazione inizia da 1000 e finisce con 9999. Dopo il 9999 la lettera "A" è sostituita da quella che la segue in ordine alfabetico e la numerazione ricomincia da 1000. Per esempio la contea di Antrim nel 2005 usava la serie "KZ", avendo già completato le combinazioni "IA" e "DZ" (vd. infra).
Le due lettere distintive delle contee dal 1958 a tutto il 1965 erano precedute o seguite da un numero di cifre variabile da una a quattro, che iniziava da 1 e arrivava a 9999. Esaurite tutte le combinazioni possibili, a partire dal 1966 fu aggiunta una lettera sequenziale da "A" a "Y" per incrementarle. Il sistema delle tre lettere seguite da un numero di quattro cifre non ha subìto modifiche ed è tuttora in vigore. 
Il colore della targhe posteriori e anteriori era originariamente grigio argento su sfondo nero fino a febbraio del 1968, quando vennero introdotte le targhe riflettenti con i colori attuali.
Questo sistema fu usato anche nel resto dell'Irlanda dal 1904 fino a tutto il 1986, come parte di un sistema britannico-irlandese. Ne venne utilizzato uno simile in Gran Bretagna, ma la serie che iniziava con le lettere "I" e "Z" era esclusiva dell'Irlanda. Il codice di due lettere indicante la provenienza valeva per tutte le contee e aree amministrative in Irlanda, ma dal 1987 sono usate solo nell'Irlanda del Nord.
L'Éire emette due codici della serie con lettera iniziale "Z" in targhe speciali con il vecchio formato: ZV per veicoli importati e immatricolati da almeno trent'anni, ZZ per importazioni temporanee. 
Le targhe prova si contraddistinguono per il bordo e i caratteri rossi su fondo bianco come quelle britanniche, ma la serie è ancora quella che veniva utilizzata in Gran Bretagna fino al 1° maggio 2013, composta da un numero progressivo di tre cifre seguito da uno spazio e dalle lettere identificative della contea o città dove il veicolo è stato immatricolato.
Il DVLNI (Driver & Vehicle Licensing Agency Northern Ireland) sta considerando di adottare l'attuale sistema in vigore nel resto del Regno Unito, utilizzando la "I" come prima lettera (non verrebbe fatta alcuna confusione con la cifra "1", perché la "I" sarebbe comunque seguita da un'altra lettera).
In alto a sinistra non compare la Union Jack. Al posto delle lettere UK blu in basso a sinistra, su alcune targhe è impresso l'acronimo non ufficiale NI, che sta per Northern Ireland, dello stesso colore dello sfondo (giallo o bianco).
Prima del 28 settembre 2021 era invece ufficiale la sigla GB stampata a sinistra all'interno della banda blu.
Dall'8 dicembre 2020 anche nell'Irlanda del Nord sono state introdotte le targhe con la banda verde per i veicoli ad emissioni zero.
|  | GSZ 1234 |

|  | GSZ 1234 |

|  | GSZ 1234 |

|  | GSZ 1234 |

### Combinazioni di lettere e aree di immatricolazione corrispondenti
| Combinazione di lettere | Contea o città    | Capoluogo   | Combinazione di lettere | Contea o città     | Capoluogo   |
| ----------------------- | ----------------- | ----------- | ----------------------- | ------------------ | ----------- |
| AZ                      | Belfast           | Belfast     | BZ                      | Down               | Downpatrick |
| CZ                      | Belfast           | Belfast     | DZ                      | Antrim             | Ballymena   |
| EZ                      | Belfast           | Belfast     | FZ                      | Belfast            | Belfast     |
| GZ                      | Belfast           | Belfast     | HZ                      | Tyrone             | Omagh       |
| IA                      | Antrim            | Ballymena   | IB                      | Armagh             | Armagh      |
| IG                      | Fermanagh         | Enniskillen | IJ                      | Down               | Downpatrick |
| IL                      | Fermanagh         | Enniskillen | IW                      | Londonderry contea | Coleraine   |
| JI                      | Tyrone            | Omagh       | JZ                      | Down               | Downpatrick |
| KZ                      | Antrim            | Ballymena   | LZ                      | Armagh             | Armagh      |
| MZ                      | Belfast           | Belfast     | NZ                      | Londonderry contea | Coleraine   |
| OI                      | Belfast           | Belfast     | OZ                      | Belfast            | Belfast     |
| PZ                      | Belfast           | Belfast     | RZ                      | Antrim             | Ballymena   |
| SZ                      | Down              | Downpatrick | TZ                      | Belfast            | Belfast     |
| UI                      | Londonderry città | Londonderry | UZ                      | Belfast            | Belfast     |
| VI (dal 2023)           | Londonderry città | Londonderry | VZ                      | Tyrone             | Omagh       |
| WZ                      | Belfast           | Belfast     | XI                      | Belfast            | Belfast     |
| XZ                      | Armagh            | Armagh      | YZ                      | Londonderry contea | Coleraine   |

Combinazioni non emesse: ARZ, CIG, FUI, KIL, LTZ (vd. infra), NAZ, NIG e PIG.

### Codici speciali diversi da "ZV" e "ZZ"

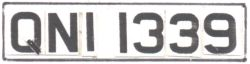
Targa anteriore di un veicolo reimmatricolato o assemblato

- IG - veicoli storici prodotti prima del 1975 e remmatricolati nell'Irlanda del Nord (da luglio 2014)[13]
- LTZ - autobus costruiti nell'Irlanda del Nord utilizzati per il trasporto pubblico a Londra
- QNI[14] - veicoli reimmatricolati o assemblati (dal 1990)
- SV - veicoli reimmatricolati
- ZIA - veicoli da esportare nei Paesi dell'Unione europea (dal 1994)

## Forze armate

Esempio di formato in uso nei veicoli delle Forze armate britanniche

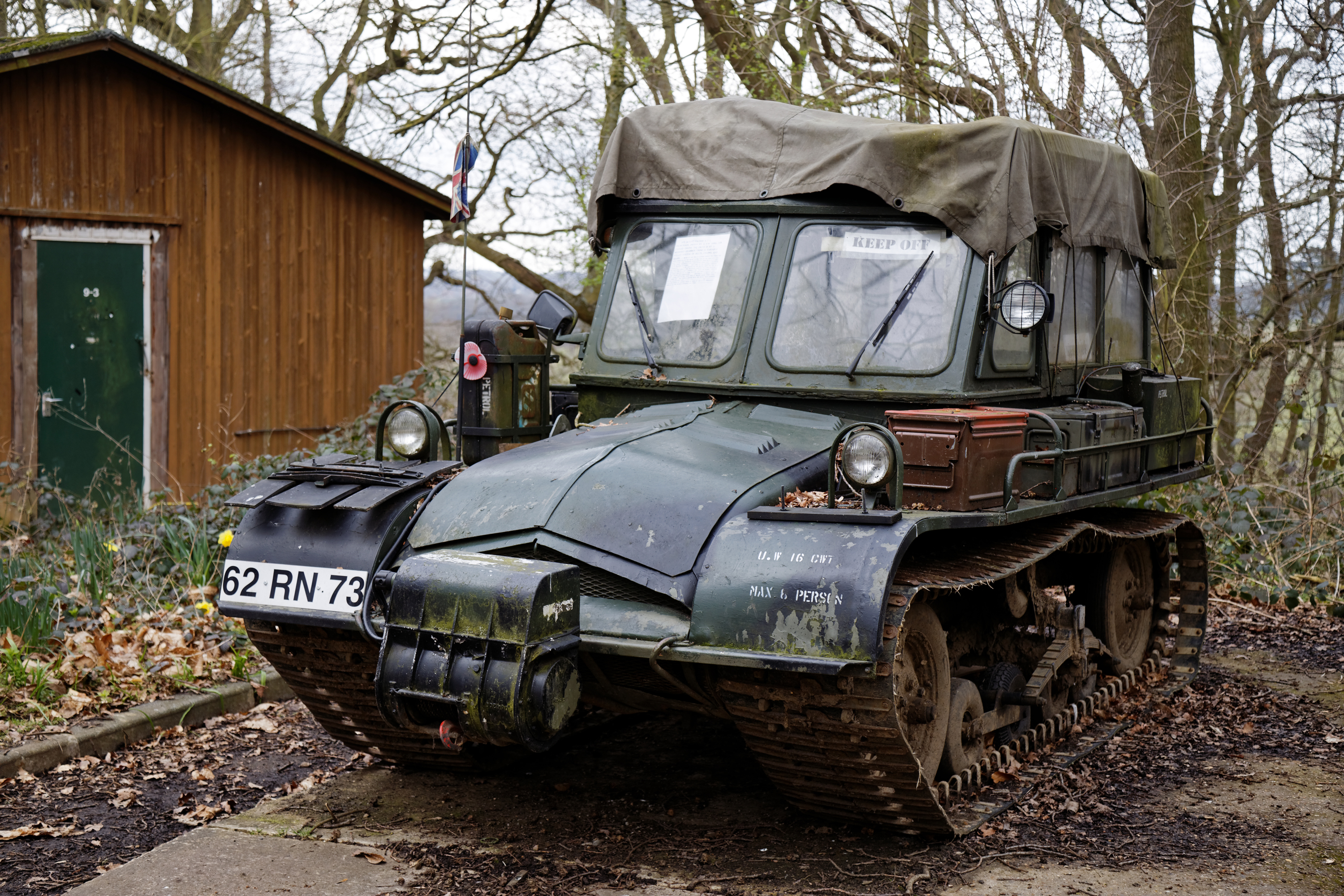
Targa di un mezzo cingolato della Royal Navy con la sigla "RN" utilizzata fino alla fine del 1994

Le targhe d'immatricolazione delle Forze armate britanniche sono di due tipi: il primo, generalmente riservato agli automezzi tattici, ha i caratteri bianchi o argento su fondo nero, come quello usato per le targhe civili prima del 1973, nel secondo le lettere e i numeri sono neri su fondo bianco o giallo (per le targhe rispettivamente anteriori o posteriori), che possono essere disposti su una, due o tre righe.
Dal 1949 la sequenza alfanumerica consisteva in due cifre, due lettere identificative della categoria di veicolo e altre due cifre; dal 1995 è composta da due lettere, due cifre e due ulteriori lettere.
Gli automezzi della Royal Navy fino alla fine del 1994 si contraddistinguevano per le iniziali fisse RN, i veicoli acquistati dallo Stato per le lettere KA–KL.
| UY 01 AA |

| LH 13 AA |

| LH 13 AA |

## Targhe diplomatiche

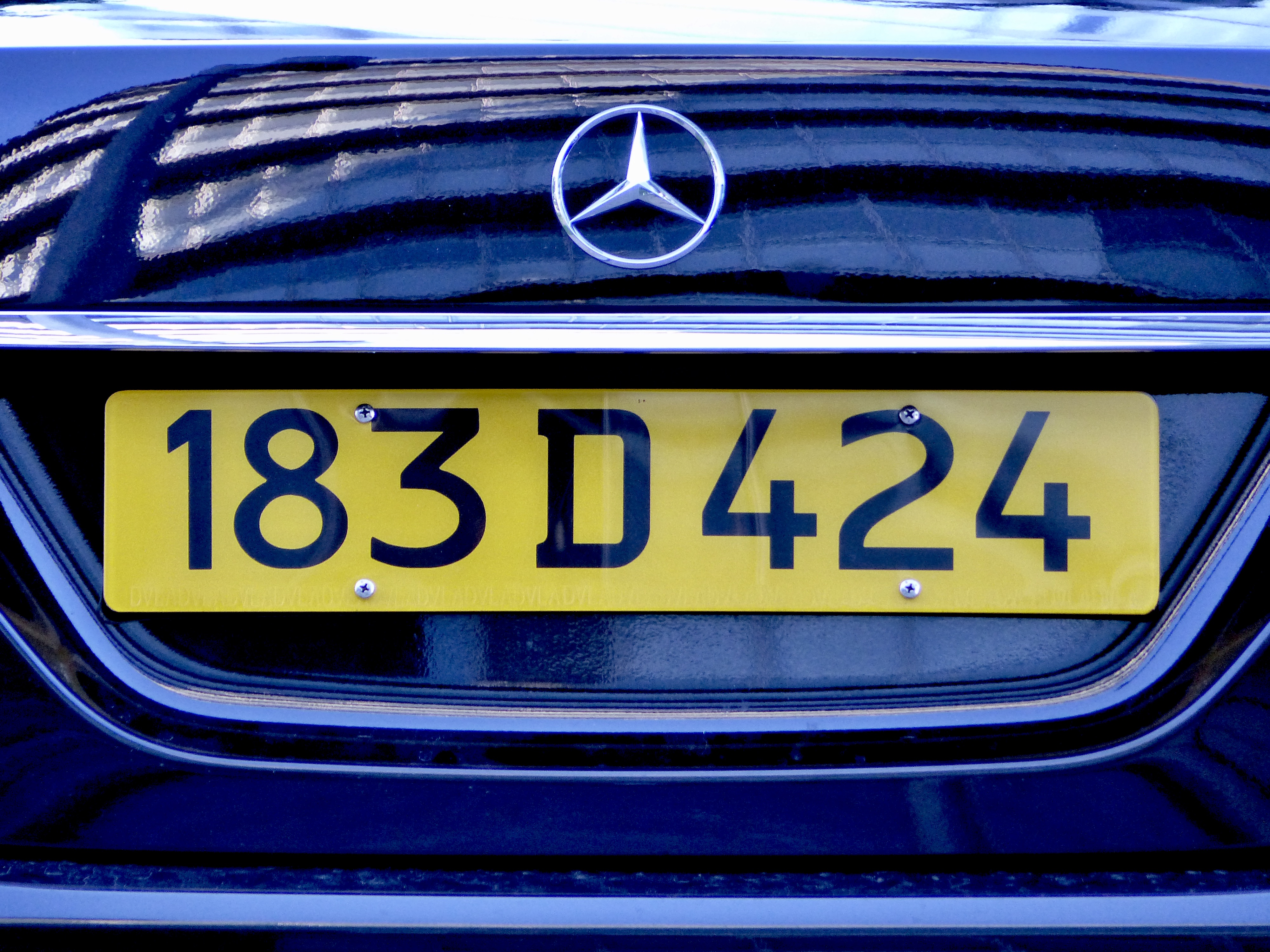
Targa posteriore apposta sulla vettura del Corpo diplomatico dell'Iraq (numero 183 a sinistra)

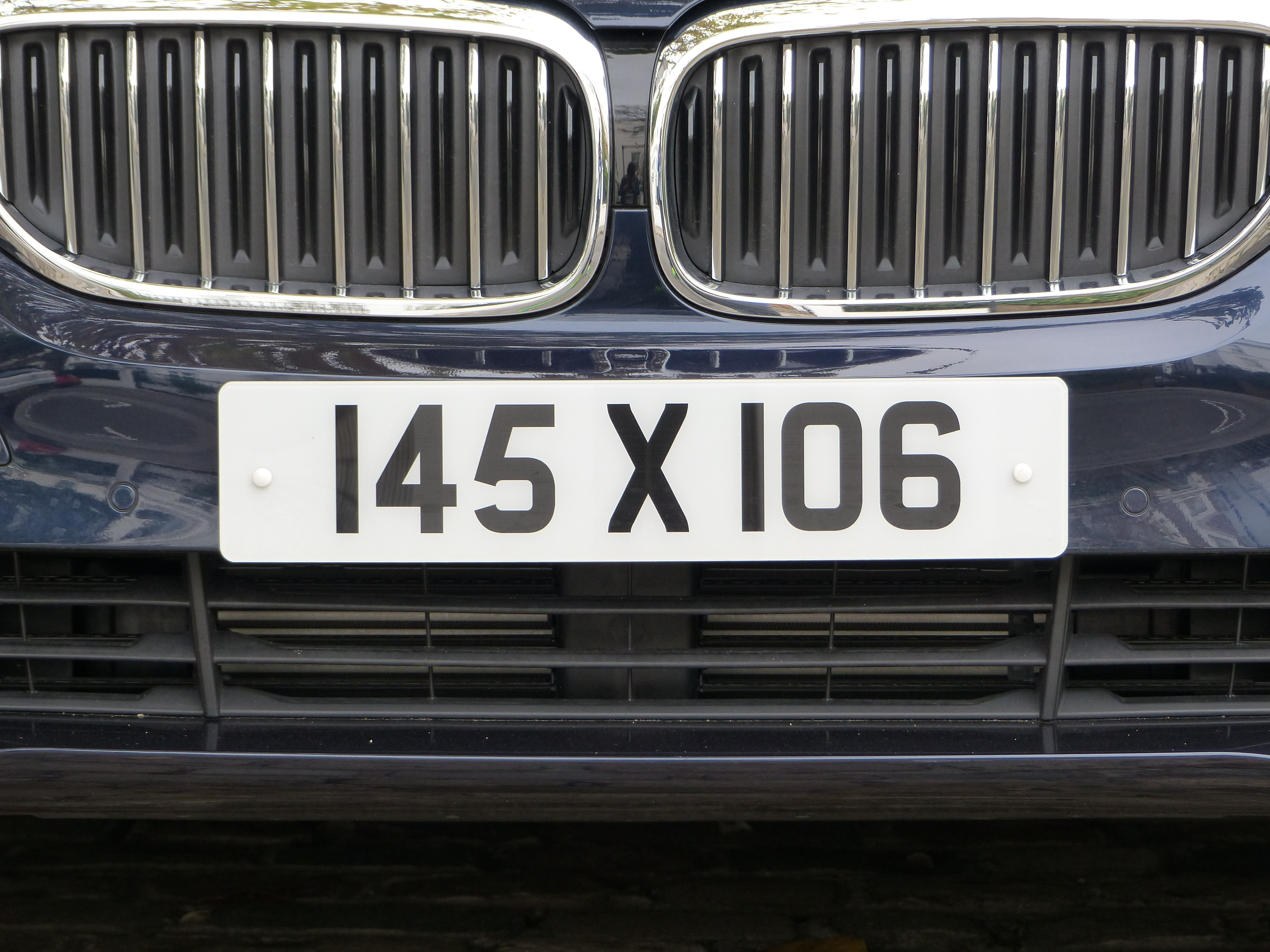
Targa anteriore fissata sulla vettura del personale non diplomatico dell'Egitto (numero 145 a sinistra)

Dal 1979 alle automobili che lavorano per ambasciate straniere, consolati e varie organizzazioni internazionali sono state assegnate targhe con un formato che le distingue dalle altre: tre cifre, una lettera e altre tre cifre. La lettera è D per le vetture dei diplomatici, X per quelle del personale non diplomatico. Il primo numero identifica il Paese della rappresentanza o l'organizzazione a cui la targa è intestata; il secondo gruppo di cifre è un numero seriale, che inizia da "101" per i diplomatici (anche se ad alcune ambasciate fu erroneamente assegnato il numero "100"), "400" per lo staff non diplomatico delle organizzazioni internazionali, "700" per lo staff consolare. Quindi, per esempio, 101 D 101 identifica la prima targa emessa per l'ambasciata dell'Afghanistan, mentre 900 X 400 è la prima targa assegnata al Segretariato del Commonwealth.

## Targhe personalizzate

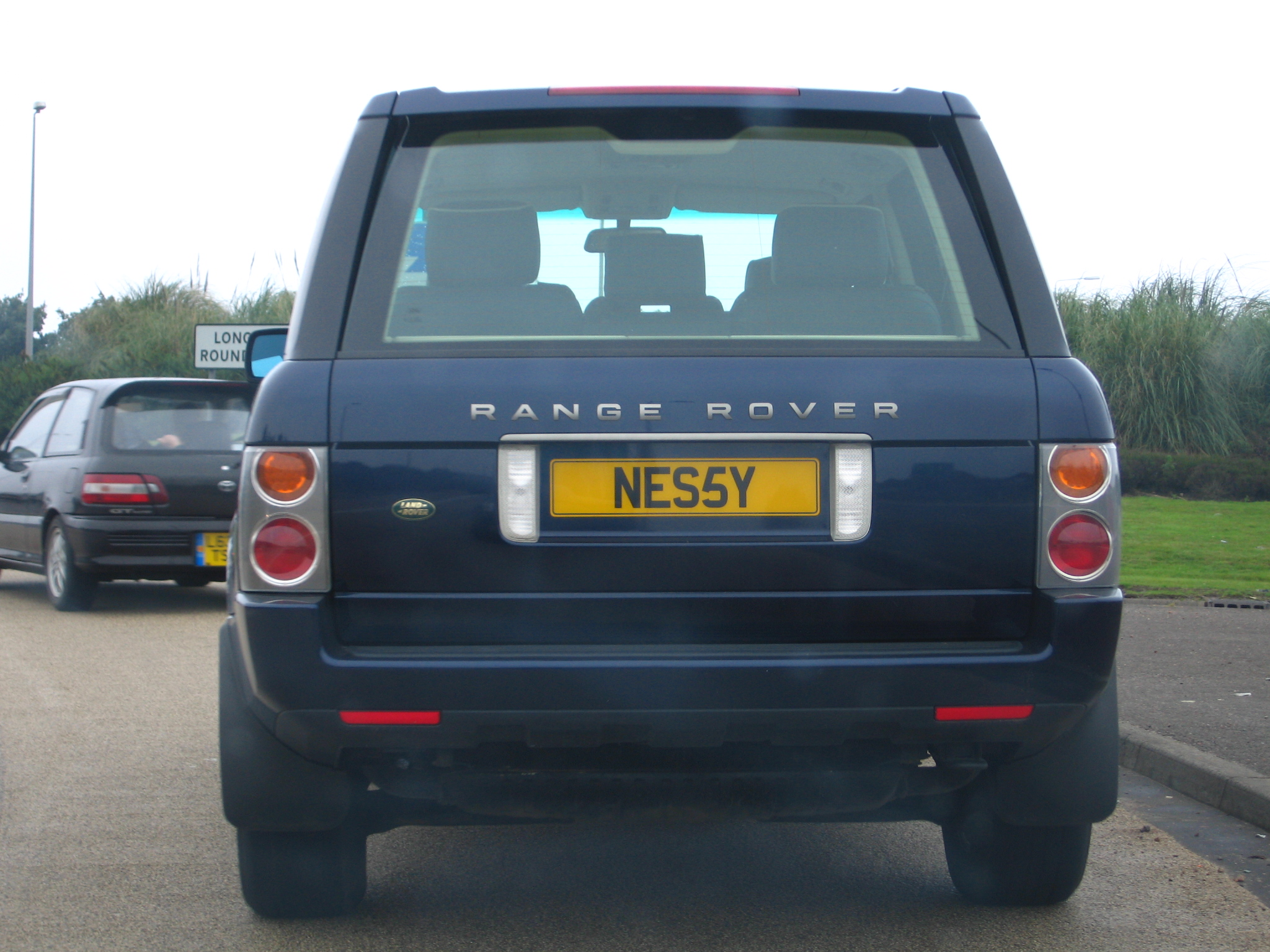
Targa con sequenza che può sembrare "NESSY" ma si tratta in realtà di "NES5Y", riutilizzata senza spaziatura come targa personalizzata

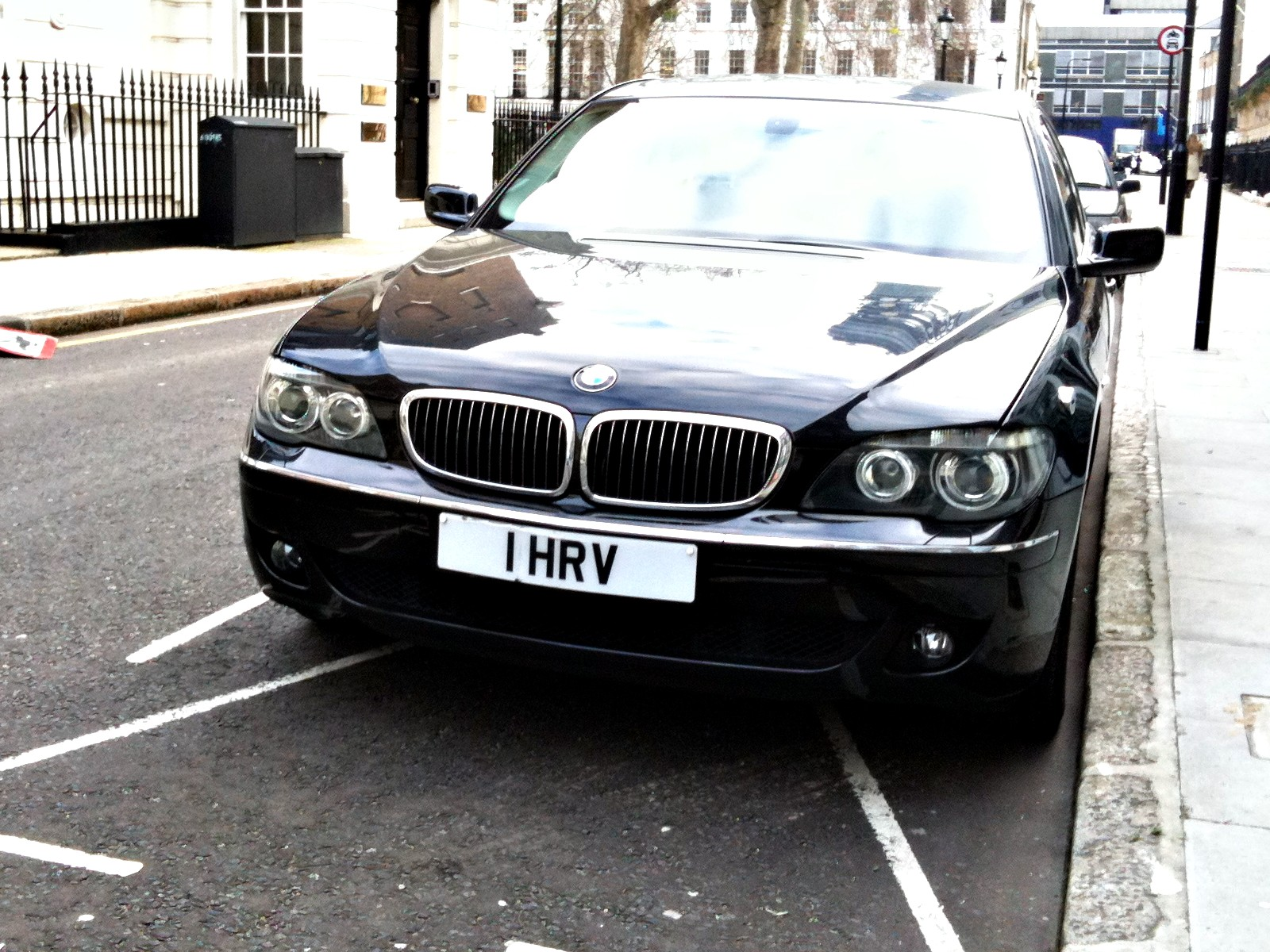
Targa diplomatica personalizzata dell'ambasciata croata, nella quale "HRV" sono le prime tre lettere dell'endonimo Hrvatska

È legale in Gran Bretagna richiedere targhe personalizzate, anche diplomatiche (in questo caso vengono scelte principalmente sequenze con la sigla del paese di provenienza e un numero, es. ITA 1 per l'auto dell'ambasciatore italiano), prive dell'indicazione della provenienza. Sono consentite tutte le combinazioni da un minimo di uno a un massimo di sette caratteri, tranne quelle oscene o blasfeme, come quelle costituite dalle lettere "SEX" o "DAM" (abbreviazione di damn, ossia "dannazione" in inglese).
Oltre alle sequenze inedite, è possibile scegliere combinazioni di targhe dei sistemi pre-2001 di veicoli radiati e riutilizzarle. Queste targhe "senza dati" (soprattutto appartenute ad automobili immatricolate prima del 1963 e ormai rottamate), sono molto ricercate e costose, dato che possono essere usate per nascondere l'età effettiva di un veicolo.
La targa con combinazione 1 è stata venduta nel 2008 a un uomo d'affari degli Emirati Arabi Uniti, di nome Saeed Abdul Ghaffar Khouri, al prezzo record di 7.250.000 £.

## Autovetture della famiglia reale

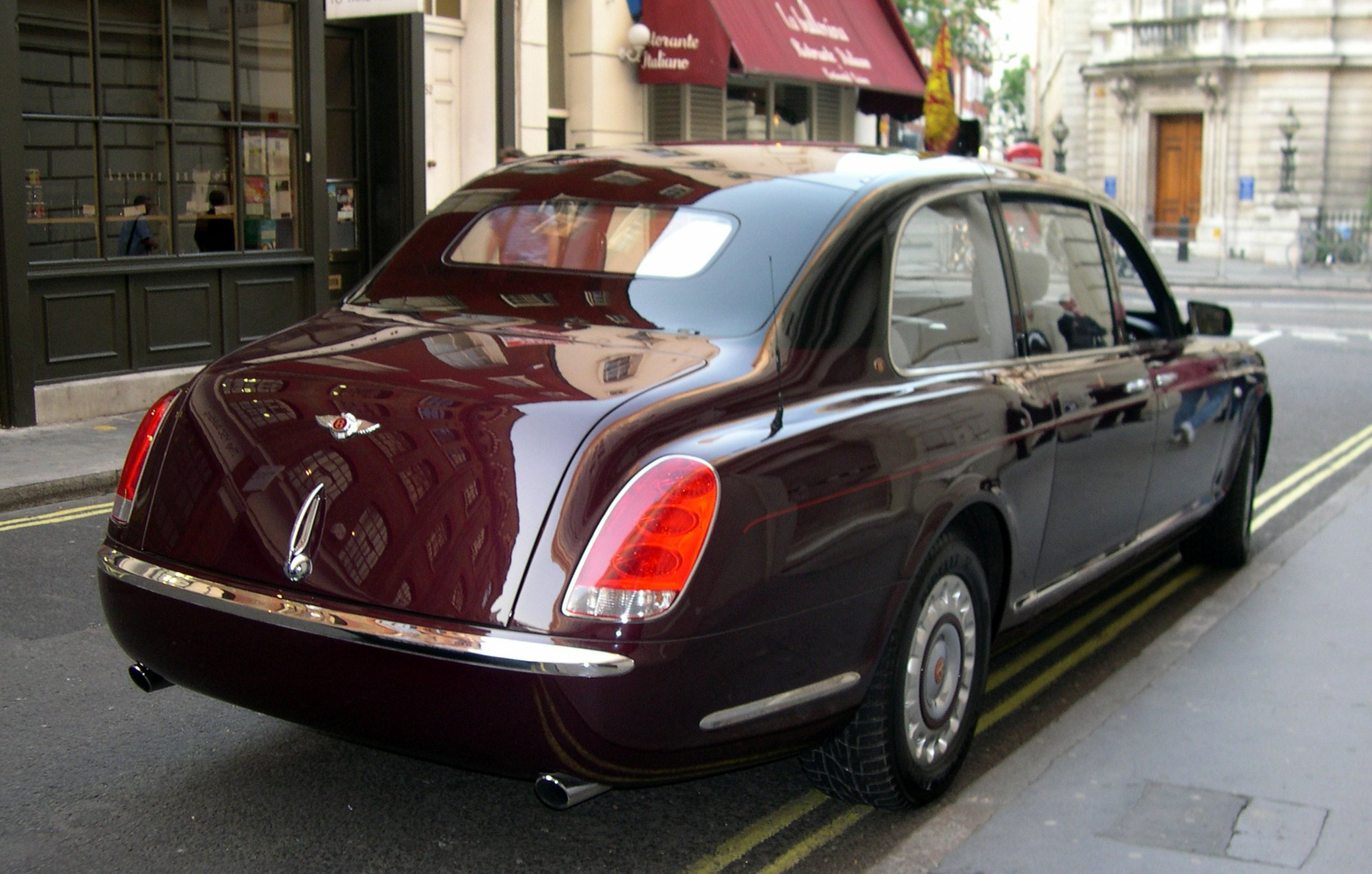
Una Bentley State Limousine reale priva di targa

Sui veicoli privati dei membri della famiglia reale britannica vengono regolarmente apposte delle targhe. Le automobili di Stato appartenenti al sovrano e utilizzate durante le cerimonie, invece, non hanno targa; alcune (come la vettura ufficiale del re in Canada) recano una banda rossa con al centro il disegno di una Corona di sant'Edoardo.
Il sovrano del Regno Unito possiede diverse automobili di Stato:
- due Bentley State Limousine del 2002 (per il giubileo d'oro);
- due Rolls-Royce Phantom VI del 1977 (per il giubileo d'argento);
- una rara Rolls-Royce Phantom IV del 1950 (usata occasionalmente);
- due Rolls-Royce Phantom V del 1961 utilizzate anche dalla Regina Madre ed esposte in un museo.

## Dipendenze della Corona
Le dipendenze della Corona delle isole del Canale e dell'isola di Man hanno targhe simili a quelle utilizzate nel Regno Unito.

### Jersey

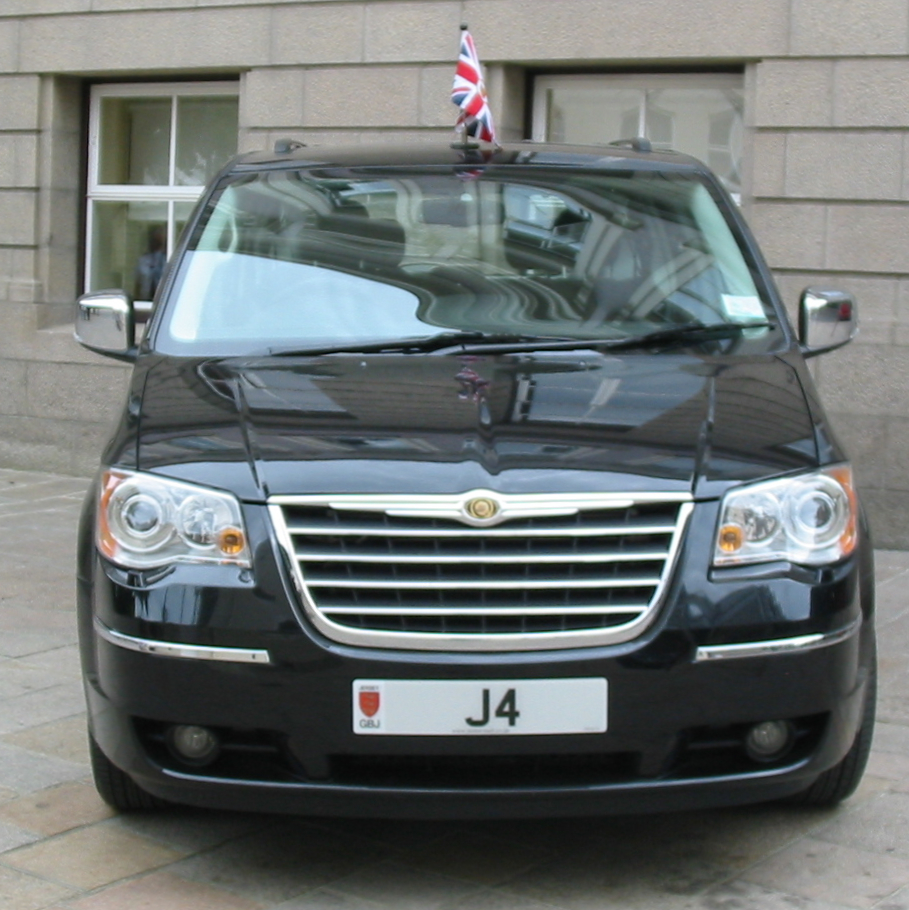
Targa anteriore della vettura ufficiale del luogotenente-governatore di Jersey

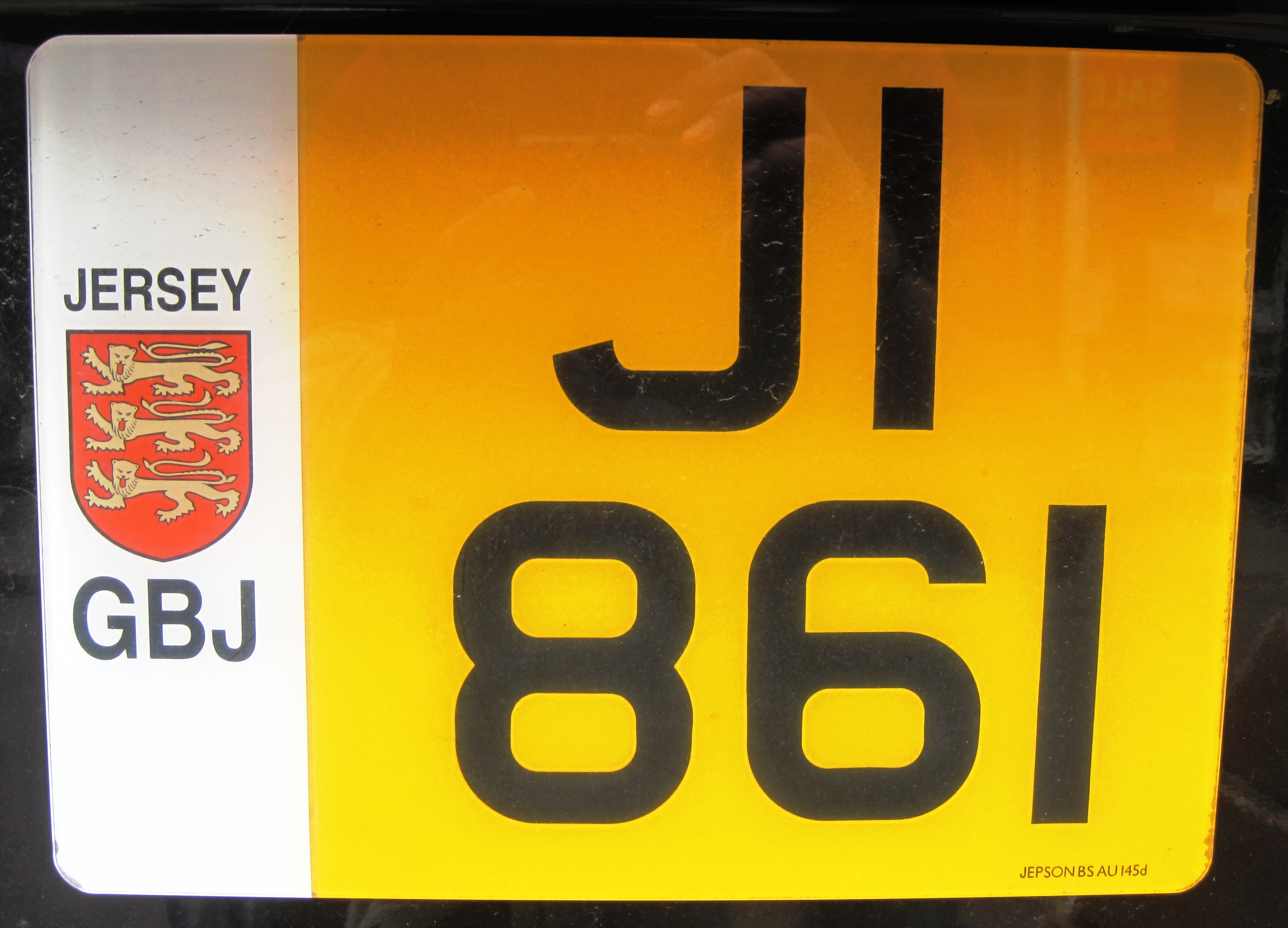
Targa posteriore su doppia linea

Le targhe anteriori dell'isola di Jersey hanno scritte nere su fondo bianco, quelle posteriori nere su fondo giallo; sono composte dalla lettera J seguita da un numero di cifre variabile da una a sei; i numeri più bassi sono riservati alle vetture ufficiali del luogotenente-governatore.
Sulla sinistra delle targhe ordinarie è posizionata una banda bianca o gialla con la sigla internazionale GBJ di colore nero, sopra la quale è impresso lo stemma dell'isola sormontato dalla scritta jersey, anch'essa nera.
È diffuso un formato giallo su doppia linea nel quale solo le ultime tre cifre possono occupare la riga inferiore.
Nel 2002, anno di introduzione della sesta cifra, è stata venduta all'asta una serie speciale da JSY 1 a JSY 999; il ricavato è stato devoluto a enti di beneficenza dell'isola.
Le auto a noleggio espongono una lettera H bianca su una targhetta addizionale rossa a sinistra o, più frequentemente, recano una banda rossa a sinistra incorporata alla targa con la "H" di colore grigio argento. 
Rappresentazione schematica di una targa anteriore apposta su un veicolo a noleggio:
| H | J123456 |

I caratteri bianchi su fondo rosso e una J in testa alla numerazione a una o due cifre contraddistinguono dai primi anni Novanta le targhe provvisorie riservate ai concessionari; in precedenza lettere e cifre erano nere su fondo verde (motocicli) o azzurro (altri veicoli). Le targhe temporanee di transito o "turistiche", per veicoli ancora da immatricolare, antepongono una E alla numerazione e presentano gli stessi colori delle targhe ordinarie.
I conducenti principianti devono fissare alla sinistra della targa un pannello aggiuntivo bianco con all'interno la lettera L (Learner) rossa o P (Probationary driver) verde.
Da gennaio 2023 i proprietari di veicoli elettrici o a emissioni zero possono scegliere una targa posteriore e anteriore che reca a sinistra una banda verde vuota o con lo stemma dell'isola sopra le lettere "GBJ" e sormontato dalla scritta "JERSEY". 
Rappresentazione schematica di una targa anteriore con banda verde vuota:
|  | J123456 |

### Guernsey

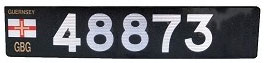
Targa di un veicolo di Guernsey con la bandiera dell'isola a sinistra

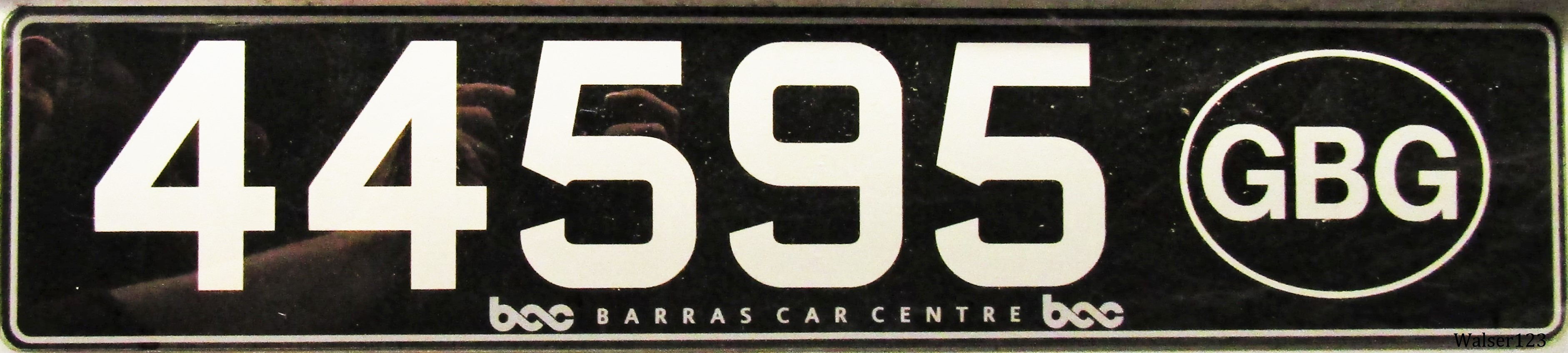
Formato con le lettere GBG in un ovale

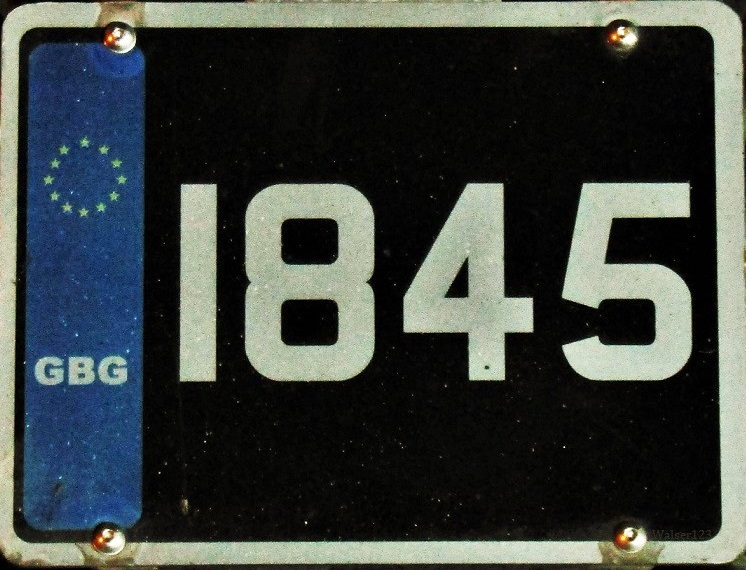
Targa di un motociclo su una linea e con banda blu pre-Brexit

Le targhe dell'isola di Guernsey sono composte da un massimo di cinque cifre. Il formato con caratteri grigio argento su fondo nero è generalmente utilizzato dagli autoveicoli privati, mentre quello con caratteri neri su fondo bianco (nelle targhe anteriori) o giallo (nelle targhe posteriori) viene assegnato principalmente a veicoli commerciali e autobus. A sinistra, prima delle cifre, in alcune targhe sono impresse le lettere dorate GBG sotto la scritta guernsey dello stesso colore e la bandiera, in altre è posizionata una banda blu con all'interno la sigla automobilistica internazionale GBG bianca (fino al 2021 sovrastata dalle dodici stelle in circolo dell'Unione europea anche se l'isola non ha mai fatto parte dell'UE), altre ancora incorporano sulla destra un ovale bianco con dentro le lettere GBG dello stesso colore.
I motoveicoli hanno una serie numerica distinta che si sovrappone a quella degli autoveicoli; avendo superato le 10000 immatricolazioni, le prime due cifre occupano la riga superiore, le tre restanti quella inferiore. Non mancano tuttavia targhe per motocicli su un'unica linea, con una numerazione a quattro cifre.
La numerazione degli autobus di linea è compresa fra 70001 e 70099.
Le auto a noleggio di Guernsey hanno una H dopo le cifre o, più spesso, nera in campo giallo su una targa quadrata separata.
Altri codici speciali in uso sono i seguenti:
- 1 - vettura ufficiale del balivo
- B - immatricolazione provvisoria per motocicli
- G1, G2 - automobile privata del luogotenente-governatore
- T - rimorchio (Trailer, la lettera precede un numero di massimo due cifre)
- V - immatricolazione provvisoria per autoveicoli[16]

### Alderney

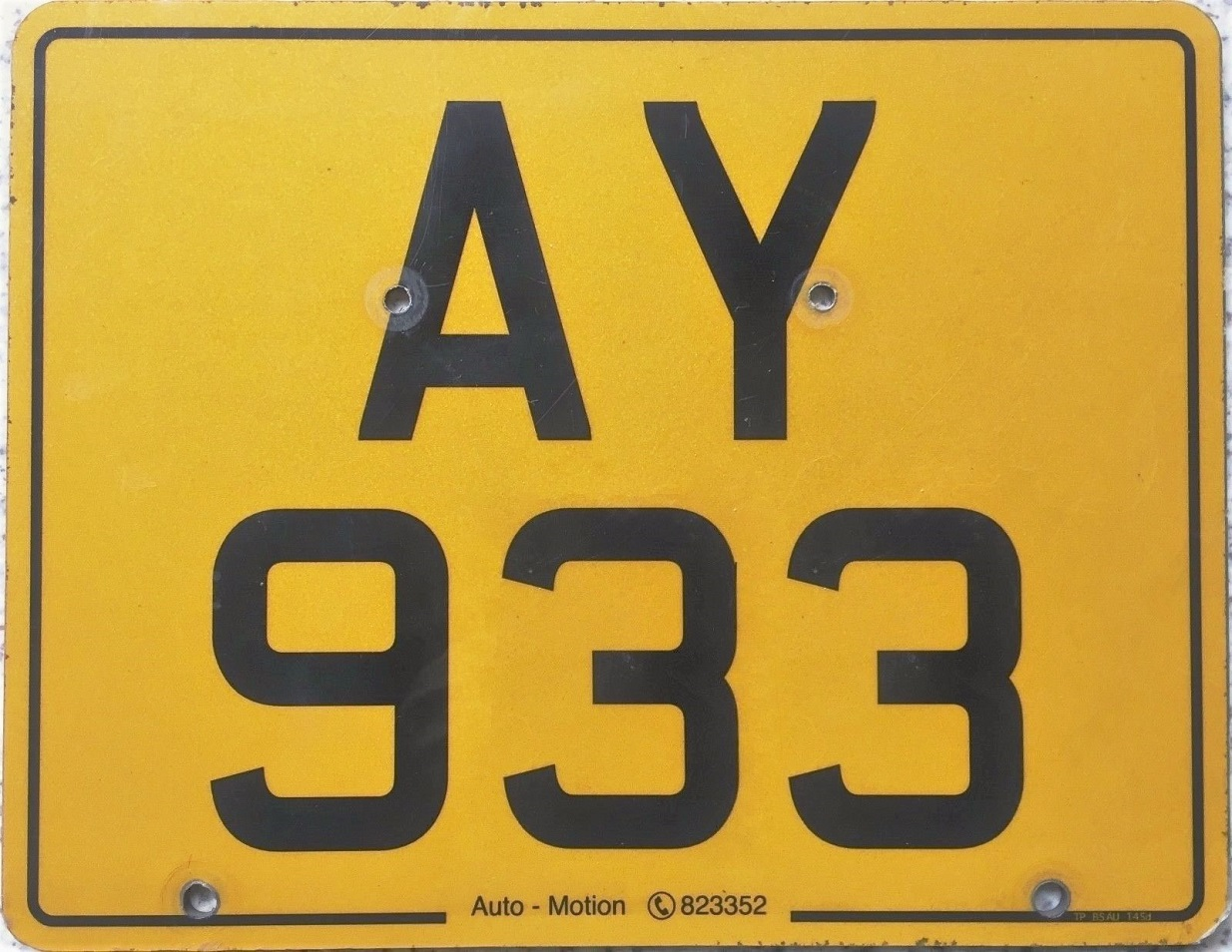
Targa posteriore su due linee emessa ad Alderney

Nell'isola di Alderney, una dipendenza di Guernsey, sono emesse targhe con gli stessi colori di quelle del Regno Unito; le lettere AY sono seguite da un numero progressivo di cifre variabile da una a quattro.
Nelle targhe dei veicoli a noleggio le cifre precedono una "H", che in alternativa può essere scritta su una targa quadrata separata o in un adesivo quadrato da incollare sul retro del veicolo. Gli altri tipi di targhe provvisorie iniziano con gli stessi prefissi in uso a Guernsey.
La sigla automobilistica internazionale negli adesivi ovali è GBA.

### Sark e Herm
Nelle isole di Sark e Herm, dipendenze del baliato di Guernsey, non possono circolare veicoli a motore tranne i trattori e le bici elettriche; sull'unica ambulanza, a Sark, sono apposte una targa d'immatricolazione posteriore e una anteriore con formato britannico (ma senza banda blu) e la scritta SARK. In entrambe le isole alcuni proprietari di macchine agricole fissano ai propri veicoli delle targhe con combinazioni quali "ROSS 1", "ROSS 2" ecc. (documentate a Sark). Sebbene non si tratti di numerazioni ufficiali, queste possono essere considerate targhe personalizzate. I trattori circolanti a Sark devono inoltre avere una licenza annuale attestata da un bollino colorato da incollare sul parabrezza o su qualche altra parte del veicolo, in quanto non è stata emanata una legge che obblighi i proprietari dei suddetti mezzi ad apporre delle vere e proprie targhe.

### Isola di Man

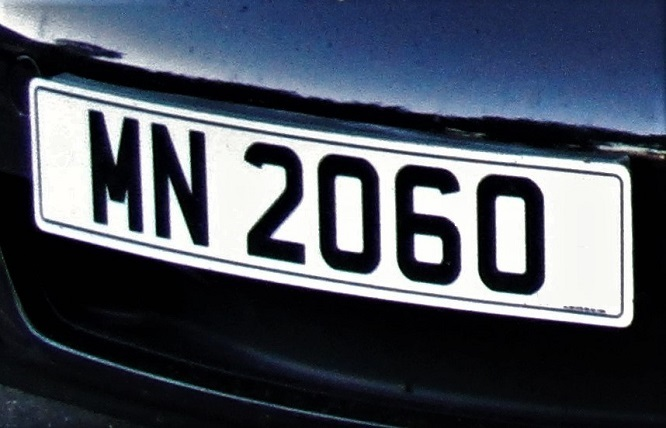
Targa anteriore della prima serie (1906-1935) immatricolata nell'isola di Man

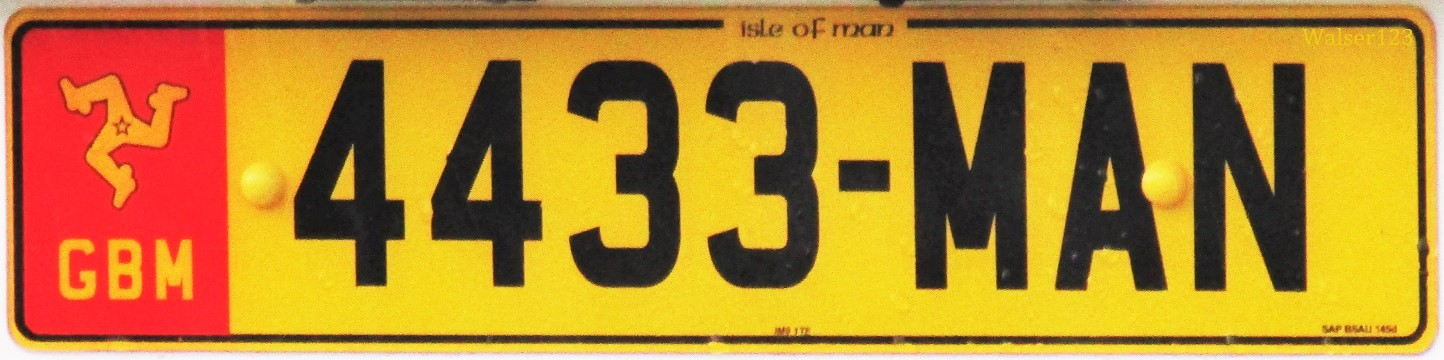
Esempio di formato della serie 11, emessa da luglio 1985 a luglio 1987

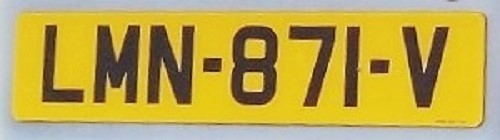
Targa posteriore con formato britannico e trattini obbligatori dal settembre 2004

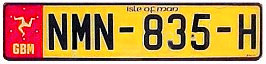
Targa posteriore (della serie 12 in uso) su un'unica linea con formato mannese

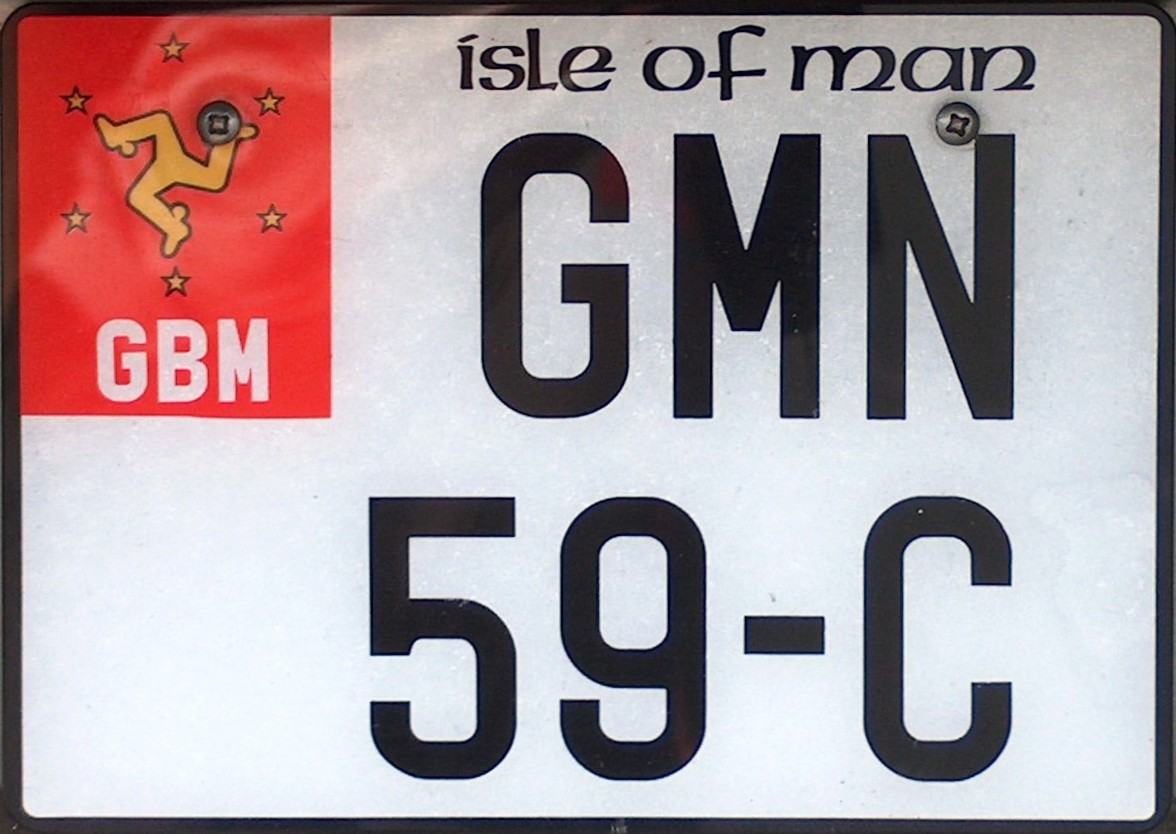
Targa anteriore su doppia linea con formato mannese

Le prime targhe emesse nell'isola di Man risalgono al 1906: erano nere con caratteri bianchi o grigio argento; le lettere MN precedevano un numero composto da un massimo di quattro cifre. Nel mese di marzo del 1935 entrò in uso il prefisso MAN seguito da un numero fino a tre cifre; ad aprile del 1936 fu introdotto un ulteriore schema di tre lettere, anteponendo una lettera al codice MN (da BMN-1 a YMN-999 escluse le combinazioni IMN, OMN e QMN).
A partire da maggio 1959, lo schema fu modificato per consentire alle cifre di precedere le lettere: la serie da 1-MN fino a 9999-MN fu seguita da quella iniziata con 1-MAN e terminata con 999-MAN, che durò da maggio a ottobre 1964.
Nel 1983 è stata introdotta la serie da MAN-1000 a MAN-9999 ed è stata invertita nel mese di luglio del 1985; quella da 1000-MAN a 9999-MAN terminò a luglio 1987, quando venne rimpiazzata dal blocco alfanumerico tuttora utilizzato, composto dalle lettere fisse MN precedute da una prima lettera seriale e seguita da un numero compreso tra 1 e 999 a sua volta anteposto a una seconda lettera sequenziale.
Dal 1º febbraio 1990 le targhe prodotte hanno caratteri neri su fondo bianco (quelle anteriori) o giallo (quelle posteriori e dei motocicli) riflettente; i proprietari dei veicoli immatricolati anteriormente a tale data possono richiedere una nuova immatricolazione oppure continuare a utilizzare il formato con testo bianco o grigio argento su fondo nero.
Da novembre 1994 all'interno di una fascia rossa, sulla sinistra, è posizionata la bandiera con lo stemma della triscele che sormonta la sigla automobilistica internazionale GBM di colore uguale allo sfondo della targa. La scritta isle of man o ellan vannin (cioè "Isola di Man" in mannese), in minuscolo e di dimensioni ridotte, occupa generalmente il bordo superiore; fanno eccezione alcuni motocicli, che recano la dicitura in basso. Altre innovazioni sono date dall'introduzione di un formato con font mannese, simile a quello usato nei veicoli immatricolati nella Repubblica d'Irlanda, e dell'obbligatorietà dei due trattini, uno a sinistra e uno a destra della numerazione, estesa nel settembre 2004 anche alle targhe con caratteri tipografici britannici.
Il 3 dicembre 2012 è stata emessa una serie speciale per tutti i tipi di veicoli, con le lettere MANX seguite o precedute da un numero di un massimo di tre cifre; la banda rossa a sinistra può essere presente o mancare. 
È possibile richiedere targhe personalizzate con la sequenza alfanumerica L-N-LLL (dove L = lettera e N = cifra), benché siano costose.
Le combinazioni speciali MAN 1 e MAN 2 sono riservate alle automobili ufficiali del luogotenente-governatore.
Nelle targhe provvisorie dei concessionari le lettere MNA o MN-A sono seguite da tre cifre; i caratteri sono rossi su fondo bianco.
Probabilmente dal 1995 i veicoli importati o assemblati di età imprecisata si contraddistinguono per una Q che precede un numero progressivo e le lettere MAN.
L'elenco completo delle serie utilizzate è il seguente:
| Serie | Blocco alfanumerico | Esempio   | Periodo di emissione         | Note |
| ----- | ------------------- | --------- | ---------------------------- | --- |
| 1     | MN 1 – MN 9999      | MN 123    | gennaio 1906 → maggio 1935   | |
| 2     | MAN 1 – MAN 999     | MAN 123   | marzo 1935 → aprile 1936     | |
| 3     | xMN 1 – xMN 999     | BMN 123   | aprile 1936 → maggio 1959    | x = lettera variabile tranne A, I, Q, S, Z                                                                         |
| 4     | 1 MN – 9999 MN      | 1234 MN   | maggio 1959 → maggio 1964    | |
| 5     | 1 MAN – 999 MAN     | 123 MAN   | maggio 1964 → ottobre 1964   | |
| 6     | 1 xMN – 999 xMN     | 123 BMN   | ottobre 1964 → novembre 1971 | x = lettera variabile tranne A, I, Q, S, Z.                                                                        |
| 7     | MN 1 – MN 9999      | MN 1234   | novembre 1971 → maggio 1974  | Numeri non utilizzati negli anni 1906–1935.                                                                        |
| 8     | MAN 1 x – MAN 999 x | MAN 123 A | maggio 1974 → gennaio 1979   | x = lettera variabile tranne I, O, Q, S, Z.                                                                        |
| 9     | x 1 MAN – x 999 MAN | A 123 MAN | gennaio 1979 → maggio 1983   | x = lettera variabile tranne I, Q, S, Z.                                                                           |
| 10    | MAN 1000 – MAN 9999 | MAN 1234  | maggio 1983 → luglio 1985    | |
| 11    | 1000 MAN – 9999 MAN | 1234 MAN  | luglio 1985 → luglio 1987    | |
| 12    | xMN 1 y – xMN 999 y | BMN 123 A | da luglio 1987               | x = lettera variabile tranne A, I, Q, S, Z; y = lettera variabile eccetto I, O, Q, S, Z. Serie tuttora utilizzata. |
| 13    | MANX 1 – MANX 999   | MANX 123  | da dicembre 2012             | Serie speciale che si presume sia terminata nel 2013.                                                              |
| 14    | 1 MANX – 999 MANX   | 123 MANX  | da dicembre 2012             | Serie speciale che si presume sia terminata nel 2013.                                                              |

## Territori di sovranità britannica
Soltanto le targhe emesse a Gibilterra e nelle isole Falkland sono rimaste simili a quelle britanniche, con il medesimo formato e gli stessi colori.

### Gibilterra

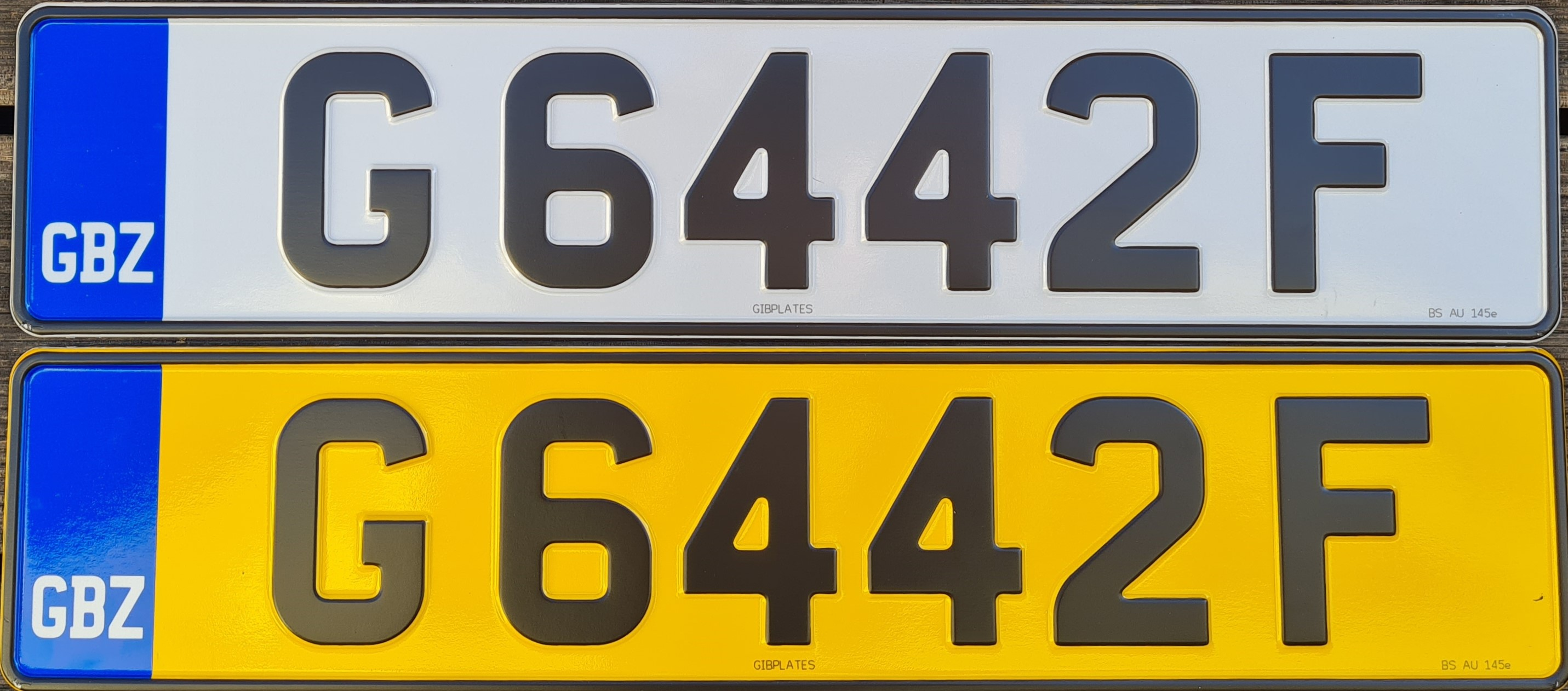
Targa anteriore e posteriore standard in uso a Gibilterra dal 2021

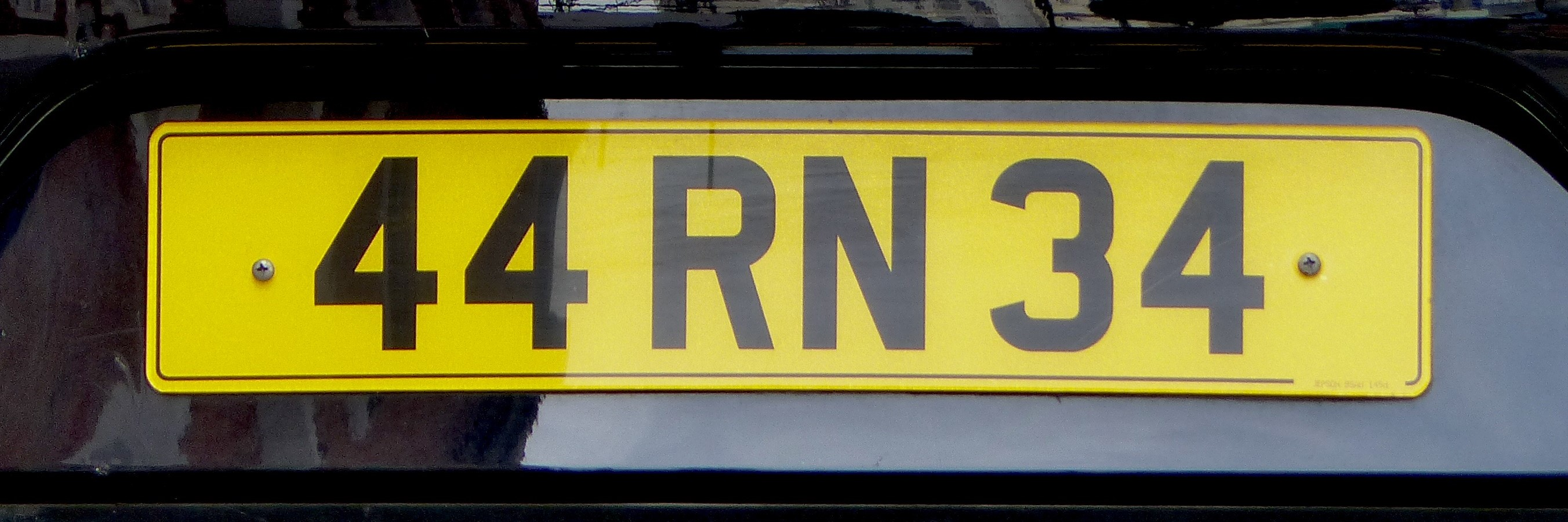
Targa di un veicolo militare

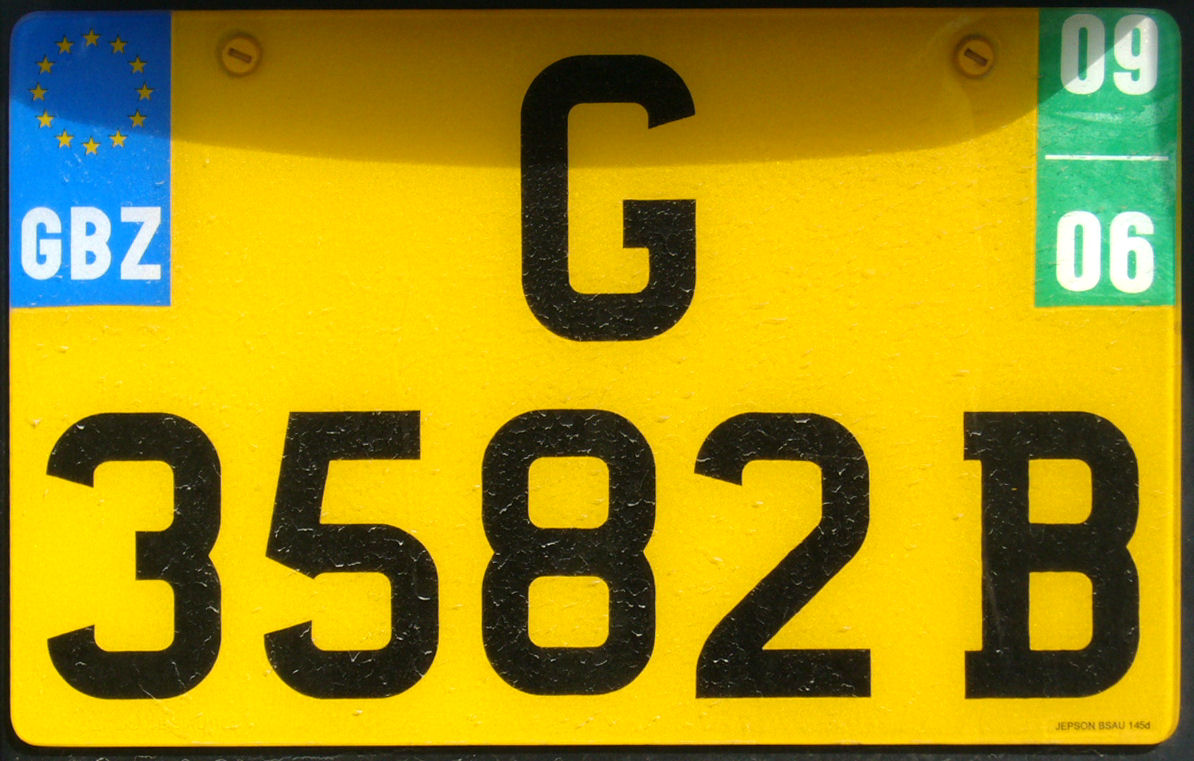
Targa posteriore da esportazione su doppia linea, del tipo emesso dal 6/9/2001

Le targhe di Gibilterra, che a tutt'oggi possono essere realizzate in plexiglas o metallo, hanno formato e colori uguali alle targhe britanniche; fino al 5 settembre 2001 erano composte dalla lettera G (iniziale di Gibraltar) e da cinque cifre, ma a partire dal 6 settembre dell'anno suddetto la "G" è seguita da quattro cifre e una lettera iniziando da G 1000 A. A sinistra è tuttora posizionata la banda blu con la sigla internazionale GBZ o raramente le lettere GIB di colore bianco in basso; fino al 2021 in alto erano presenti anche le dodici stelle dell'UE.
Le vetture ufficiali del Governatore sono riconoscibili per lo stemma di una corona argentata in campo nero; le automobili del primo ministro hanno invece la combinazione fissa G 1.
La maggior parte dei veicoli militari espone targhe del Regno Unito con le lettere RN (riservate ai mezzi della Royal Navy), sebbene in alcuni automezzi siano utilizzate altre lettere indicanti l'appartenenza alla Royal Air Force o alla British Army. 
Fino al 5 settembre 2001 le targhe provvisorie da esportazione si contraddistinguevano per la sigla GG; prima di arrivare all'esaurimento delle combinazioni numeriche, si è deciso di introdurre un nuovo formato con banda verticale verde a destra della serie normale (o a destra della riga superiore nelle targhe su doppia linea), con all'interno due numeri bianchi indicanti in alto il mese e in basso l'anno di scadenza della validità espressi in cifre (es. 09 = settembre, 02 = 2002). 
Le targhe temporanee utilizzate dai concessionari e dai proprietari di autofficine, spesso magnetiche o scritte a mano su cartone, presentano caratteri bianchi su fondo azzurro; le lettere DLR (che stanno per Dealer) sono anteposte a un numero progressivo a partire da 1.
Dal 2014 i veicoli storici hanno targhe simili a quelle ordinarie, dalle quali si differenziano unicamente per una H in coda alla numerazione.
Anche ai rimorchi immatricolati dal 2016 vengono assegnate targhe analoghe a quelle normali; le lettere GT (la "T" è l'iniziale di Trailer) precedono un numero di quattro cifre partendo da GT 0001.

### Falkland

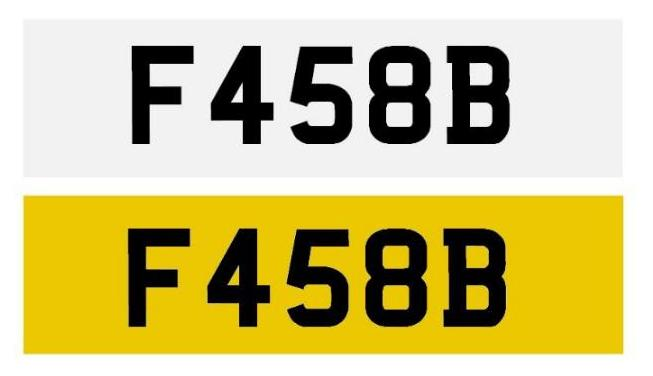
Targa anteriore (in alto) e posteriore (in basso) in uso nelle isole Falkland

Fin dal 1968 nelle isole Falkland la serie alfanumerica è composta dalla sigla F seguita da tre cifre e (dal 1º luglio 1986) una lettera; i caratteri dovrebbero essere neri su fondo bianco riflettente per le targhe anteriori e neri su base gialla riflettente per quelle posteriori, anche se non è infrequente trovare autoveicoli con targhe anteriori gialle. La lettera in coda alla numerazione non è presente nelle vetture governative, della Polizia e delle Forze di Difesa, che recano nella serie una quarta cifra.
L'auto ufficiale del Governatore si distingue per lo stemma della Corona di Sant'Edoardo di colore argento dorato su fondo nero. I veicoli del garage del palazzo del Governo (Government House) presentano lo stesso formato e i medesimi colori delle targhe ordinarie, ma con le combinazioni alfanumeriche da GH 1 a GH 4. Gli automezzi militari hanno le stesse targhe in uso nel Regno Unito per l'Esercito, anche se alcune vengono fabbricate nell'arcipelago.
Nel 1982, in concomitanza con l'occupazione argentina delle isole, vennero emesse targhe di dimensioni 310 × 150 mm con scritte azzurre su fondo bianco e le parole "ISLAS MALVINAS" di colore nero sul bordo superiore; erano visibili i numeri 82 e 83, anch'essi neri, posizionati rispettivamente nell'angolo inferiore sinistro e destro.

### Bermuda

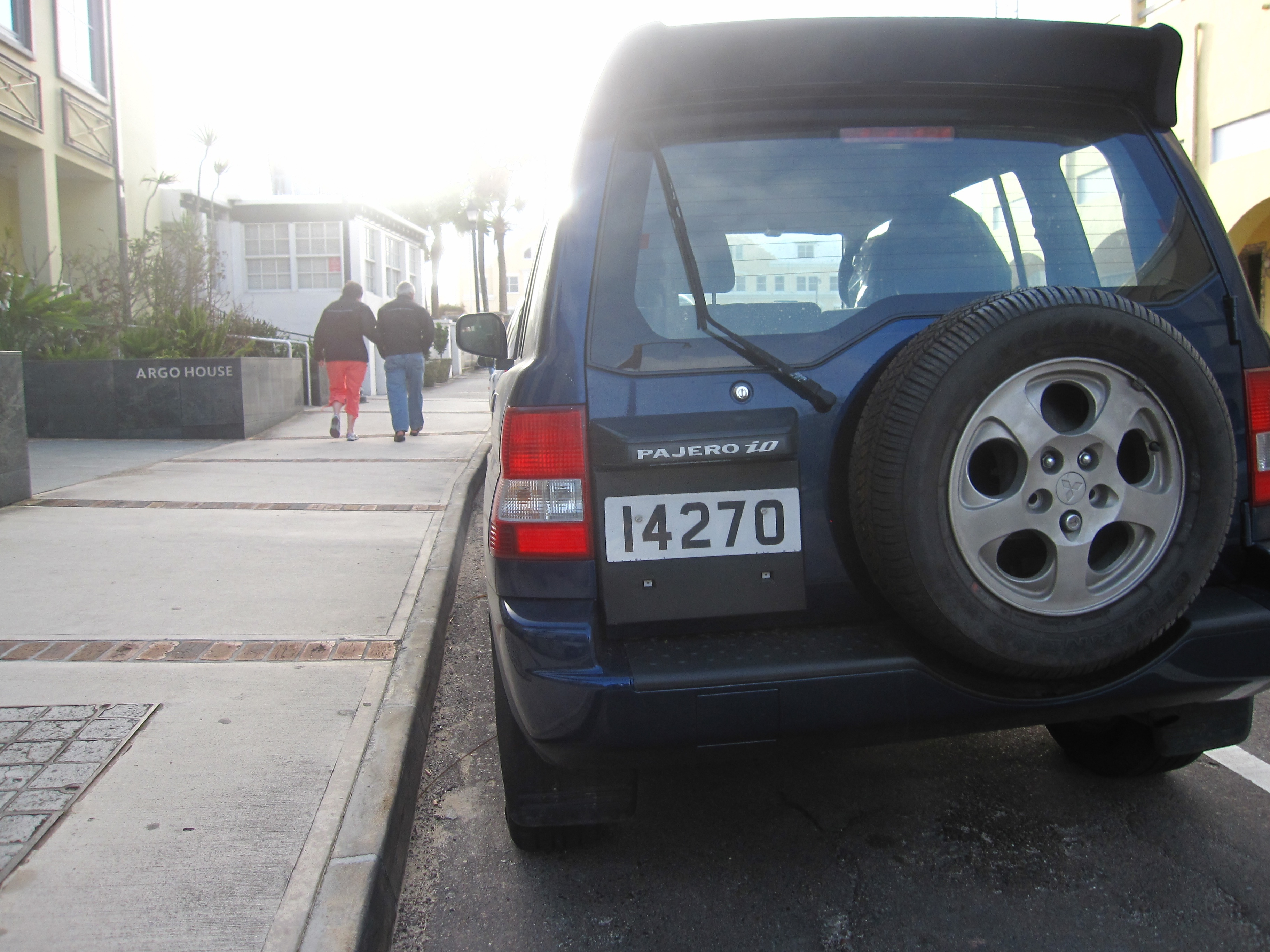
Targa posteriore di una Mitsubishi Pajero immatricolata nelle Bermude

Dal 1975 le targhe anteriori e posteriori emesse nell'arcipelago di Bermuda sono composte da cinque cifre nere su sfondo bianco. Come materiale, oltre al metallo è diffusa anche la plastica. Le targhe dei veicoli non intestati a privati hanno una serie alfanumerica che consiste in due lettere e tre cifre.
Dal 2002 è possibile avere targhe personalizzate con la scritta "BERMUDA" blu impressa in alto e non più di sette caratteri sovrapposti alla carta dell'isola di colore celeste e che sormontano lo slogan a caratteri ridotti "ANOTHER WORLD"; il formato ridotto ha dimensioni identiche alle targhe statunitensi e canadesi (304 × 152 mm).
Targhe analoghe ma di colore bordeaux sono usate per veicoli d'epoca, contraddistinte dalle lettere CL all'inizio della sequenza e dallo slogan "JEWEL of the ATLANTIC" in piccolo nel bordo inferiore, mentre in quello superiore è riportata la parola "BERMUDA" di dimensioni un po' più grandi. La combinazione GP 1 è assegnata alle vetture ufficiali del primo ministro, mentre le targhe aventi unicamente lo stemma di una corona di colore argento sono riservate all'auto del Governatore.
Gli automezzi delle Forze armate USA a partire dal 1975 utilizzano targhe con caratteri bianchi su sfondo nero; consistono in una lettera seguita da quattro cifre.
Anteriormente al 1975, le targhe emesse in queste isole erano nere con scritte bianche. La lettera P in testa alla sequenza indicava un veicolo privato ed era seguita da un numero di quattro cifre.

### Sant'Elena, Ascensione e Tristan da Cunha

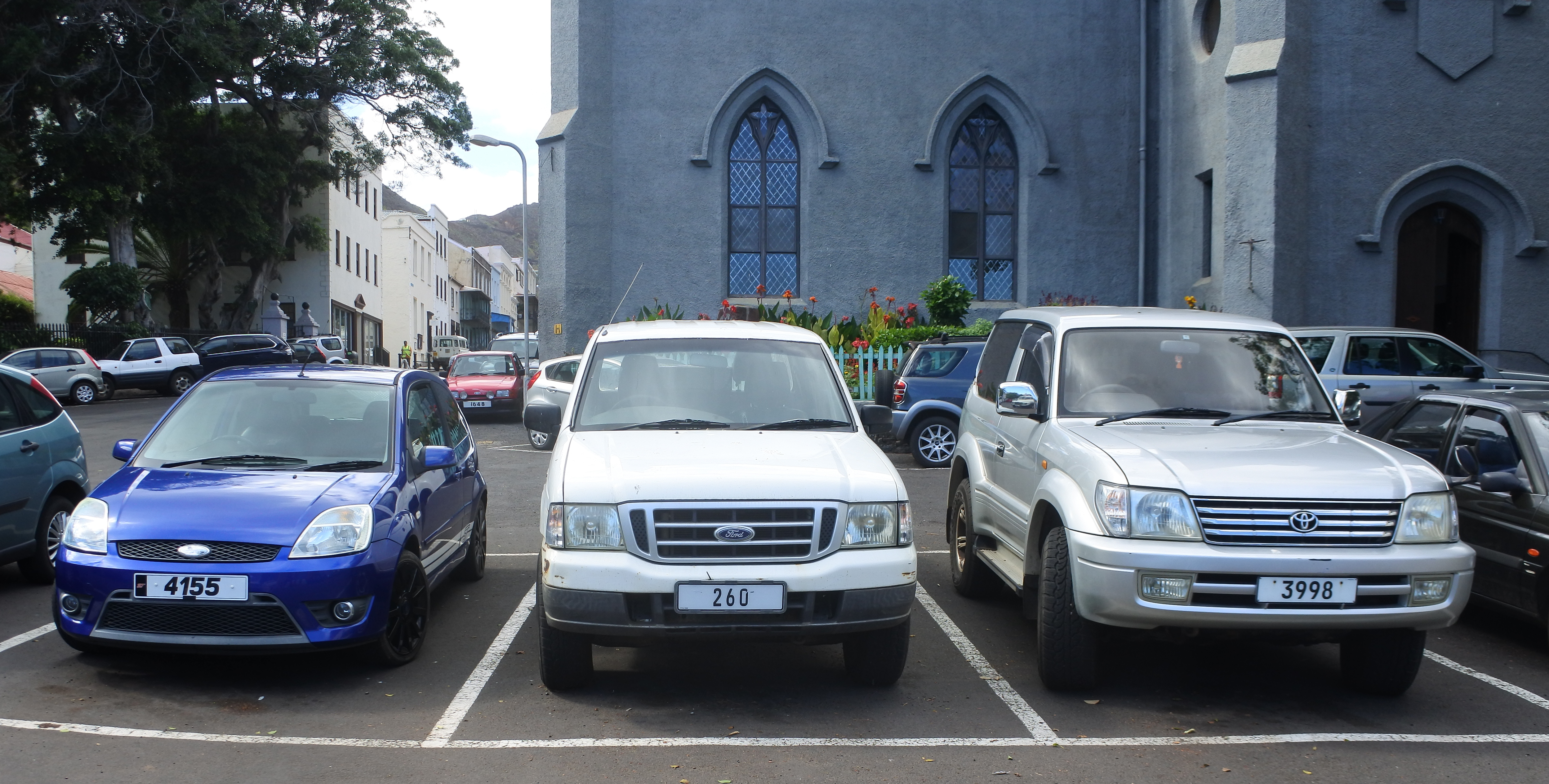
Targhe anteriori di veicoli in un parcheggio di Sant'Elena

A Sant'Elena i veicoli hanno generalmente targhe con un numero massimo di quattro cifre, salvo le vetture governative che si distinguono per le cifre precedute dalle lettere SHG (Saint Helena Goverment). il fondo è bianco nelle targhe anteriori e giallo in quelle posteriori. I rimorchi hanno la stessa registrazione della targa del trattore stradale. L'autovettura del Governatore ha solamente lo stemma della Corona di Sant'Edoardo di colore dorato in campo nero.
Le targhe dei veicoli circolanti nell'isola di Ascensione presentano formato e colori identici a quelle emesse a Sant'Elena, con l'unica differenza che le quattro cifre sono precedute dalla lettera A. I veicoli governativi recano il prefisso SGA seguito da un numero progressivo, mentre all'Amministratore e a sua moglie sono riservate rispettivamente le serie AA 1 e AA 2. Dal 2014 sono state introdotte targhe per concessionari e rivenditori, con caratteri rossi e una combinazione alfanumerica consistente nel nome per esteso del commerciante seguito da un trattino e due cifre.
Le targhe emesse a Tristan da Cunha, talvolta dipinte a mano, hanno non più di tre cifre precedute dalla lettere T.D.C. o TDC e da uno spazio. I caratteri sono bianchi su fondo nero o neri su fondo bianco; è possibile vedere in circolazione anche veicoli con targhe anteriori bianche e posteriori gialle, come quelle del Regno Unito oppure in tipico stile sudafricano degli anni novanta. Fino al 2006 circa il 10% dei veicoli a motore e tutti i rimorchi era privo di targhe d'immatricolazione visibili.

### Anguilla

Facsimile di targa standard dell'isola di Anguilla

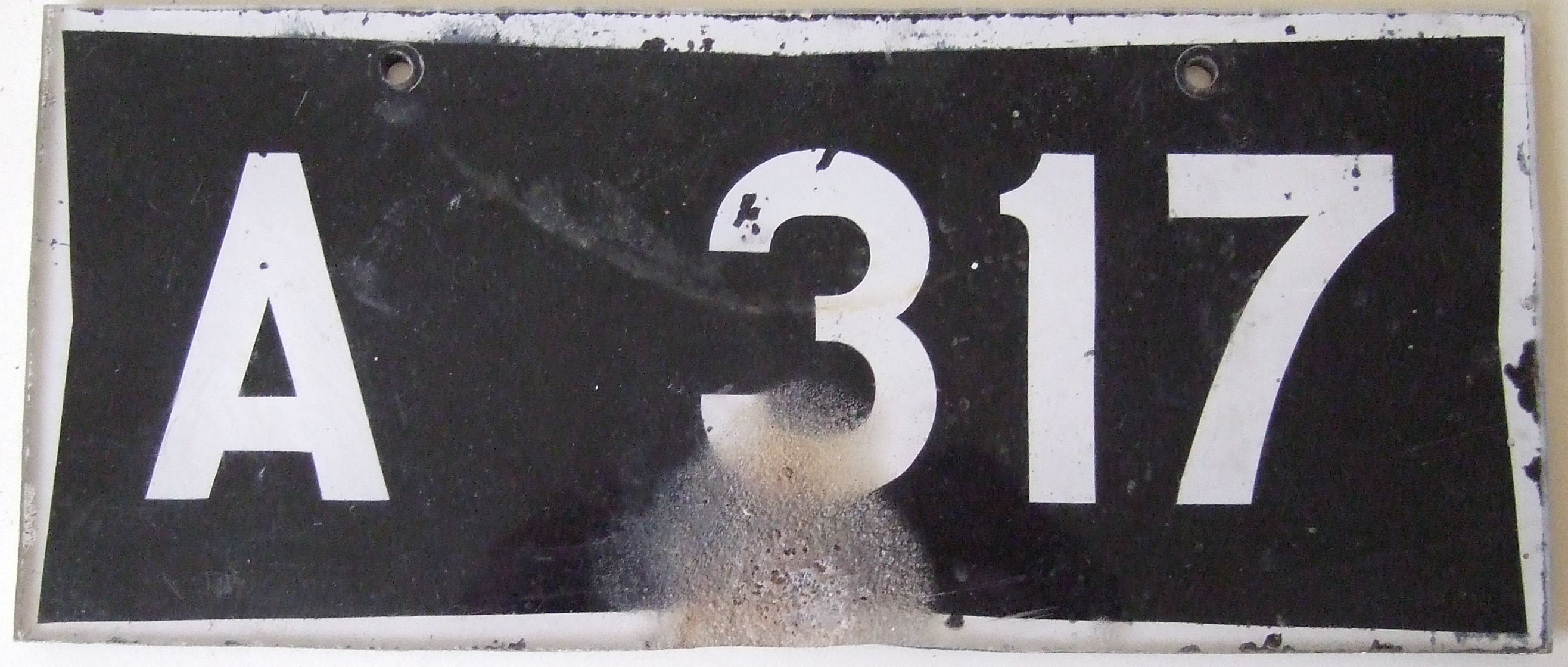
Esempio di targa del vecchio formato

Nell'isola di Anguilla le targhe emesse da luglio 2007 sono riflettenti e hanno dimensioni canadesi, con caratteri neri su fondo celeste ai bordi e bianco al centro. A sinistra del numero (composto da un massimo di quattro cifre) è visibile lo stemma dell'isola, mentre le scritte blu "Anguilla" e "Rainbow City" sono posizionate rispettivamente sopra e sotto. I veicoli privati antepongono una P (che sta per Personal), le auto a noleggio una R (iniziale di Rental) e i taxi una T alla numerazione. Agli alti ministri e alle autorità governative è riservato un formato con i bordi gialli anziché celesti e con la lettera iniziale sostituita da un codice identificativo dell'ufficio o da una parola scritta per intero (es.: "GOVERNOR", "PREMIER", "PARLSEC" ovvero "Segretario parlamentare"). Le targhe temporanee, introdotte a dicembre del 2017, presentano uno sfondo rosso ciliegia, che sfuma verso il basso fino al rosso chiaro, con caratteri gialli consistenti nelle lettere fisse TP seguite da una numerazione di tre cifre partendo da 001. Dal 2021 sono state ripristinate le targhe per concessionari, in lamiera o plastica, con la lettera D seguita da un numero seriale a una o due cifre.
Dagli anni cinquanta a fine giugno del 2007 le targhe d'immatricolazione erano tutte di colore argento su sfondo nero; le serie iniziavano con la lettera A seguita da un massimo di quattro cifre. Le auto governative erano riconoscibili per una G al termine della sequenza, i veicoli a noleggio si contraddistinguevano per una H  (Hire) o una R (Rental) e quelli speciali per una P posposta al blocco alfanumerico. La vettura del Governatore aveva la corona di Sant'Edoardo o la scritta "GOVERNOR" su sfondo nero.

### Isole Vergini Britanniche

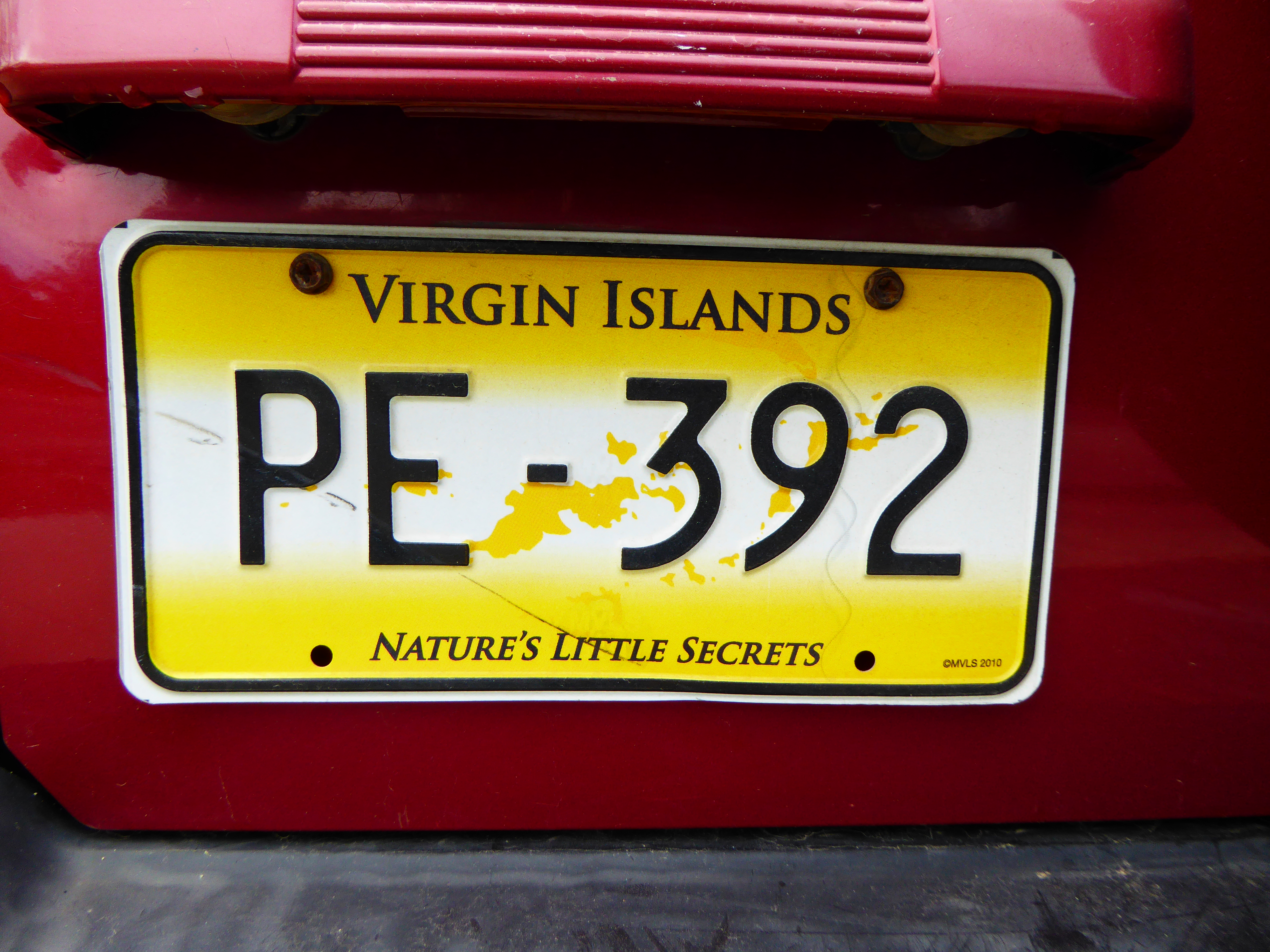
Grafica utilizzata dal 2010 per i veicoli delle Isole Vergini britanniche

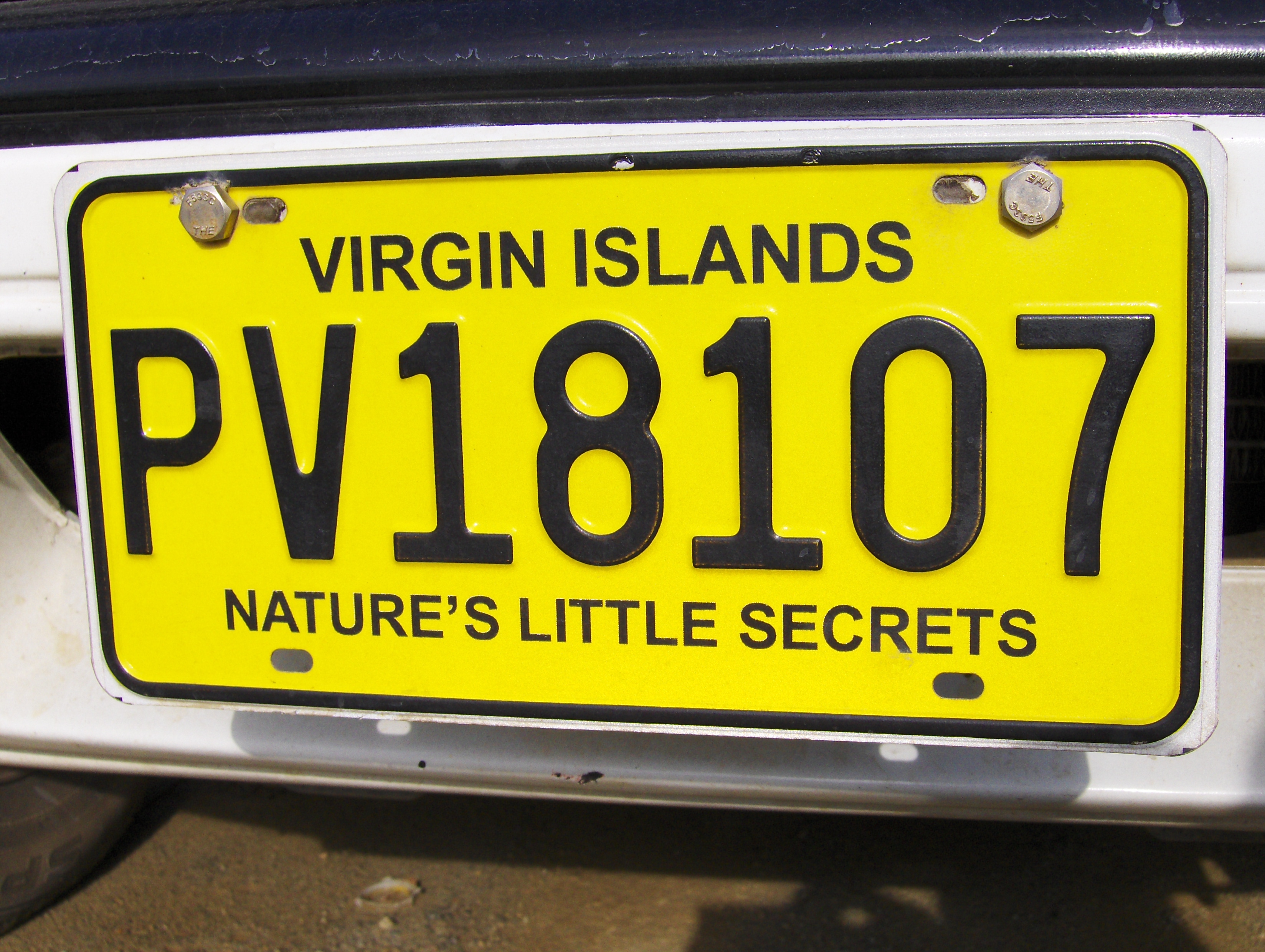
Formato per veicoli privati emesso da febbraio 1996 al 2010

Dal 2010 le targhe d'immatricolazione delle Isole Vergini Britanniche (sigla automobilistica internazionale: BVI) sono in stile e formato americano, con la scritta "VIRGIN ISLANDS" sul bordo superiore e lo slogan "NATURE'S LITTLE SECRETS" su quello inferiore, ambedue neri su una banda gialla orizzontale. Tutte le registrazioni vanno da PA a PZ, lettere seguite da un trattino e una numerazione composta da un massimo di quattro cifre. I caratteri sono neri su una fascia centrale bianca che contiene una sagoma cartografica delle isole dell'arcipelago, anch'essa di colore giallo. Non ci sono più immatricolazioni distinte per i veicoli commerciali. Le targhe personalizzate si distinguono da quelle ordinarie per il colore verde al posto del giallo nella carta delle isole e nelle bande posizionate sui bordi superiore e inferiore.
Le auto ufficiali del governatore e del primo ministro presentano una corona dorata al centro e uno sfondo nero. I veicoli di altre autorità recano targhe con ai bordi le diciture sopra specificate, ambedue nere su una banda rossa orizzontale. Sulla banda bianca centrale sono invece impresse, in nero, le lettere GSB (Government Statutory Body), anteposte a un trattino e un massimo di tre cifre.
Da febbraio 1996 alla fine del 2009 i veicoli privati avevano targhe di colore giallo con formato USA (300 × 150 mm) e una combinazione composta dalle lettere PV (Personal Vehicle) seguite da cinque cifre. Per i motocicli i colori erano i medesimi, ma senza slogan né scritte e con formato di 201 × 126 mm; la sequenza iniziava con MC ed era seguita da un numero di quattro cifre (da 0001).
I veicoli commerciali si contraddistinguevano per il colore azzurro dei caratteri, lo sfondo bianco e le lettere CM (Commercial) seguite da quattro cifre. I veicoli a noleggio avevano targhe con caratteri neri su sfondo verde; le lettere RT (Rental) precedevano un numero di cinque cifre. Ai taxi erano assegnate targhe bianche e cinque cifre; il numero era preceduto dalle lettere TX. I veicoli delle autorità governative si riconoscevano per le lettere GV (Government Vehicle) seguite da quattro cifre; i caratteri erano bianchi in campo rosso o arancione. Molte targhe avevano la scritta "VIRGIN ISLANDS" e lo slogan "NATURE'S LITTLE SECRETS" posizionati rispettivamente in alto e in basso.
Mentre prima del 1996 erano in uso targhe con dimensioni e formato britannici, dall'anno suddetto si è preferito adottare un formato simile a quello vigente nelle Isole Vergini Americane.

### Cayman

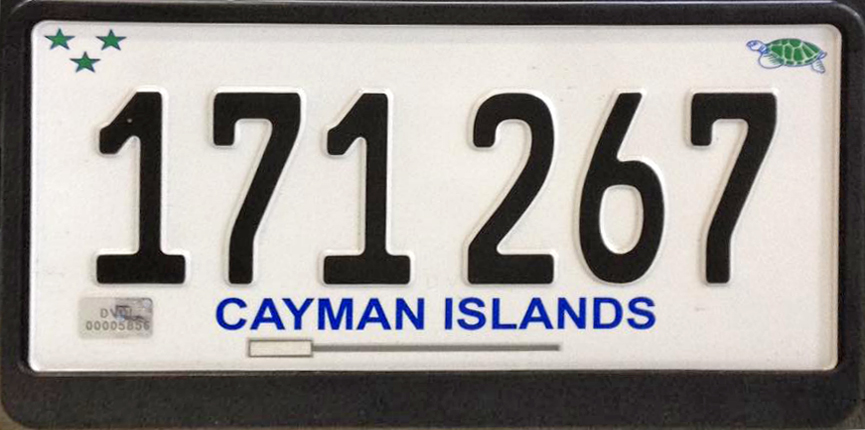
Targa delle isole Cayman con grafica in uso da maggio 2017

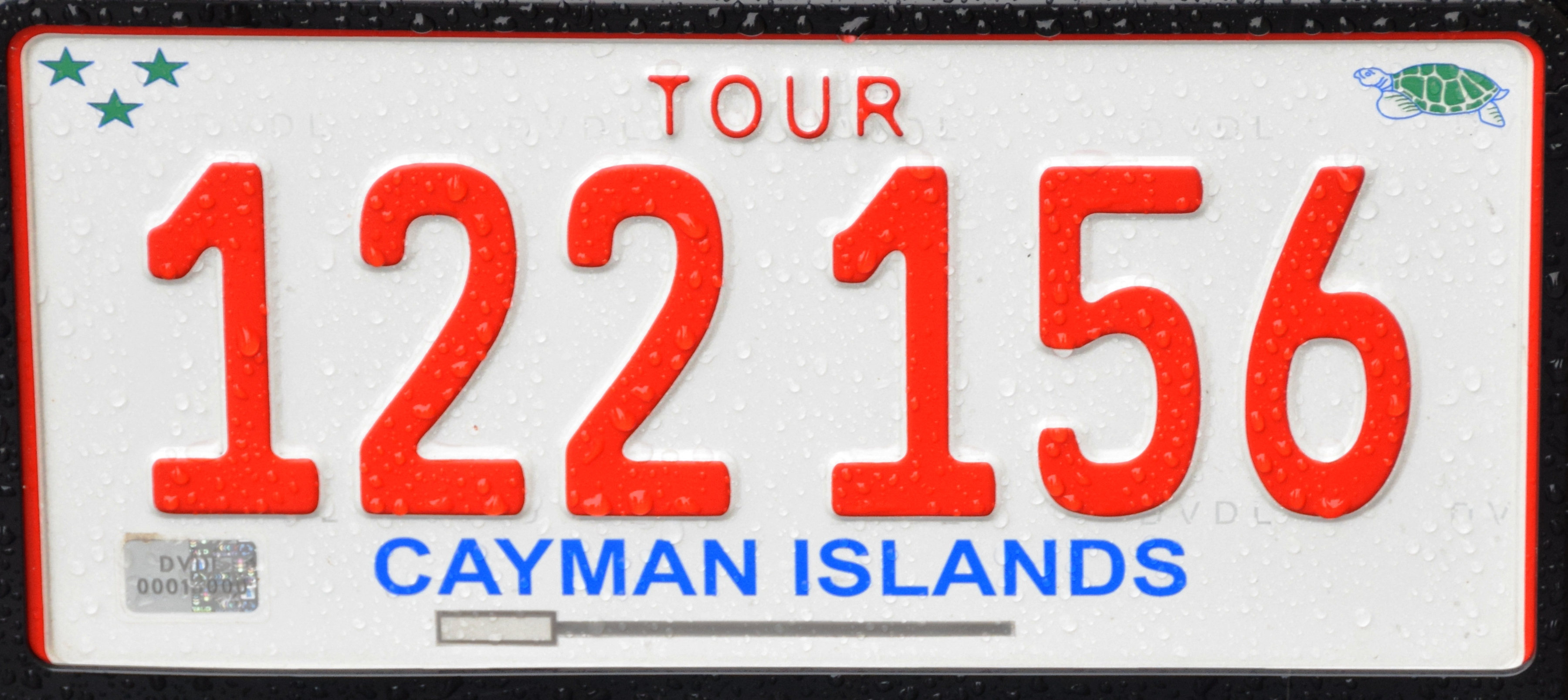
Formato attuale per pullman turistici

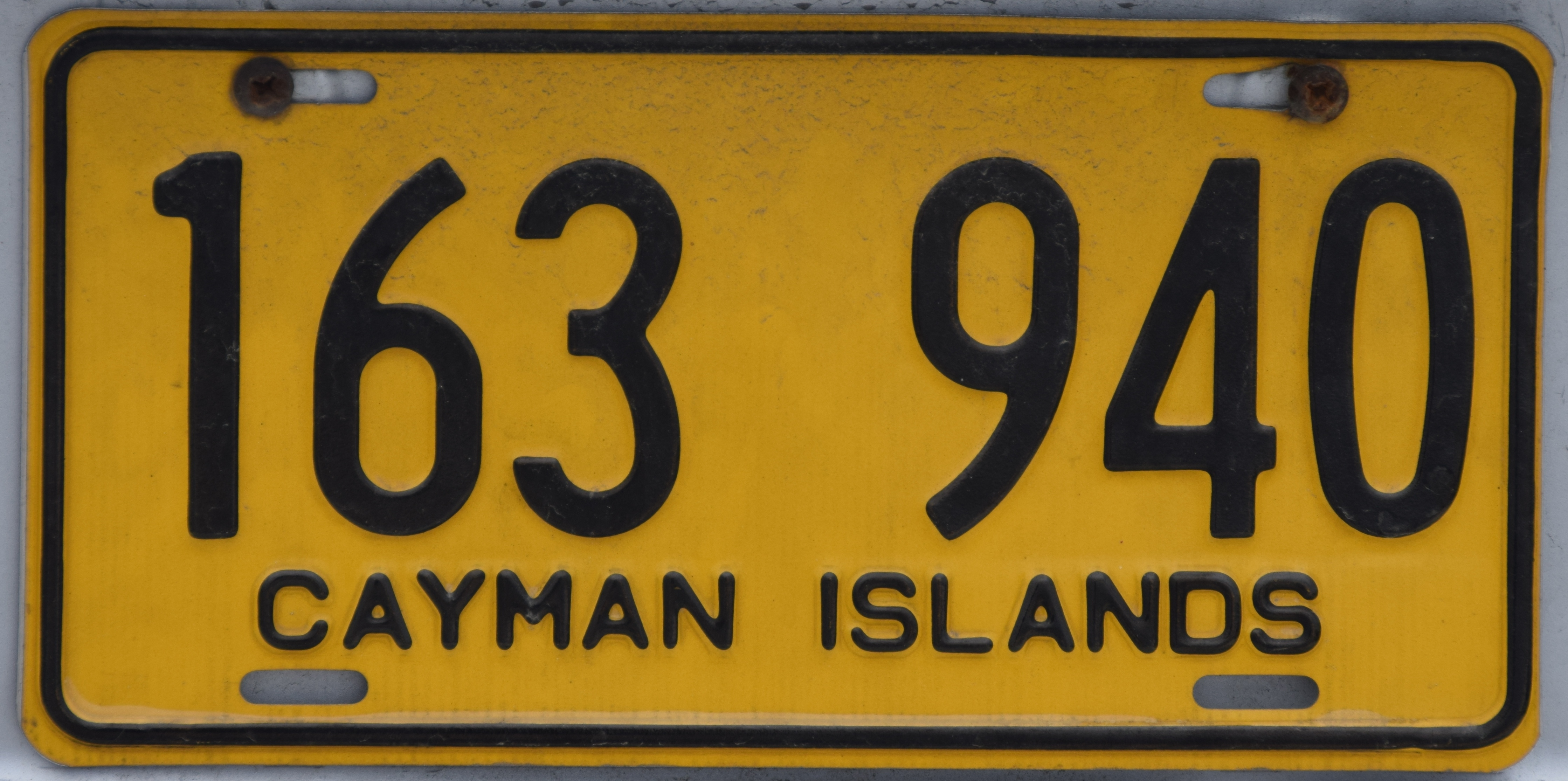
Formato utilizzato dal 1974 al 2017

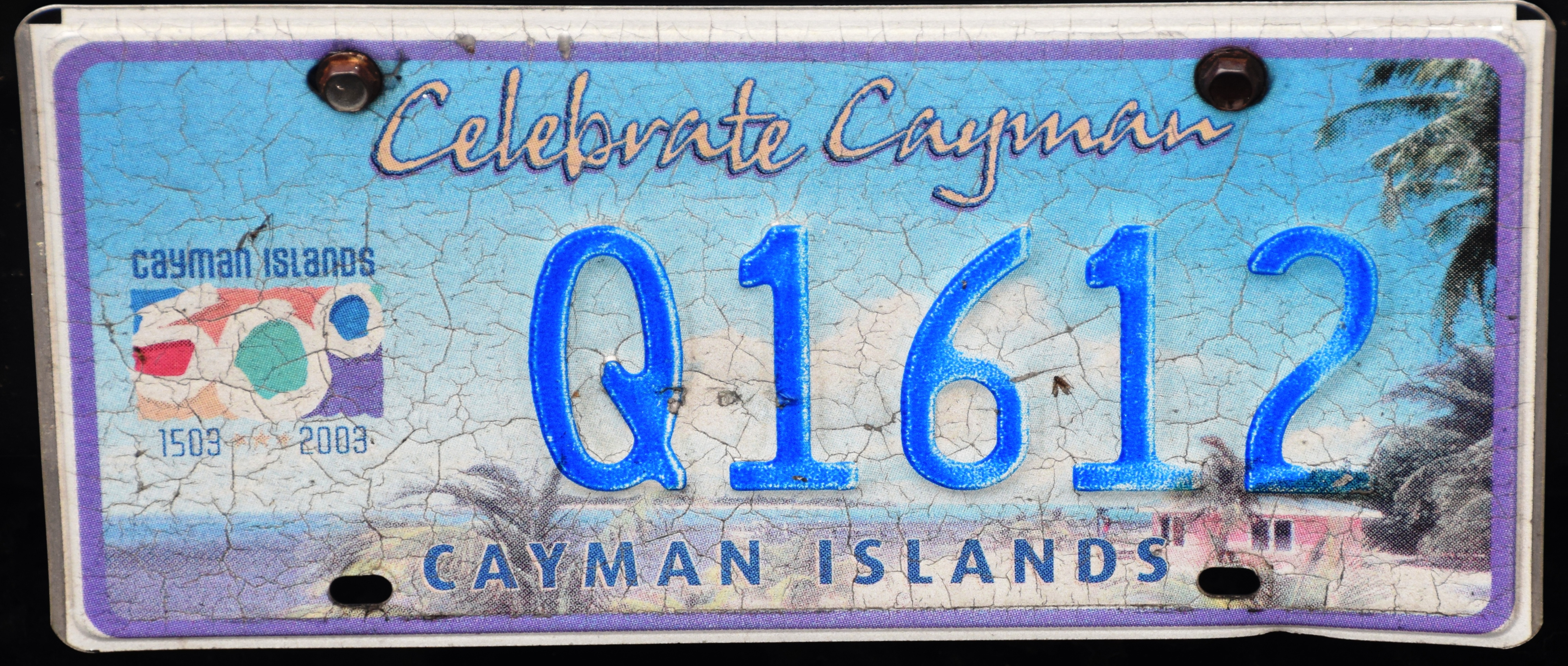
Targa celebrativa del 2003

Il formato attuale è stato introdotto a maggio del 2017. Quello standard per veicoli privati, motocicli e camion consiste in due numeri di tre cifre neri e separati da uno spazio su fondo bianco che sormontano la scritta "CAYMAN ISLANDS" di colore blu; in alto a sinistra sono generalmente impresse tre stelle verdi che rappresentano le tre isole dell'arcipelago, in alto a destra una piccola tartaruga stilizzata. Il nuovo design è dotato di un telaio antimanomissione in modo da impedire di svitare i bulloni di montaggio.
Le targhe con caratteri rossi e categoria di veicolo scritta in piccolo sul bordo superiore vengono assegnate a taxi, autobus e pullman turistici, quelle con caratteri verdi e scritta "RENTAL" di dimensioni ridotte sul bordo superiore sono invece rilasciate ai veicoli a noleggio.
Le vetture ufficiali del primo ministro presentano soltanto lo stemma nazionale al centro. Le targhe dell'auto ufficiale del governatore si contraddistinguevano per una corona d'argento su sfondo bianco fino alla metà del 2009, quando iniziò a essere prodotto un formato con sfondo beige, stemma nazionale al centro e scritta in alto "PROTOCOL" in bianco su nero.
Dal 1974 a fine aprile del 2017 le targhe utilizzate nelle isole Cayman erano composte da due numeri di tre cifre ciascuno, riportavano quasi sempre la scritta "CAYMAN ISLANDS" di colore nero sotto le cifre e avevano dimensioni simili alle targhe d'immatricolazione in uso negli Stati Uniti e in Canada: 304 × 152 mm per gli autoveicoli e 204 × 76 mm per i motoveicoli. Da settembre 2000 era possibile richiedere targhe personalizzate, con combinazioni alfanumeriche scelte dal proprietario del veicolo. I caratteri erano neri su sfondo giallo per le targhe ordinarie, neri su sfondo bianco per le auto e le moto a noleggio, rossi su sfondo giallo per le vetture guidate da proprietari disabili, rossi su sfondo bianco per i taxi e gli autobus, neri su sfondo arancione per i veicoli merci pesanti e i rimorchi.
Nel 2003 erano state emesse targhe celebrative del cinquecentenario della loro scoperta: quattro cifre azzurre precedevano la lettera Q dello stesso colore su uno sfondo raffigurante una spiaggia e il mare dell'arcipelago. Le targhe prodotte in un primo tempo in tale occasione avevano i caratteri bianchi poco leggibili, perciò vennero ritirate e sostituite.
Prima del 1975 per tutti i veicoli la sigla CI (che stava per Cayman Islands) era seguita da un numero di non più di quattro cifre; i caratteri erano argento su sfondo nero.

### Turks e Caicos

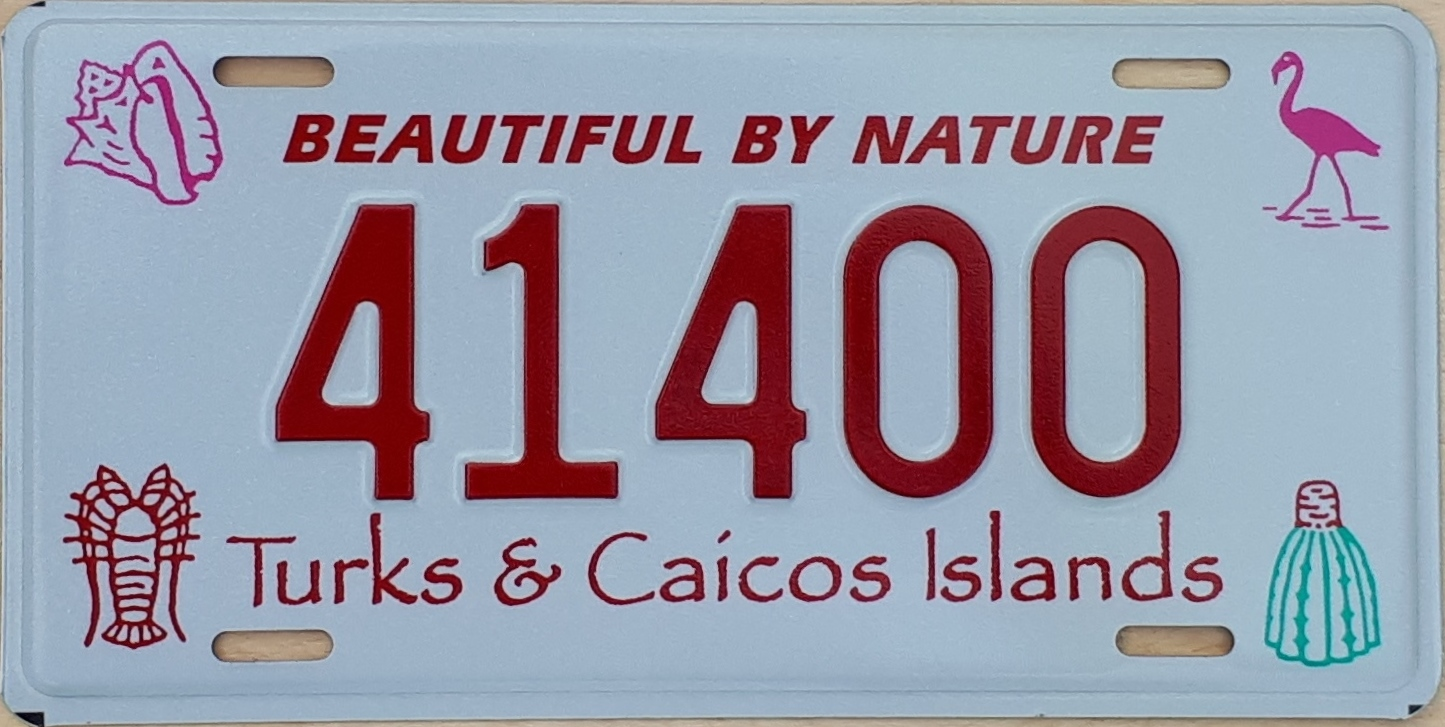
Targa di un veicolo privato delle isole Turks e Caicos

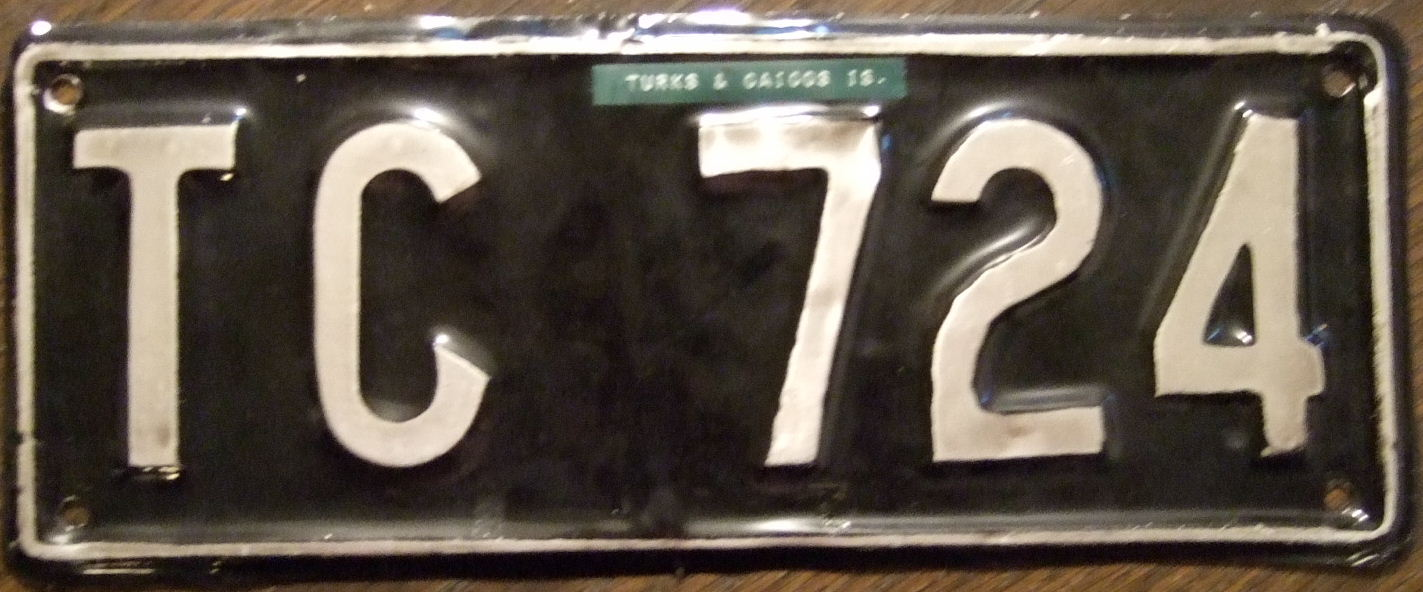
Formato emesso nelle isole Turks e Caicos dal 1970 al 23/04/1981

Da aprile del 2000 nelle isole Turks e Caicos gli autoveicoli hanno targhe di colore bianco riflettente composte da cinque cifre, i motoveicoli ne hanno invece quattro. Viene rilasciata solamente una targa: quella posteriore. Il colore del testo è differente a seconda che le targhe d'immatricolazione siano applicate a vetture private (caratteri rossi), commerciali (verdi), governative (neri) o a noleggio (gialli). I veicoli privati hanno targhe che si distinguono per gli slogan "BEAUTIFUL BY NATURE" e "Turks & Caicos Islands" che si trovano rispettivamente sopra e sotto le cifre, mentre ai quattro angoli sono impressi, in senso orario, i disegni di una conchiglia rosa, un fenicottero rosa, un cactus verde e un gambero rosso.
I veicoli commerciali, quelli a noleggio e gli automezzi adibiti al servizio pubblico dal 1994 hanno targhe con caratteri verdi la cui serie è composta da un numero di quattro cifre preceduto dalle lettere TC e da uno spazio.
A luglio 2021 per le vetture dei funzionari governativi di alto rango alla Camera dell'Assemblea sono state emesse nuove targhe (in coppia) con le lettere MP (= Member of Parliament) o con le diciture "SPEAKER" e "DEPUTY SPEAKER" (cioè vice primo ministro) nere su fondo bianco. La scritta "CONSUL" sopra un numero seriale basso è riservata invece alle targhe dei veicoli dei Corpi consolari. Fino a marzo 2018 al premier erano assegnate targhe con al centro un grande stemma e al vicepremier un formato uguale ma con due stemmi più piccoli e affiancati. Il design era lo stesso di quello attuale ma con fessure per il montaggio dei bulloni più corte. Da novembre 2007 a marzo 2018 le vetture del governatore avevano targhe anteriori e posteriori che presentavano unicamente lo stemma della Corona di Sant'Edoardo in alluminio; analogamente le auto del vicegovernatore recavano gli stessi colori ma con due corone in alluminio più piccole, l'una accanto all'altra.
Dal 2000 a fine ottobre 2007 le serie degli autoveicoli dei funzionari governativi di alto rango erano riconoscibili per la sigla MP o le scritte "CHIEF MINISTER" (su doppia linea), "MINISTER", "SPEAKER" e "DEPUTY SPEAKER" (su doppia linea) di colore rosso su fondo giallo limone.
Dal 1970 al 23 aprile 1981 design e font erano quelli delle targhe giamaicane emesse fino al 1973, con caratteri grigio argento su fondo nero. Le lettere fisse TC precedevano un numero progressivo le cui cifre variavano da una a quattro.

### Montserrat

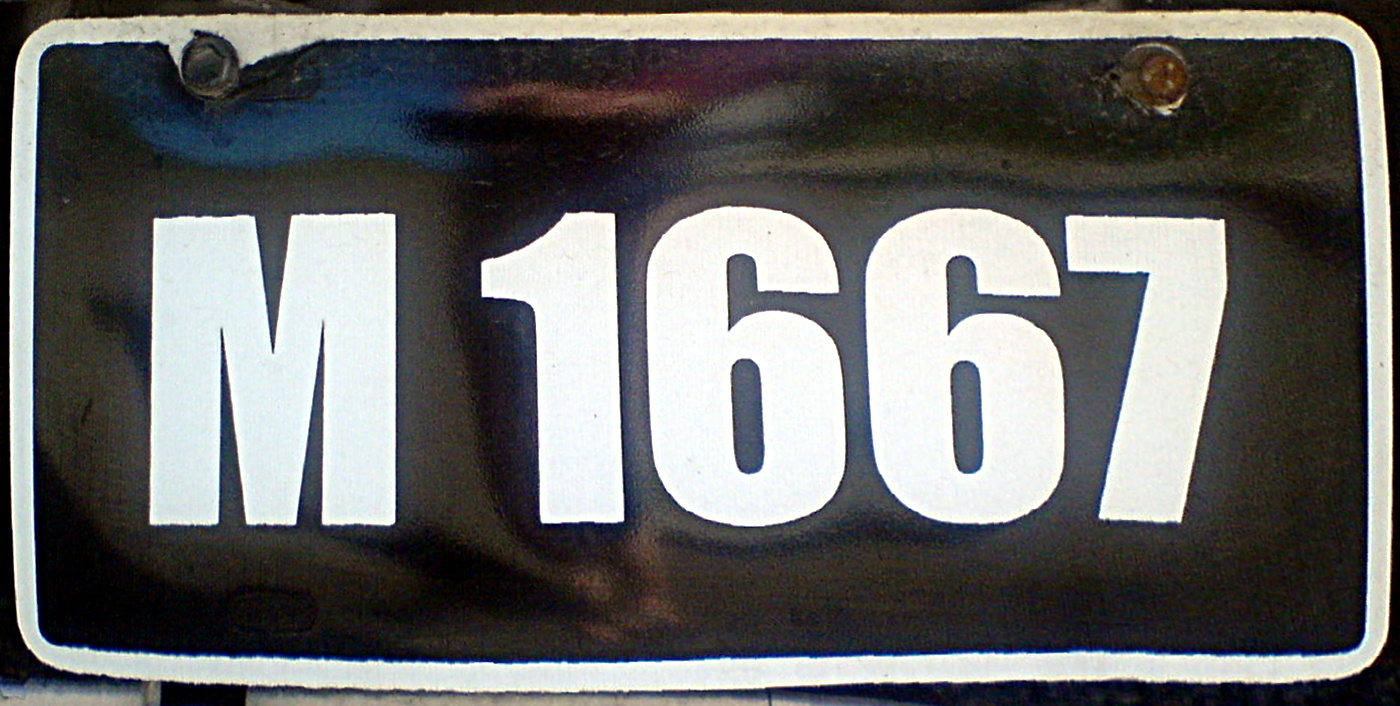
Targa di un veicolo privato di Montserrat

Le targhe emesse nell'isola di Montserrat iniziano con una lettera che indica il tipo di mezzo a motore e precede una numerazione progressiva da una a quattro cifre. M (iniziale di Montserrat) identifica i veicoli privati, MT i motocicli; la serie G con caratteri neri su fondo giallo contraddistingue le vetture delle autorità governative; le targhe verdi con scritte bianche e una H in testa alla numerazione sono assegnate a taxi, autobus e autocarri a noleggio; i restanti veicoli a noleggio presentano una R (che sta per Rental) anteposta alle cifre e caratteri bianchi su fondo rosso; anche le targhe prova per concessionari e proprietari di autofficine hanno lettere e cifre bianche su fondo rosso, ma recano una M in coda alla numerazione.
L'automobile ufficiale del Governatore reca impresso sulla targa posteriore e anteriore lo stemma della Corona di Sant'Edoardo di colore argento su sfondo nero.

### Territorio Britannico dell'Oceano Indiano
- I veicoli delle autorità doganali e della Polizia del Territorio Britannico dell'Oceano Indiano hanno targhe nere con scritte in stile britannico di colore grigio argento. Le lettere BIOT, iniziali di British Indian Ocean Territory, precedono un numero seriale di una o due cifre. Schema esemplificativo:

| BIOT 8 |

- Gli automezzi militari britannici presentano lo stesso formato delle targhe britanniche per i veicoli dell'Esercito
- Gli appaltatori statunitensi di veicoli hanno targhe, spesso stampigliate, con caratteri azzurri su fondo bianco; le lettere fisse DG, iniziali di Diego Garcia, sono anteposte a un trattino e a una numerazione a cinque cifre